# 任天堂
任天堂株式会社（にんてんどう、英: Nintendo Co., Ltd.）は、日本の代表的なグローバル企業の一社であり、主に玩具やコンピュータゲームの開発・製造・販売を行っている。本社所在地は京都府京都市南区。日経平均株価およびTOPIX Core30、JPX日経インデックス400の構成銘柄の一つ。ACジャパン（旧・公共広告機構）の正会員企業。

## 概要
1889年に創業した老舗企業で、娯楽に関するさまざまな事業を展開している。創業以来、多くの種類の玩具を製作しており、特に花札やトランプは、創業初期から現在に至るまで製造、販売を続けている。

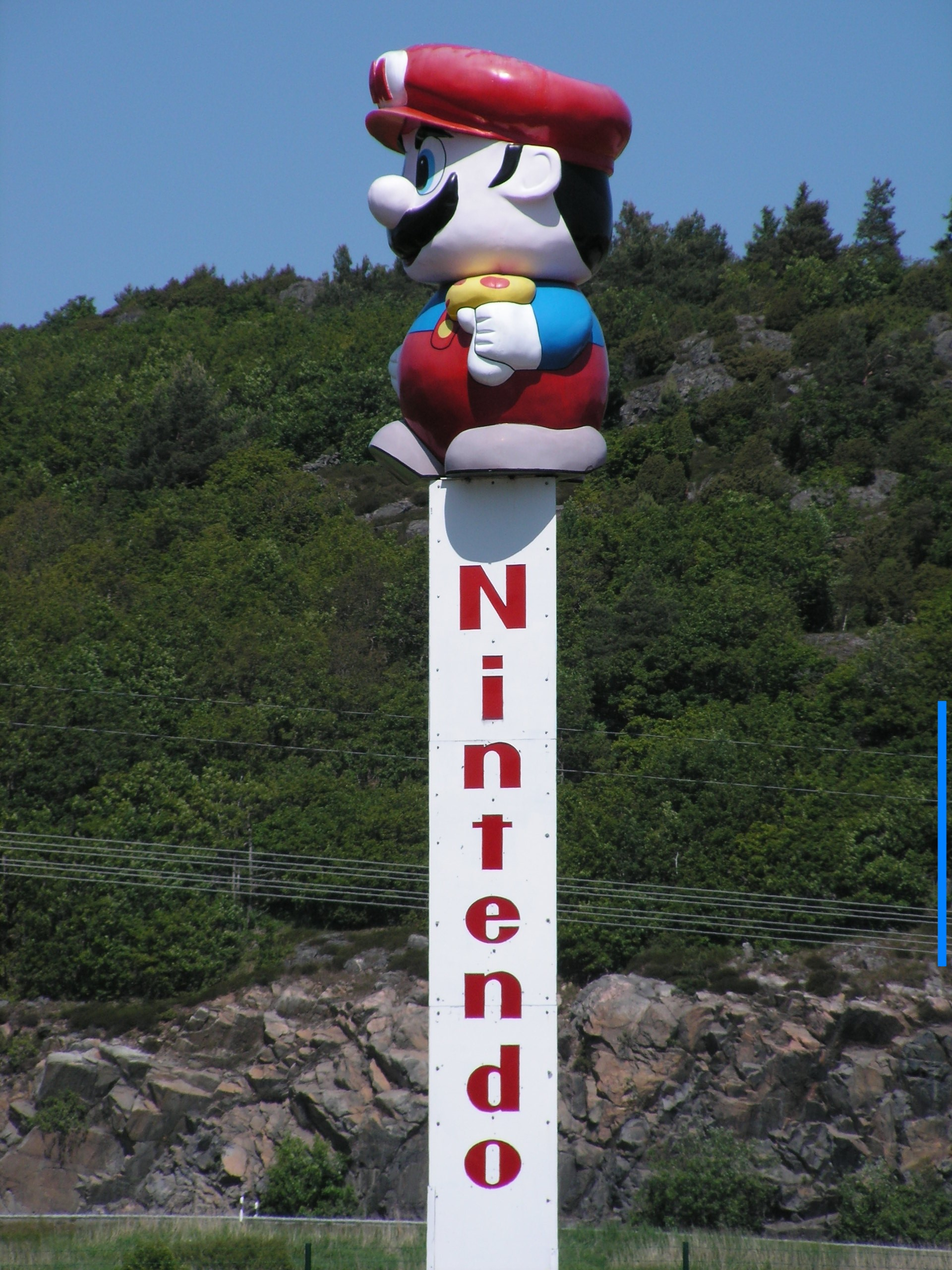
スウェーデンのハッランド県にあるマリオの像。

1970年代後期にコンピュータゲーム機の開発を開始した。1981年発売のアーケードゲーム『ドンキーコング』の成功で頭角を現し、1983年発売の家庭用据え置き型ゲーム機「ファミリーコンピュータ」のゲームソフトとして1985年に発売した『スーパーマリオブラザーズ』が世界的にヒットしたことでゲーム機やゲームソフトを開発する会社として広く認知されるようになった。
『スーパーマリオブラザーズ』（マリオシリーズ）の主人公「マリオ」など、任天堂のゲームソフトに登場するキャラクターは世界的に認知されているものが多く、2010年代からはキャラクターIPのゲーム外での活用を進めている。

## 沿革

### 山内房治郎社長時代（1889年 - 1929年）
当時は会社の形態ではないが便宜上「社長」と表記している。
- 1889年9月23日 - 山内房治郎が京都府京都市下京区で任天堂骨牌（山内房治郎商店）を創業。花札の製造を始める[16]。
- 1902年 - 日本で初めてとなるトランプの製造を開始[16]。

### 山内積良社長時代（1929年 - 1949年）
- 1929年 - 任天堂骨牌（山内房治郎商店）2代目店主に山内積良が就任。
- 1930年 - 本社となる鉄筋コンクリート4階建てのビルが完成[17]。
- 1947年11月 - 京都市東山区今熊野東瓦町に株式会社丸福を設立[16][18]。

### 山内溥社長時代（1949年 - 2002年）
- 1949年9月 - 代表取締役社長に山内溥が就任[16]。丸福かるた販売株式会社に商号変更[18]。
- 1950年3月 - 任天堂かるた株式会社に商号変更[18]。合名会社山内任天堂（現・株式会社山内）よりかるた製造業務を継承[18]。
- 1951年7月 - 任天堂骨牌株式会社に商号変更[16]。
- 1952年10月 - 京都府京都市東山区福稲上高松町に工場（現・京都リサーチセンター）を設置[18]。
- 1953年5月 - 日本初となるプラスチックトランプの製造に成功[16]。1956年より量産開始[19]。
- 1955年1月 - 季節性需要のトランプ事業に売上不振が重なり、工場の操業短縮と人員削減を計画。これに対し労働組合が6月までストライキを実施[20][21]。
- 1959年
  - 9月 - 工場のある京都市東山区福稲上高松町に本社を移転[16][18]。
  - 11月 - ウォルト・ディズニー・プロダクションとキャラクターの版権使用契約を結ぶ。翌年に「ディズニートランプ」を発売し、ヒット商品になる。トランプ事業は持ち直し、日本で70%以上の市場シェアを獲得[22]。
- 1960年 - 「ダイヤ交通株式会社」を設立してタクシー事業に参入。翌年には近江絹糸紡績との共同出資で「日本三旺食品工業株式会社」を設立して加工食品事業に参入。経営多角化を図ったが、後に撤退[23]。
- 1961年 - 東京都千代田区に東京支店を設置[16]。
- 1962年1月 - 大阪証券取引所市場第二部、京都証券取引所に株式上場（現在は市場統合）[18]。
- 1963年10月 - 任天堂株式会社に商号変更[16][18]。
- 1967年
  - アメリカの玩具メーカー Milton Bradley（英語版） と業務提携し、「ツイスター」などを日本でライセンス生産・販売開始[21][24]。
  - 自社開発の玩具「ウルトラハンド」を発売。100万台以上を売り上げるヒット商品となる[25]。以後、玩具の開発に注力する。
- 1969年 - 電子玩具第1弾「ラブテスター」を発売[23]。
- 1970年
  - 5月 - 電子玩具「光線銃SP」を発売[26]。
  - 7月1日 - 大阪証券取引所市場第一部に指定[27]。
  - 7月28日 - 週刊文春での山内の発言が玩具業界を侮辱しているとして日本玩具国際見本市協会から謝罪公告を要求されるが、応じず。31日に同協会を脱退[28]。
- 1971年 - 簡易複写機「コピラス」を発売。10万台以上を出荷するヒット商品になる[29]。
- 1973年 - 業務用レジャーシステム「レーザークレー射撃システム」を開発[16]。
- 1975年 - 業務用メダルゲーム機「EVRレース」を開発[30]。
- 1976年4月23日 - 任天堂レジャーシステムがアミューズメント業界の団体である、全日本遊園協会[注 1]へ加入[32]。
- 1977年7月1日 - 三菱電機と共同開発した据置型ビデオゲーム機「カラーテレビゲーム15」と「カラーテレビゲーム6」を発売[16]。
- 1978年 - 業務用ビデオゲーム機を開発し、販売を開始[16]。
- 1980年
  - 4月 - アメリカのニューヨーク州に現地法人「Nintendo of America Inc.」を設立[16][18]。初代社長に山内の娘婿である荒川實が就任[33]。
  - 4月28日 - 携帯型ゲーム機「ゲーム&ウオッチ」を発売。その後、8年間で約70機種を展開して4,800万台以上を販売する[34]。
- 1981年7月9日 - アーケードゲーム版『ドンキーコング』の稼動を開始。この中でのちに任天堂を代表するキャラクターとなる「マリオ」が初めて登場する[35][36]。
- 1982年
  - 2月 - アメリカのワシントン州に現地法人「Nintendo of America Inc.」を設立し、既存のニューヨーク州法人を吸収合併[16][18]。
  - 2月28日 - 業務用ゲームの販売を手掛けてきた任天堂レジャーシステムが解散され、製造から販売まで任天堂に一本化される[37]。
  - 業績が前年の約3倍に拡大して8月連結決算の売上高は661億4,100万円、営業利益は227億200万円の黒字になる[38]。
- 1983年
  - 7月15日 - 据え置き型ゲーム機「ファミリーコンピュータ」を発売[16]。
  - 7月21日 - 東京証券取引所市場第一部に株式を上場[39]。
  - 京都府宇治市に宇治工場を設置[16]。
- 1985年
  - 8月14日 - アーケードゲーム機のリースおよび直営店の閉鎖を発表、業務用からの撤退は否定[40]。
  - 9月13日 - ファミリーコンピュータ用ゲームソフト『スーパーマリオブラザーズ』を発売。のちに世界でもっとも売り上げたゲームソフトとしてギネス世界記録に認定された。
- 1989年
  - 2月28日 - アミューズメント業界の団体である、日本アミューズメントマシン工業協会から脱退。アーケード業界から既に撤退していることを受けたもの[41]。
  - 4月21日 - 携帯型ゲーム機「ゲームボーイ」を発売[16]。
- 1990年
  - 2月 - ドイツに現地法人「Nintendo of Europe GmbH」を設立[16][18]。
  - 11月21日 - 据え置き型ゲーム機「スーパーファミコン」を発売[16]。
- 1991年3月 - スーパーファミコンの周辺機器、サテラビューを販売、放送開始。
- 1993年2月 - フランスに現地法人「Nintendo France S.A.R.L.」を設立[18]。
- 1995年7月21日 - 3Dゲーム機「バーチャルボーイ」を発売。
- 1996年
  - 6月21日 - 任天堂公式サイトを開設。
  - 6月23日 - 据え置き型ゲーム機「NINTENDO 64」を発売[16]。
- 1997年 - 任天堂製品の流通問屋親睦団体「初心会」が日本の流通環境の変化にともない解散[42]。
- 2000年11月 - 京都府京都市南区上鳥羽鉾立町11番地1（現在地）に本社を移転[16][18]。
- 2001年
  - 3月21日 - 携帯型ゲーム機「ゲームボーイアドバンス」を発売[16]。
  - 9月14日 - 据え置き型ゲーム機「ニンテンドー ゲームキューブ」を発売[16]。

### 岩田聡社長時代（2002年 - 2015年）
- 2002年5月31日 - 代表取締役社長に岩田聡が就任。代表取締役増員による集団指導体制を開始[43][44]。
- 2004年
  - 8月 - 前代表取締役社長の山内溥が個人で出資していたシアトル・マリナーズの持分すべてが、Nintendo of America Inc.へ移転されてNOAが球団の筆頭オーナーとなる[45]。
  - 11月21日 - 携帯型ゲーム機「ニンテンドーDS」を発売。世界で1億5,000万台あまりを売り上げ、最も普及した携帯型ゲーム機となった[46][47]。
- 2006年
  - 7月 - 韓国に現地法人「韓国任天堂株式会社」を設立[18]。
  - 11月19日 - アメリカで据置型ゲーム機「Wii」を発売（日本では12月2日に発売）。同日発売のWii専用ゲームソフト『Wii Sports』は本体同梱版を含めると世界でもっとも売れたゲームソフトとなった[48][49]。
- 2008年11月1日 - ニンテンドーDSの上位モデルに当たる携帯型ゲーム機「ニンテンドーDSi」を発売[16]。
- 2009年
  - 5月7日 - 3月期決算で売上高1兆8,386億2,200万円、営業利益5,552億6,300万円の過去最高益を記録したことを発表[50]。
  - 10月 - 世界のグローバル企業2,500社を対象とした調査で、2009年の「グローバルチャンピオン」に任天堂が選出[51]。
- 2011年2月26日 - 裸眼3D液晶ディスプレイを搭載した携帯型ゲーム機「ニンテンドー3DS」を発売[52]。
- 2012年
  - 2月 - 「ニンテンドー3DS」が日本における販売台数が500万台を突破。ゲームプラットフォームとしては史上最速の記録になった[53]。
  - 「ニンテンドー3DS」の価格値下げによる逆ザヤ状態や円高などの影響により、3月期の決算で377億円の営業赤字を計上[54]。
  - 11月18日 - アメリカで据え置き型ゲーム機「Wii U」を発売（日本では12月8日に発売）[55]。
- 2014年
  - 1月30日 - QOL事業への参入を発表[56]。
  - 10月11日 - ニンテンドー3DSの上位モデルに当たる携帯型ゲーム機「Newニンテンドー3DS」を発売[16]。
  - 7月から12月までの半年間で「ニンテンドー3DS」用ソフトのダブルミリオン達成ソフトが5本生まれる。これは日本のゲーム市場において初めての記録となる[47]。
- 2015年
  - 3月17日 - 株式会社ディー・エヌ・エーと業務、資本提携してスマートデバイス向けのゲームソフトを開発することを発表[57]。また、新型家庭用ゲーム機「NX（コードネーム。のちのNintendo Switch）」を開発中であることを発表[58]。
  - 5月8日 - 3月期決算で4期ぶりに営業黒字回復[59]。
  - 7月11日 - 代表取締役社長の岩田が胆管腫瘍のため死去[60]。

### 君島達己社長時代（2015年 - 2018年）
- 2015年9月15日 - 代表取締役社長に君島達己が就任。組織再編により、統合開発本部とシステム開発本部を統合して技術開発本部を、情報開発本部と企画開発本部を統合して企画制作本部を設立し、ビジネス開発本部を新設[7][61][62]。
- 2016年
  - 6月29日 - 組織再編により、監査等委員会設置会社に移行して執行役員制度を導入。外国人役員としてレジナルド・フィサメィが執行役員に就任[63][64]。
  - 7月6日 - 世界の多数の国で株式会社ポケモン（開発、配信、運営はNiantic, Inc.）からゲームアプリ『Pokémon GO』をリリース。その爆発的な人気から以降約半月にわたり任天堂の株価が高騰する[65]。
  - 7月22日 - 株式会社ポケモンが任天堂の持分法適用関連会社であることを発表して以降は株価が落ち着いた[66]。
  - 8月22日 - Nintendo of America Inc.が保有しているシアトルマリナーズ運営会社の持分の一部を売却[67]。
  - 8月25日 - 2017年4月3日付でジェスネット株式会社を子会社化すると同時にジェスネットが株式会社アジオカより、ビデオゲーム卸売事業を譲受することを取締役会において決議[68]。
  - 10月20日 - 家庭用ゲーム機「Nintendo Switch」の情報を公開[69]。
  - 11月29日 - ユニバーサル・パークス&リゾーツが運営しているユニバーサル・スタジオ・ジャパン、ユニバーサル・オーランド・リゾート、ユニバーサル・スタジオ・ハリウッドで任天堂のテーマパークを展開することを発表[70][注 2]。
  - 12月15日 - iOS向けゲームアプリ『SUPER MARIO RUN』を150の国と地域のApp Storeで配信開始。開始4日間のダウンロード数が4,000万を超え、App Storeにおける最速記録になった[71]。
- 2017年
  - 3月3日 - 日本、アメリカ、ヨーロッパなどで携帯型ゲーム機としても利用できる据え置き型ゲーム機「Nintendo Switch」を発売[72]。
  - 4月3日 - ジェスネット株式会社を子会社化し、任天堂販売株式会社に商号変更[68][73]。
- 2018年
  - 2月1日 - ユニバーサル・スタジオとの共同出資により、ユニバーサルの傘下であるイルミネーション・エンターテインメントと共同でスーパーマリオのアニメーション映画の製作を開始したことを発表[74][75]。
  - 4月 - 3月期決算で7年ぶりに売上高1兆円超を計上[76][77]。
  - 4月27日 - 株式会社サイバーエージェントの傘下である株式会社Cygamesの発行済み株式数の約5%を取得し、スマートデバイス向けゲーム事業での業務提携を行うことを発表[78]。

### 古川俊太郎社長時代（2018年 - 現在）
- 2018年
  - 6月28日 - 代表取締役社長を務めていた君島の退任により、代表取締役社長に古川俊太郎が就任[79][80][81]。
- 2019年
  - 4月16日 - Nintendo of America Inc.代表取締役社長および任天堂執行役員を務めていたフィサメィの退任により、Nintendo of America Inc.代表取締役社長および任天堂執行役員にダグ・バウザーが就任[82]。
  - 11月22日 - 渋谷PARCO（東京都渋谷区）に日本初のオフィシャルショップ「Nintendo TOKYO」がオープン[83]。
- 2020年
  - 1月30日 - 取締役会の諮問機関として「指名等諮問委員会」の設置を取締役会で決議[84]。
  - 10月16日 - ユニバーサル・スタジオ・ジャパンに「マリオ・カフェ&ストア」がオープン[85][86]。
- 2021年
  - 3月1日 - Next Level Gamesを子会社化[87]。
  - 3月18日 - ユニバーサル・スタジオ・ジャパンに「スーパー・ニンテンドー・ワールド」がオープン[88]。
  - 6月2日 - 宇治小倉工場を改修し資料館施設にすることを発表[89]。
- 2022年
  - 4月1日 - 株式会社SRDを子会社化[90]。
  - 4月4日 - 東京証券取引所の市場区分の見直しにより、市場第一部からプライム市場へ移行。
  - 4月12日 - 京都市が2021年12月8日に公募型プロポーザルにより募集していた市有地の有効活用事業者に選定され取得。2027年12月に本社第2開発棟（仮称）として竣工予定[91]。
  - 10月3日 - 株式会社ダイナモピクチャーズを子会社化し、ニンテンドーピクチャーズ株式会社に商号変更[92]。
  - 11月11日 - 二店目のオフィシャルショップとなる「Nintendo OSAKA」を大丸梅田店13Fにオープン[93]。
- 2023年
  - 4月28日 - 映画『ザ・スーパーマリオブラザーズ・ムービー』公開。
  - 4月3日 - DeNAとの合弁子会社としてニンテンドーシステムズを設立[94]。
  - 7月3日 - 欧州子会社のNintendo of Europe GmbHにNintendo France S.A.R.LとNintendo Benelux B.V.を吸収合併[94]。
  - 10月17日 - 三店目となるオフィシャルショップ「Nintendo KYOTO」を京都髙島屋S.C.の新しい専門ゾーン「T8（ティーエイト）」の開業に合わせてオープン。
- 2024年
  - 1月 - Nintendo of Europe GmbHの社名をNintendo of Europe AGに変更[94]。
  - 5月21日 - Shiver Entertainmentを子会社化することを発表[95]。
  - 8月1日 - Nintendo of Europe AGにNintendo Ibérica, S.A.を吸収合併する他、Nintendo of Europe AGの商号をNintendo of Europe SEに変更[94][96]。
  - 10月2日 - 京都府宇治市小倉町神楽田にニンテンドーミュージアムを開業[97][98]。
- 2025年
  - 1月16日 - 家庭用ゲーム機「Nintendo Switch 2」を発表。
  - 2月10日 - 台湾に現地法人「台湾任天堂股份有限公司」を設立[99]。

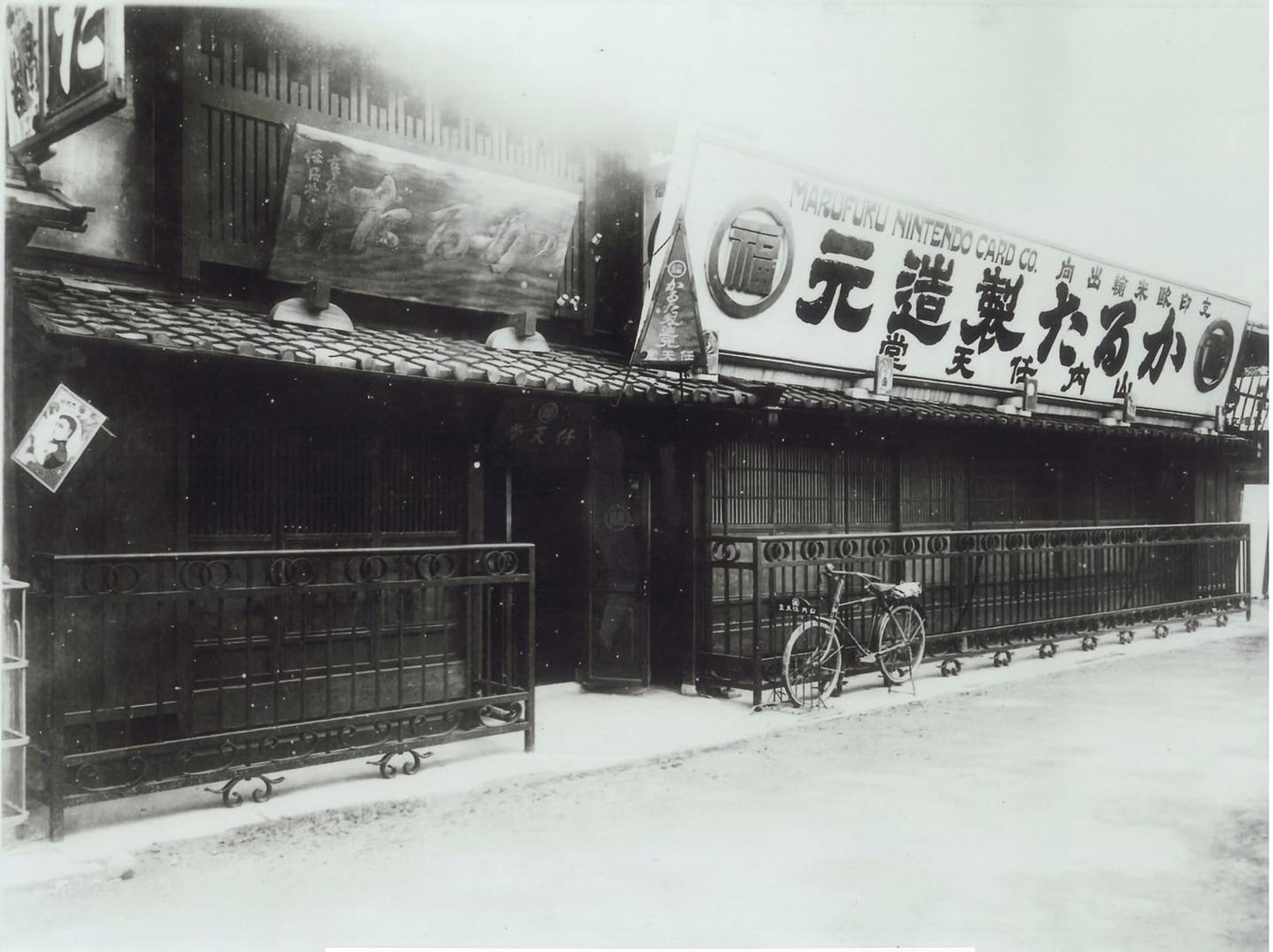
創業当時の任天堂本店
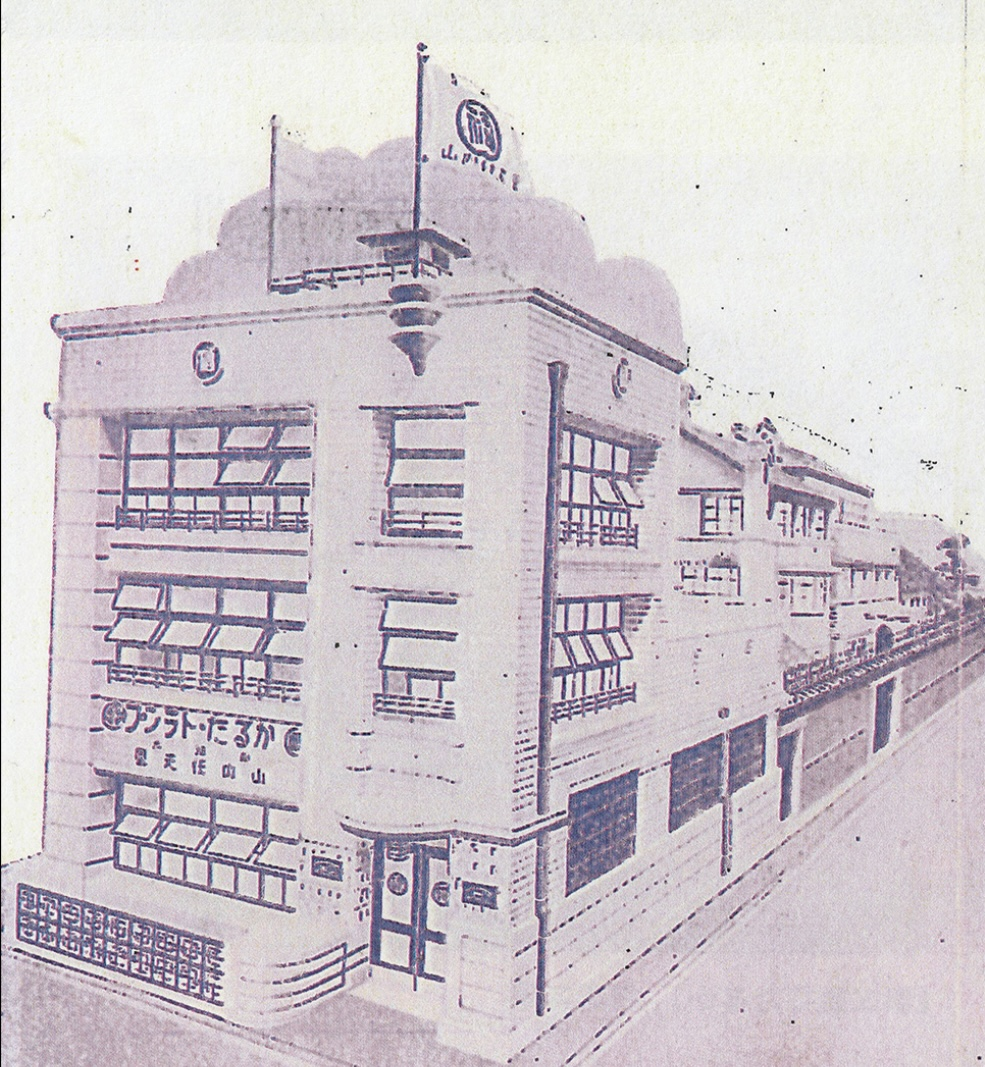
旧合名会社山内任天堂本社（1930年代半ばから後半）
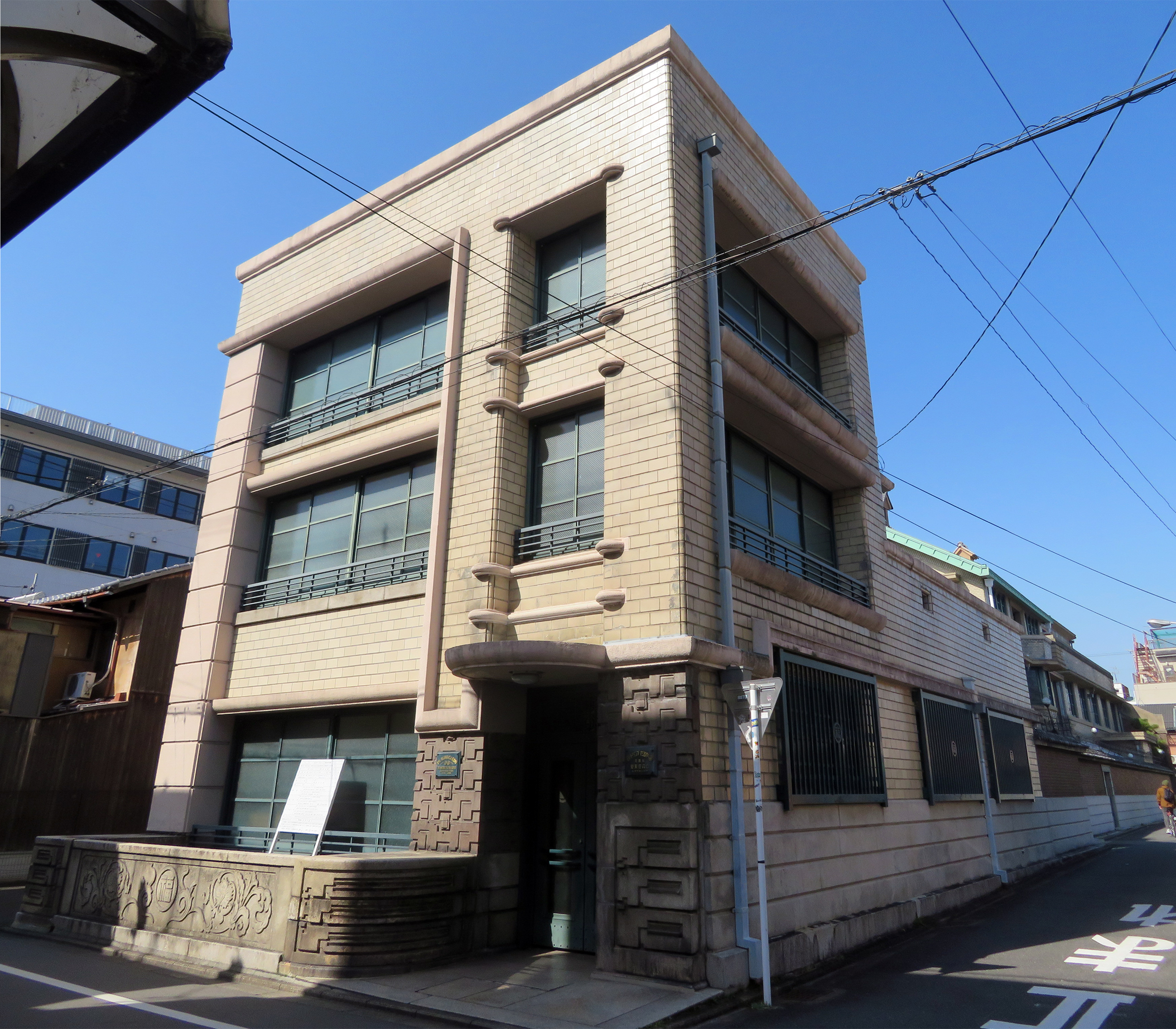
旧合名会社山内任天堂本社（京都府京都市下京区鍵屋町）[注 3]
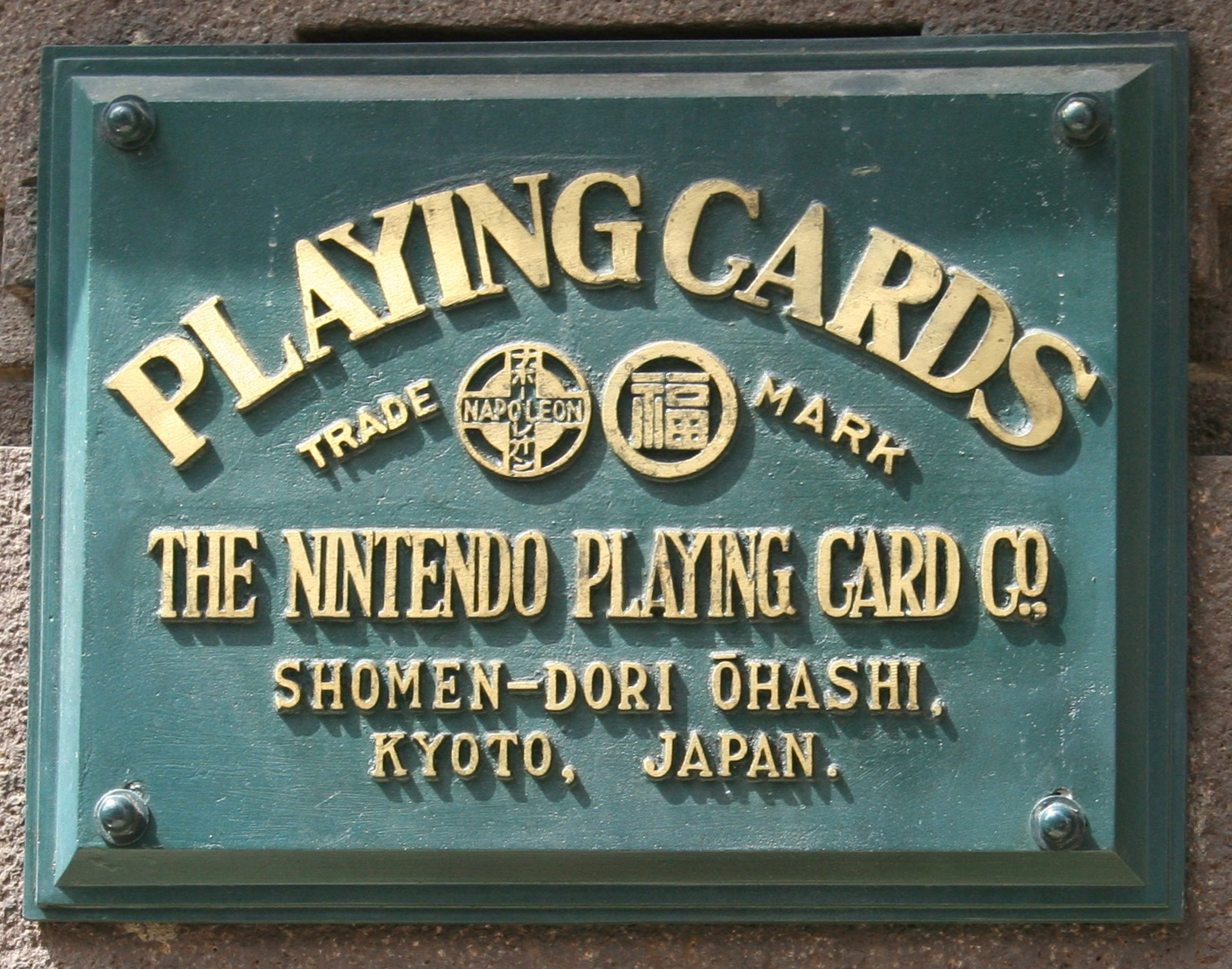
旧合名会社山内任天堂本社入口に掲げられた看板
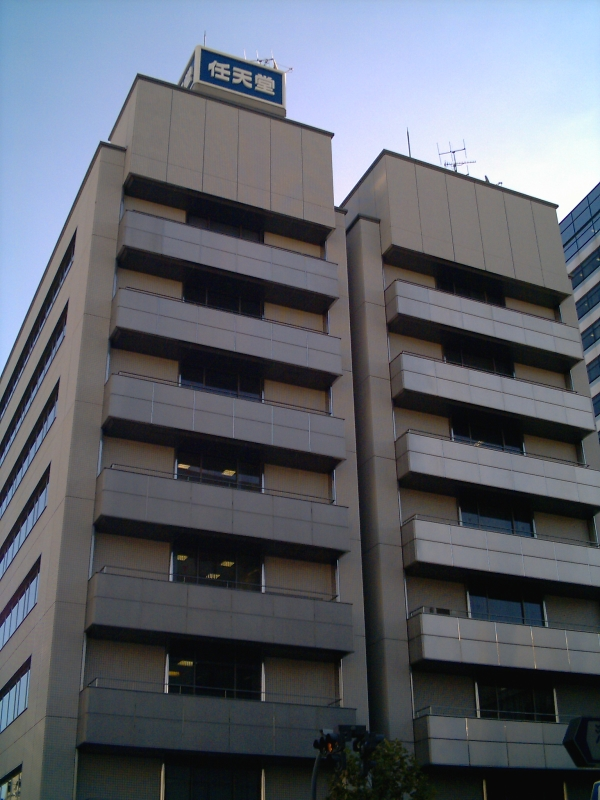
旧任天堂東京支店（東京都台東区浅草橋、解体済）
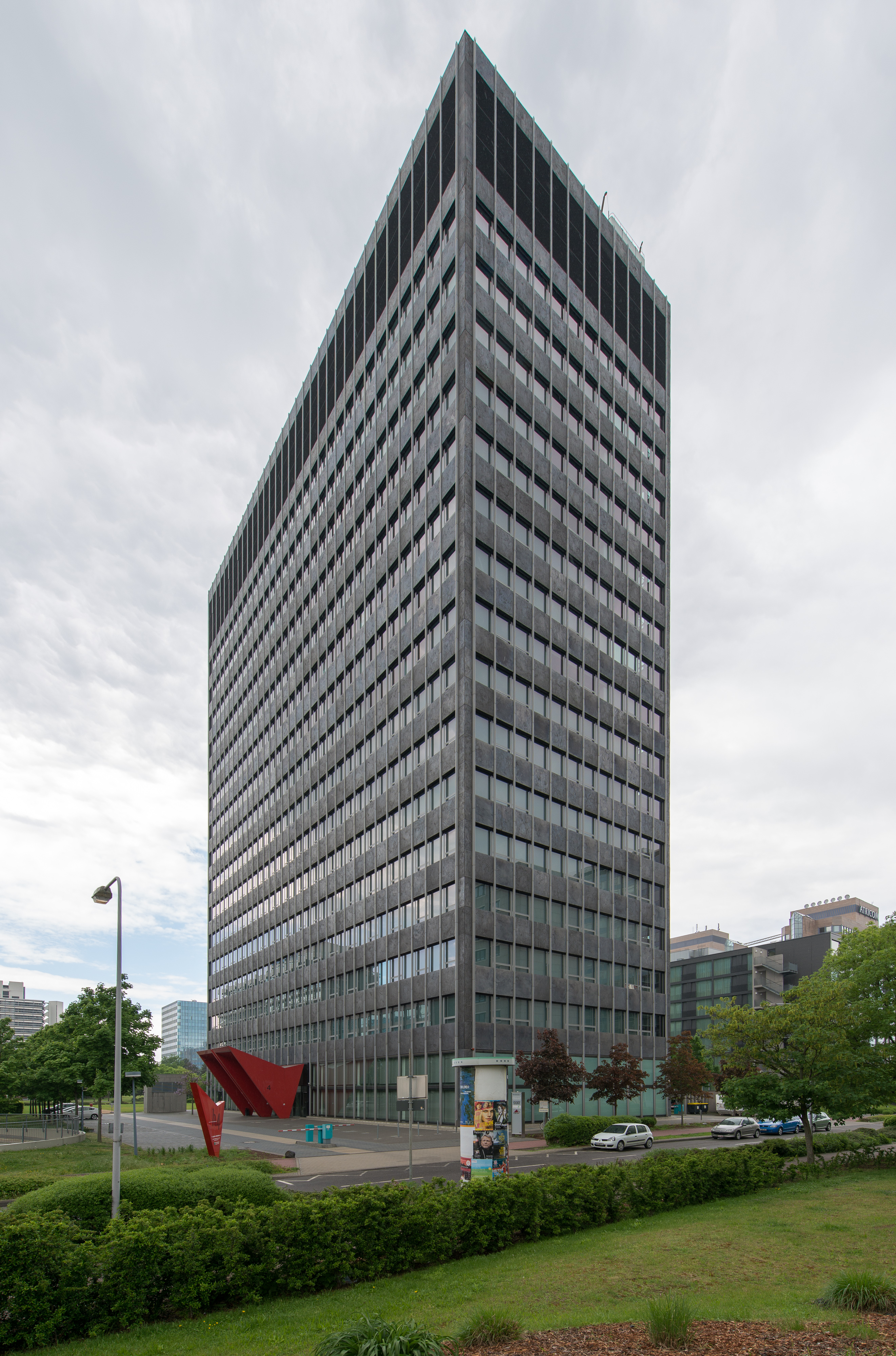
Nintendo of Europe旧社屋
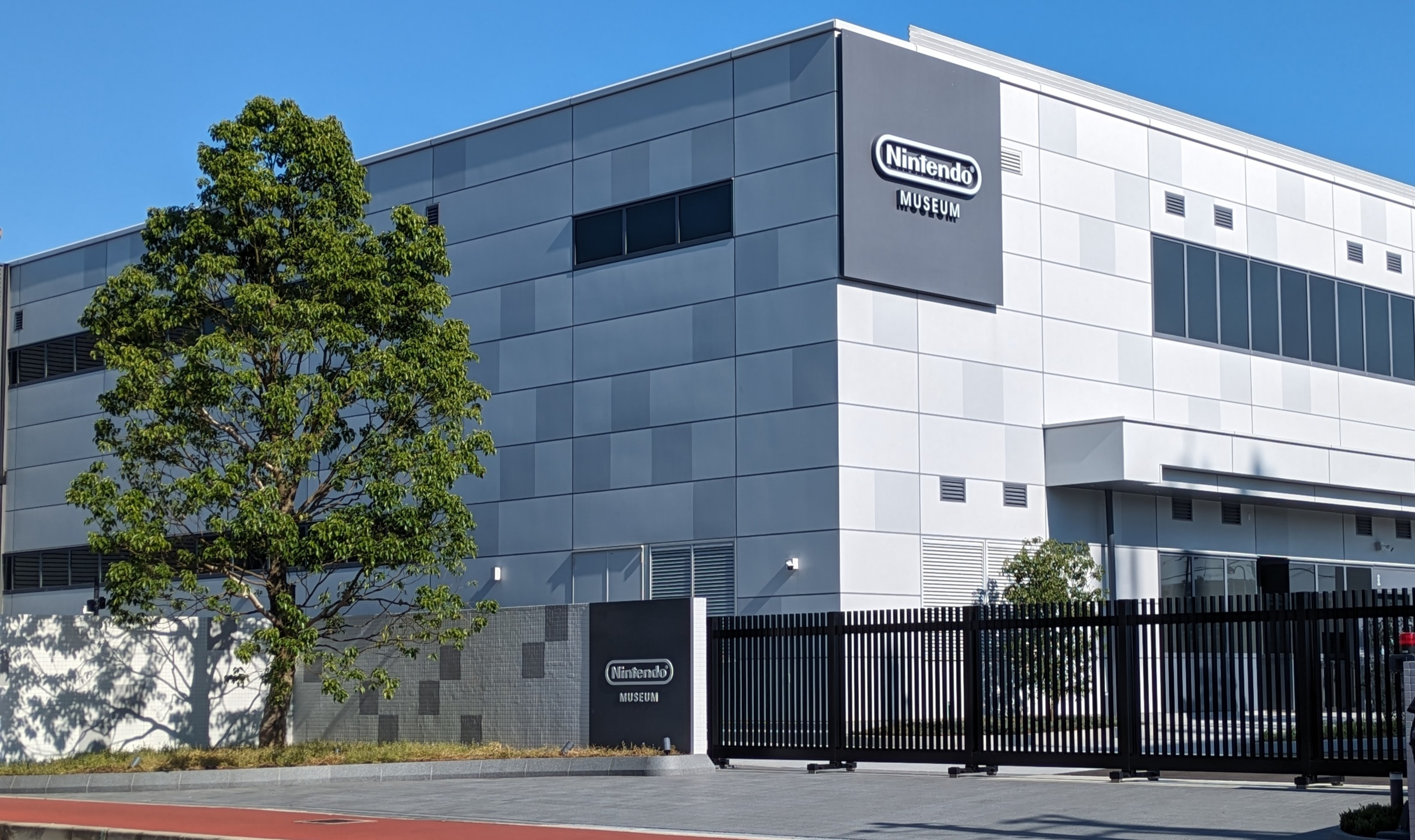
ニンテンドーミュージアム
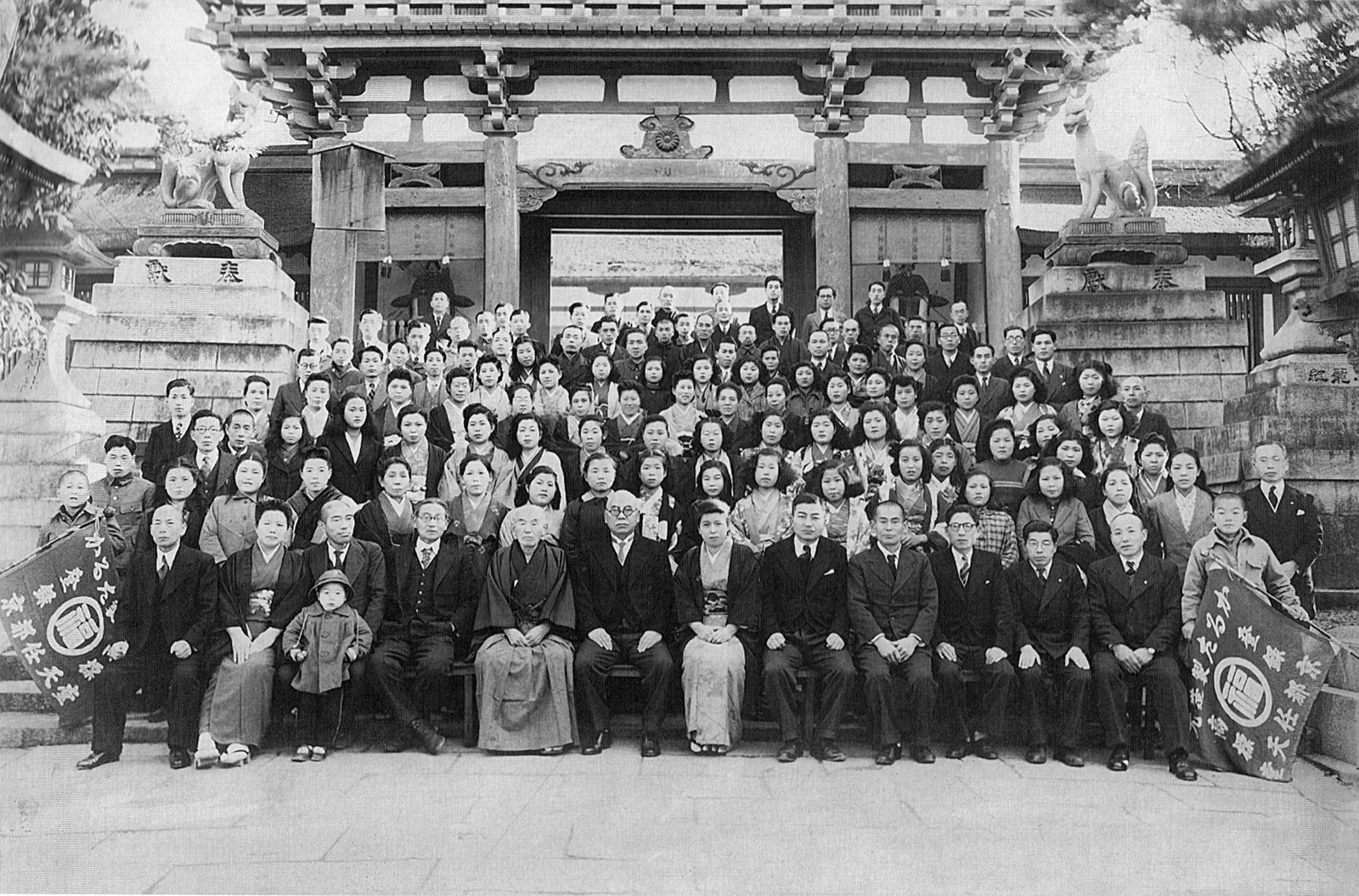
1949年の新年記念撮影

## 事業

### ゲームソフト事業
任天堂はハードウェアとソフトウェアの開発を共に手がけるビジネスを展開している。元代表取締役社長の岩田聡は『Game Developers Conference 2011』の講演で、「任天堂は、『ゲーム機は、どうしても遊びたいソフトを楽しんでいただくために仕方なく買っていただくものだ』と考えています。ご存じのように任天堂は、他社製プラットフォーム（ゲーム機）向けにゲームを提供しません。お客様にいい意味で驚いてもらうためには、自社ハードウェアと自社ソフトウェアをマッチさせることが最も確実な方法だと考えるからです。当社はまず第一にゲームクリエーターであり、その次にハードウェア製造者なのです」と語っている。「ゲーム機は、どうしても遊びたいソフトを楽しんでいただくために仕方なく買っていただくもの」という言葉は山内溥の発言の一つであり、それを引用したものとされる。
ハードウェアに関しては堅牢性と耐久性を重視している。かつてハードウェア開発責任者を務めていた竹田玄洋によると、それは子供ユーザーに配慮したものであり、ゲーム機が壊れてしまったときに「僕が壊した」ではなく、「勝手に壊れた」となってしまう事態を見越したうえでの設計文化ができ上がっているのだという。任天堂ハードウェアの頑丈さを顕著に示す事例として、湾岸戦争で爆撃に巻き込まれたゲームボーイが正常に動作した事例がある。また宮本は2024年のニンテンドーミュージアム記念インタビュー内でハードウェアについて、任天堂は当然技術研究をしているが、一番適正な売りどきが来たときに商品化している歴史がある。競合メーカーとか、新しい先端の技術とか、全然関係ないところにある会社である。ゲーム機戦争とか呼ばれる競争に任天堂を巻き込まないでほしい。と任天堂の基本スタンスを語っている。
なお、任天堂名義での外部向け開発はフジテレビジョンの『夢工場ドキドキパニック』（任天堂情報開発本部）ぐらいである。他には『サンリオカーニバル2』も任天堂情報開発本部が担当した外部向け開発作品であり、実際は1990年代初頭に外部向けの開発を専業とした電通との合弁子会社として設立していた「株式会社マリオ」の名義を借りており、同作のパブリッシャーで、サンリオ子会社のゲーム会社であるキャラクターソフトぐらいしか株式会社マリオへの開発依頼が来ず、他には『ハローキティワールド』（パックスソフトニカ）とといったゲームタイトルも株式会社マリオの名義を借りていた。
2000年代中期のニンテンドーDSとWiiの時代からは「ゲーム人口の拡大」を基本戦略として、幅広い年代を対象としたハードウェアとソフトウェアの開発を行っている。岩田聡は2004年の経営方針説明会の中でユーザーのゲーム離れによるゲーム市場縮小の現状と熟練者、初心者間の意識の乖離について触れ、その打開策としてタッチパネルや音声認識機能を搭載したニンテンドーDSを制作して全員が同じスタートラインに立てることを目指したと語っている。なお、近年は「ゲーム人口の拡大」の定義を広げて「任天堂IP（知的財産）に触れる人口を拡大する」とし、後述のようにIPの活用にも注力している。
任天堂は有料追加コンテンツというビジネスを否定していない。代表取締役社長を務めていた岩田の時代では高額課金を誘発する「ガチャ課金」については、一時的に高い収益が得られたとしてもユーザーとの関係が長続きするとは考えていないため、「ガチャ課金」は行わないとしていた。

### QOL事業
任天堂は自社を娯楽企業であるとしているが2014年以降は、その娯楽の定義を「QOL（Quality of Life、生活の質）を楽しく向上させるもの」と再定義して事業領域の拡大を目指している。これは自社内だけで完結するものではなく、アイデアを持っているさまざまなパートナーが参加できるようにしたいとしている。
事業の第1弾として「健康」をテーマに掲げている。この事業では「QOLセンサー」という装置を用いる。この装置を用いて睡眠や疲労状態に関するデータをクラウドサーバーに送信し、その分析結果に基づいてQOL改善のための提案がなされる。これを日々続けることで傾向を探り、QOLの向上を目指すことを目的としている。

### スマートデバイス事業
2016年配信の『Miitomo』より、スマートデバイスでのゲームビジネスを展開している。この事業単体での収益化を実現したうえで、ゲーム専用機事業との相乗効果を生み出して任天堂の事業全体の最大化を目指している。
ゲームアプリの販売方式については「売り切り型」「アイテム課金型」とあるがゲームの種類によって使い分けていくとしている。なお、「アイテム課金型」のゲームについて一般的には「Free to Play（プレイ無料、無料で遊べる）」という言葉が用いられるが、任天堂はゲームの価値を維持したいという観点から「Free to Start（始めるのは無料）」という呼称を用いている。
ゲーム以外にもNintendo みまもり Switch、Nintendo Switch AppなどのNintendo Switchと連動したアプリや、マイニンテンドー、Nintendo Music、Nintendo Today!などのモバイルアプリが展開されている。

### 知的財産の活用
任天堂にとって、世界で支持される豊富なIP（知的財産）を抱えていることは強みの一つである。以前まではそうしたキャラクターIPをゲーム外で用いることに消極的な立場をとっていたが、2014年以降はその方針を転換して積極的に活用するようになった。
活用例の一つとして、さまざまなゲームと連動させることができるフィギュア「amiibo」の販売を2014年12月より展開している。このamiiboが店頭に並ぶことで任天堂キャラクターの存在感を維持する効果も期待されている。
また、ユニバーサル・パークス&リゾーツが展開しているテーマパークへの登用、映像コンテンツ化、商品化などさまざまな計画を予定している。

### 玩具の製造・販売
花札、トランプ、かるた（百人一首）、麻雀（麻雀牌）、将棋（将棋盤、駒）、囲碁（碁盤、碁石）の製造、販売を行っている。

### 以前行っていた事業
上記の玩具のほか、以前にはウルトラハンド、ウルトラマシン、ラブテスター、光線銃シリーズ、テンビリオンなどの独自製品や、ルーレット、野球盤、ボードゲーム、ツイスター（ライセンス生産）、組立式コースター、組立ブロック、トランシーバー、ラジコンカー、人形といった玩具を製造・販売していた。
玩具以外では、家庭用綿あめ製造機、ベビーカー「ママベリカ」、簡易コピー機「NCMコピラス」、電気時計、電子楽器、無線式簡易掃除機など多種多様な製品の製造、販売、タクシー、食品事業などの経営も行っていた。

## 製品
| 1977 | カラーテレビゲーム15                    |
| 1977 | カラーテレビゲーム6                     |
| 1978 | レーシング112                           |
| 1979 | ブロック崩し                            |
| 1980 | コンピュータTVゲーム                    |
| 1980 | ゲーム&ウオッチ（ボール）               |
| 1981 |                                         |
| 1982 |                                         |
| 1983 | ファミリーコンピュータ                  |
| 1984 |                                         |
| 1985 |                                         |
| 1986 | ファミリーコンピュータ ディスクシステム |
| 1987 |                                         |
| 1988 |                                         |
| 1989 | ゲームボーイ                            |
| 1990 | スーパーファミコン                      |
| 1991 |                                         |
| 1992 |                                         |
| 1993 | AV仕様ファミリーコンピュータ            |
| 1994 |                                         |
| 1995 | バーチャルボーイ                        |
| 1996 | NINTENDO 64                             |
| 1996 | ゲームボーイポケット                    |
| 1997 |                                         |
| 1998 | スーパーファミコンジュニア              |
| 1998 | ゲームボーイライト                      |
| 1998 | ゲームボーイカラー                      |
| 1999 |                                         |
| 2000 |                                         |
| 2001 | ゲームボーイアドバンス                  |
| 2001 | ニンテンドー ゲームキューブ             |
| 2002 |                                         |
| 2003 | ゲームボーイアドバンスSP                |
| 2004 | ニンテンドーDS                          |
| 2005 | ゲームボーイミクロ                      |
| 2006 | ニンテンドーDS Lite                     |
| 2006 | Wii                                     |
| 2007 |                                         |
| 2008 | ニンテンドーDSi                         |
| 2009 | ニンテンドーDSi LL                      |
| 2010 |                                         |
| 2011 | ニンテンドー3DS                         |
| 2011 | Wii Family Edition                      |
| 2012 | ニンテンドー3DS LL                      |
| 2012 | Wii U                                   |
| 2012 | Wii Mini                                |
| 2013 | ニンテンドー2DS                         |
| 2014 | Newニンテンドー3DS                      |
| 2014 | Newニンテンドー3DS LL                   |
| 2015 |                                         |
| 2016 |                                         |
| 2017 | Nintendo Switch                         |
| 2017 | Newニンテンドー2DS LL                   |
| 2018 |                                         |
| 2019 | Nintendo Switch Lite                    |
| 2020 |                                         |
| 2021 | Nintendo Switch（有機ELモデル）         |
| 2022 |                                         |
| 2023 |                                         |
| 2024 |                                         |
| 2025 | Nintendo Switch 2                       |

### 据置型ゲーム機
- カラーテレビゲームシリーズ
  - カラーテレビゲーム15（1977年）
  - カラーテレビゲーム6（1977年）
  - レーシング112（1978年）[124]
  - ブロック崩し（1979年）[125]
  - コンピュータTVゲーム（1980年）[125]
- ファミリーコンピュータ（1983年）[16]
  - AV仕様ファミリーコンピュータ（1993年）
- スーパーファミコン（1990年）[16]
  - スーパーファミコンジュニア（1998年）
- バーチャルボーイ（1995年）[126]
- NINTENDO 64（1996年）[16]
- ニンテンドー ゲームキューブ（2001年）[16]
- Wii（2006年）[16]
  - Wii Family Edition（2011年[注 4]）
  - Wii Mini（2012年[注 5]）
- Wii U（2012年）[16]

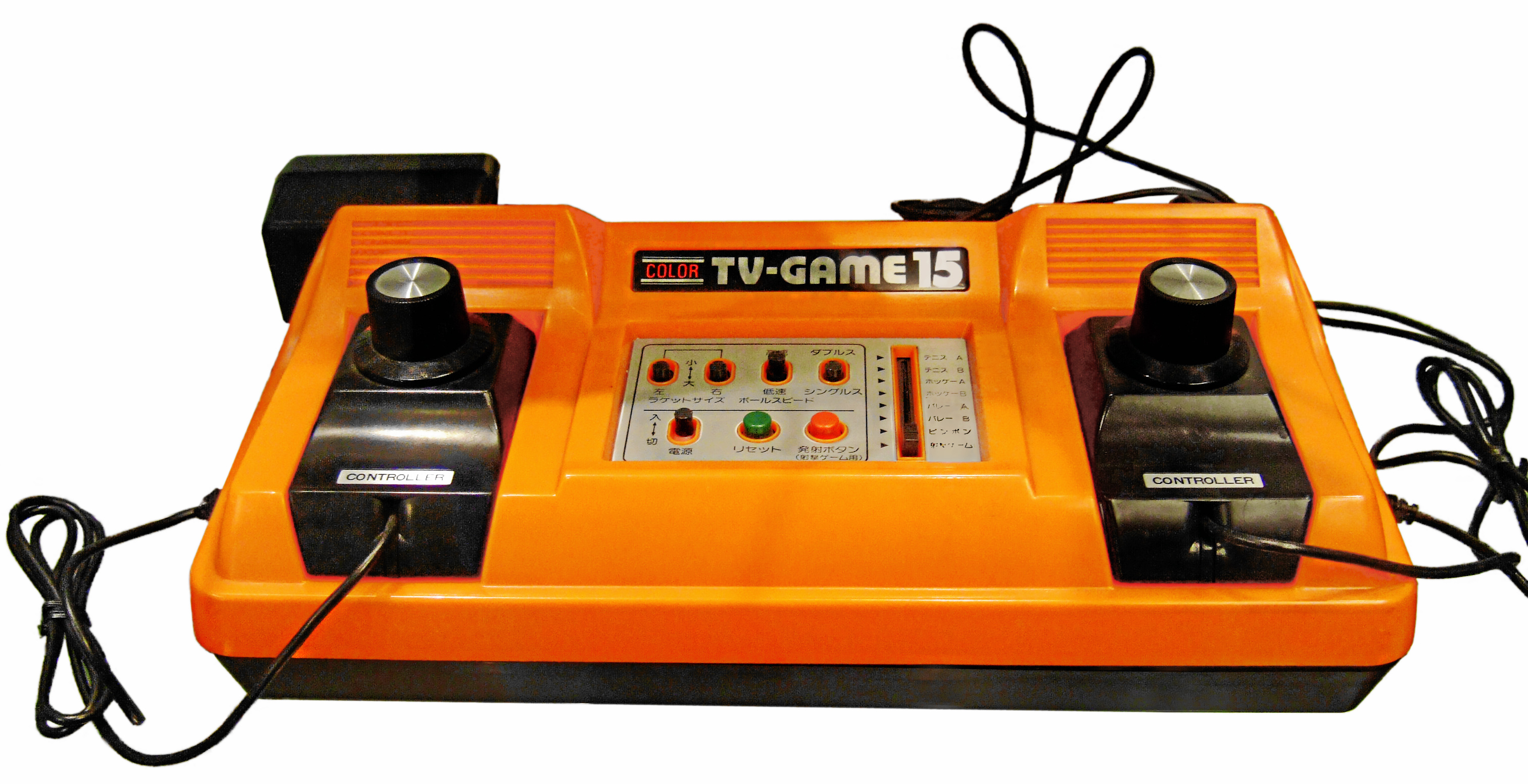
カラーテレビゲーム15
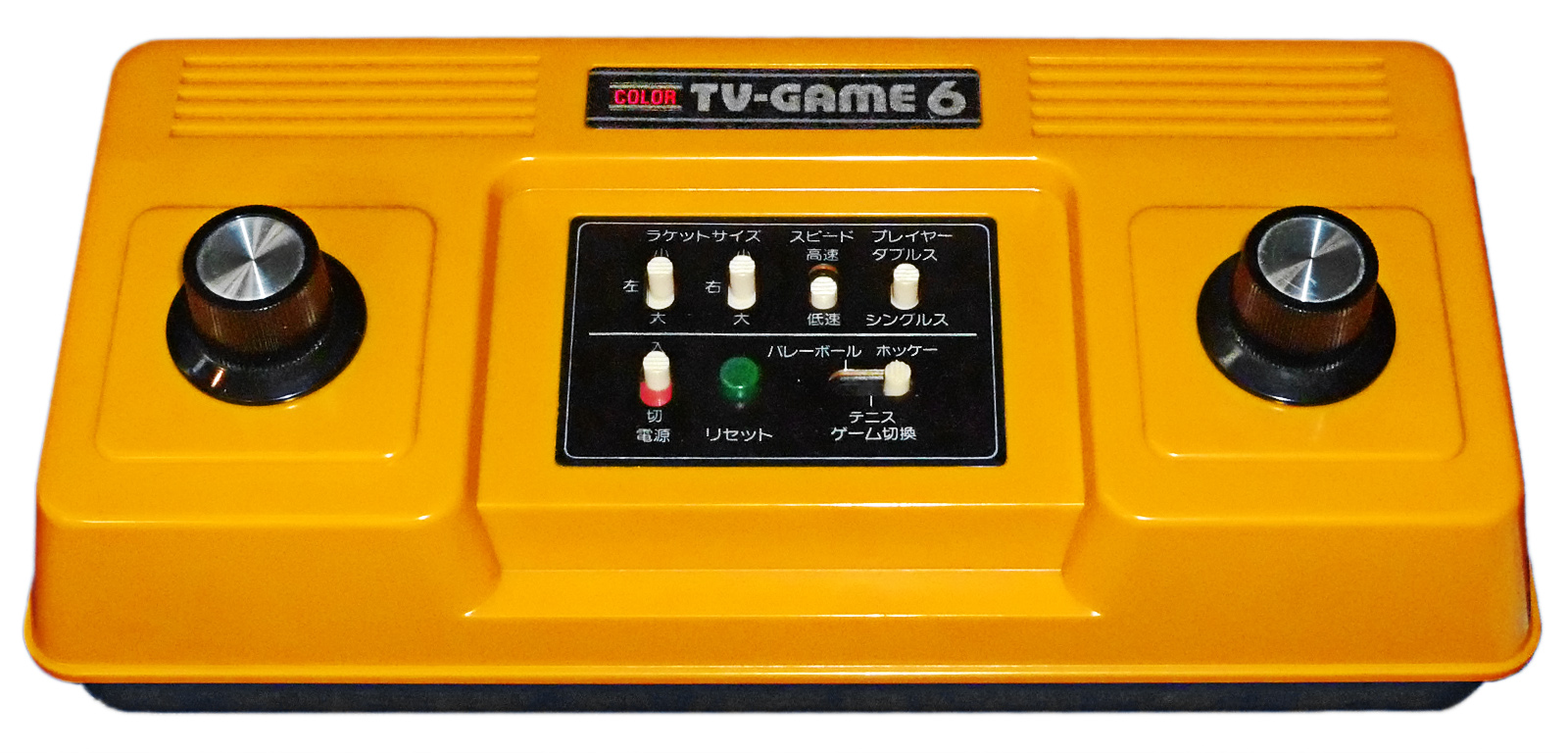
カラーテレビゲーム6
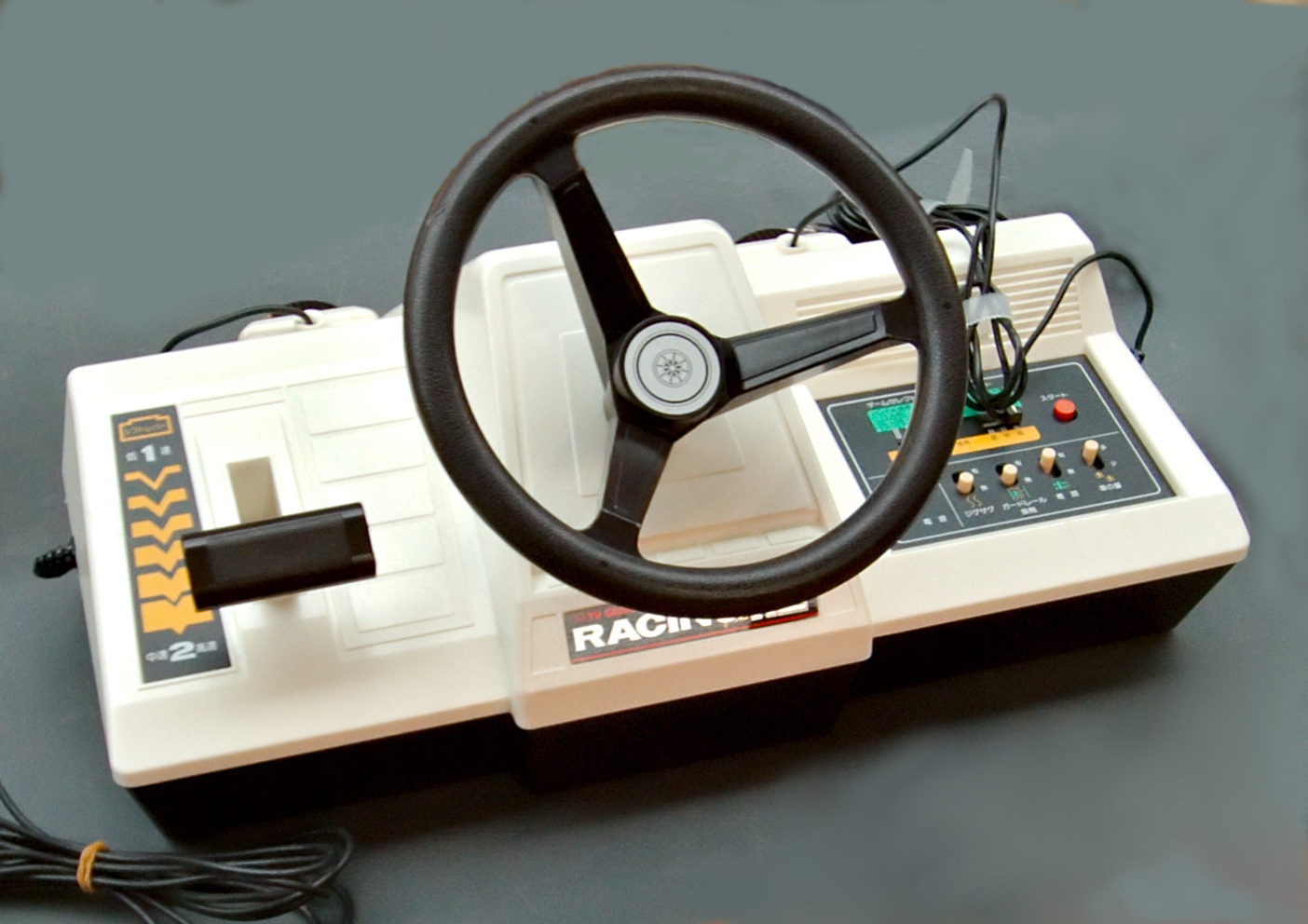
レーシング112
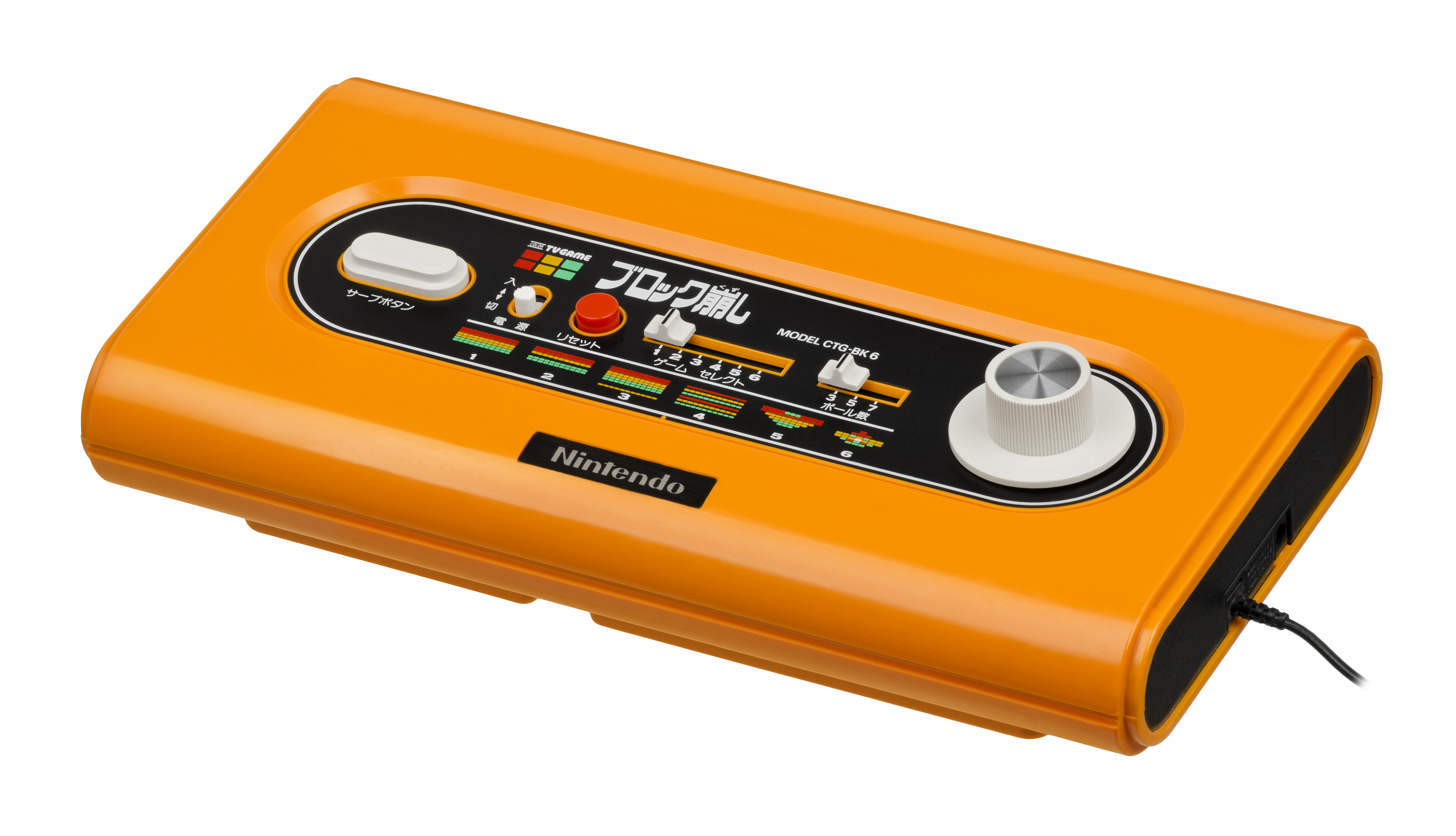
ブロック崩し
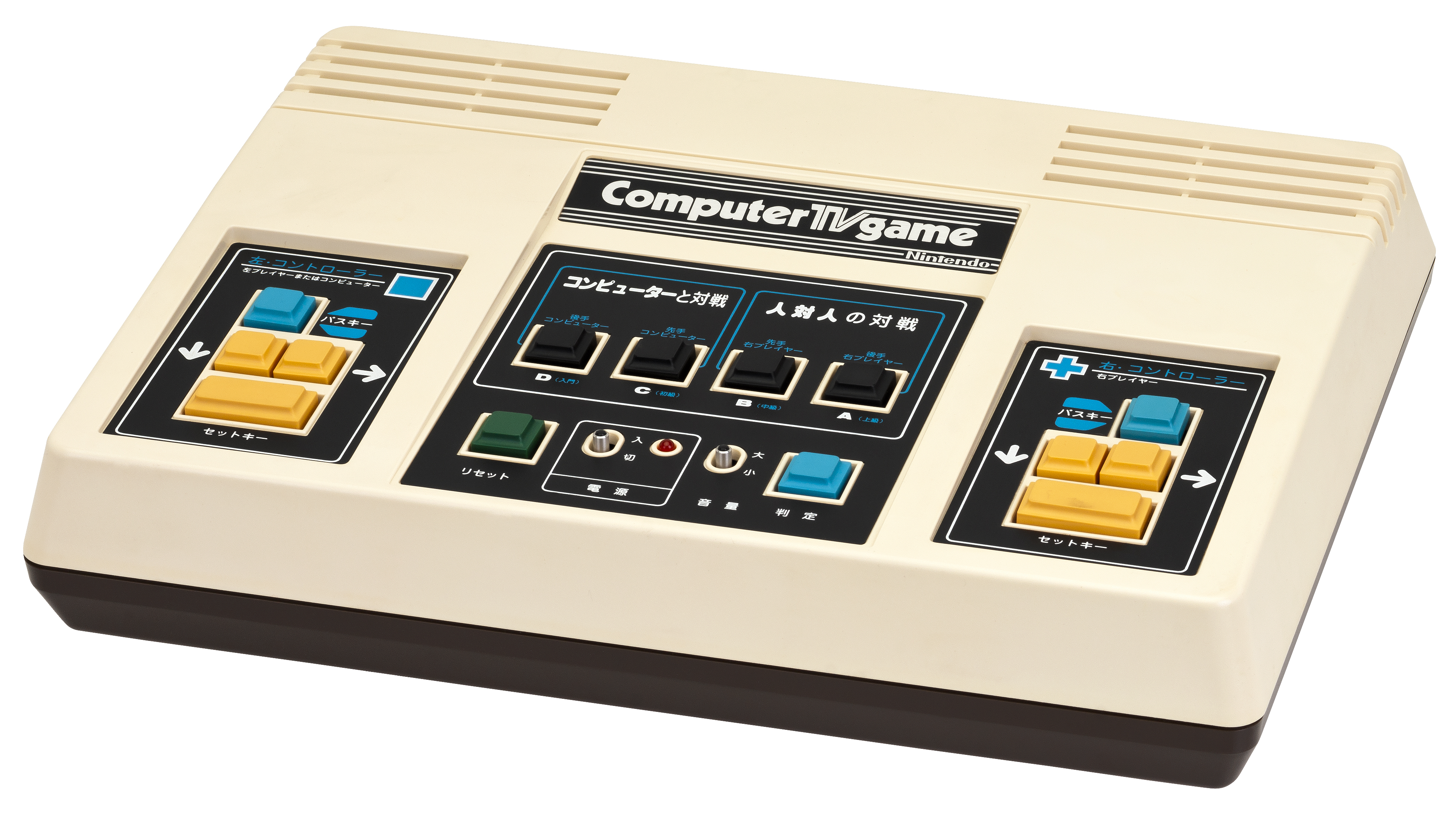
コンピュータTVゲーム
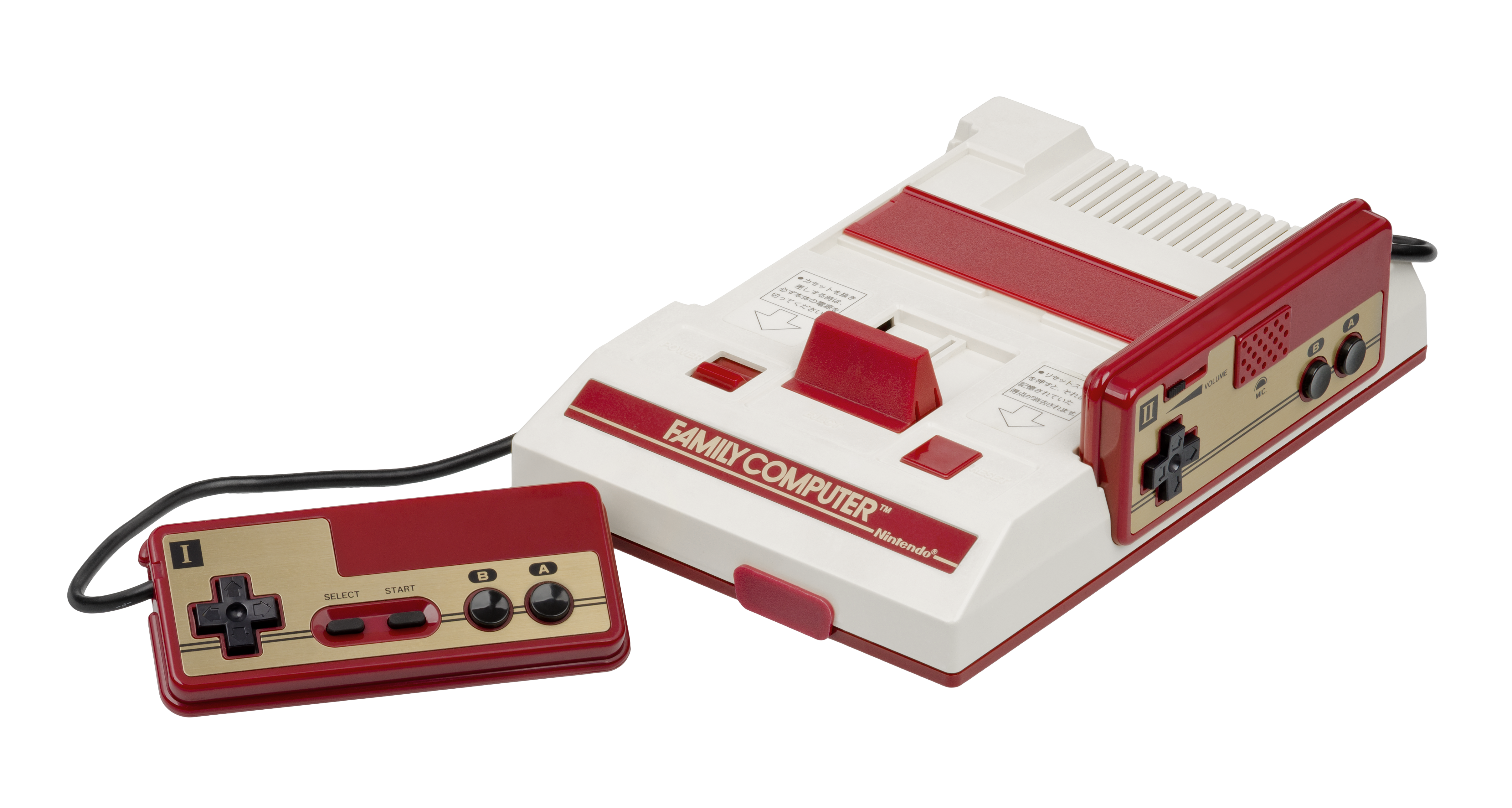
ファミリーコンピュータ
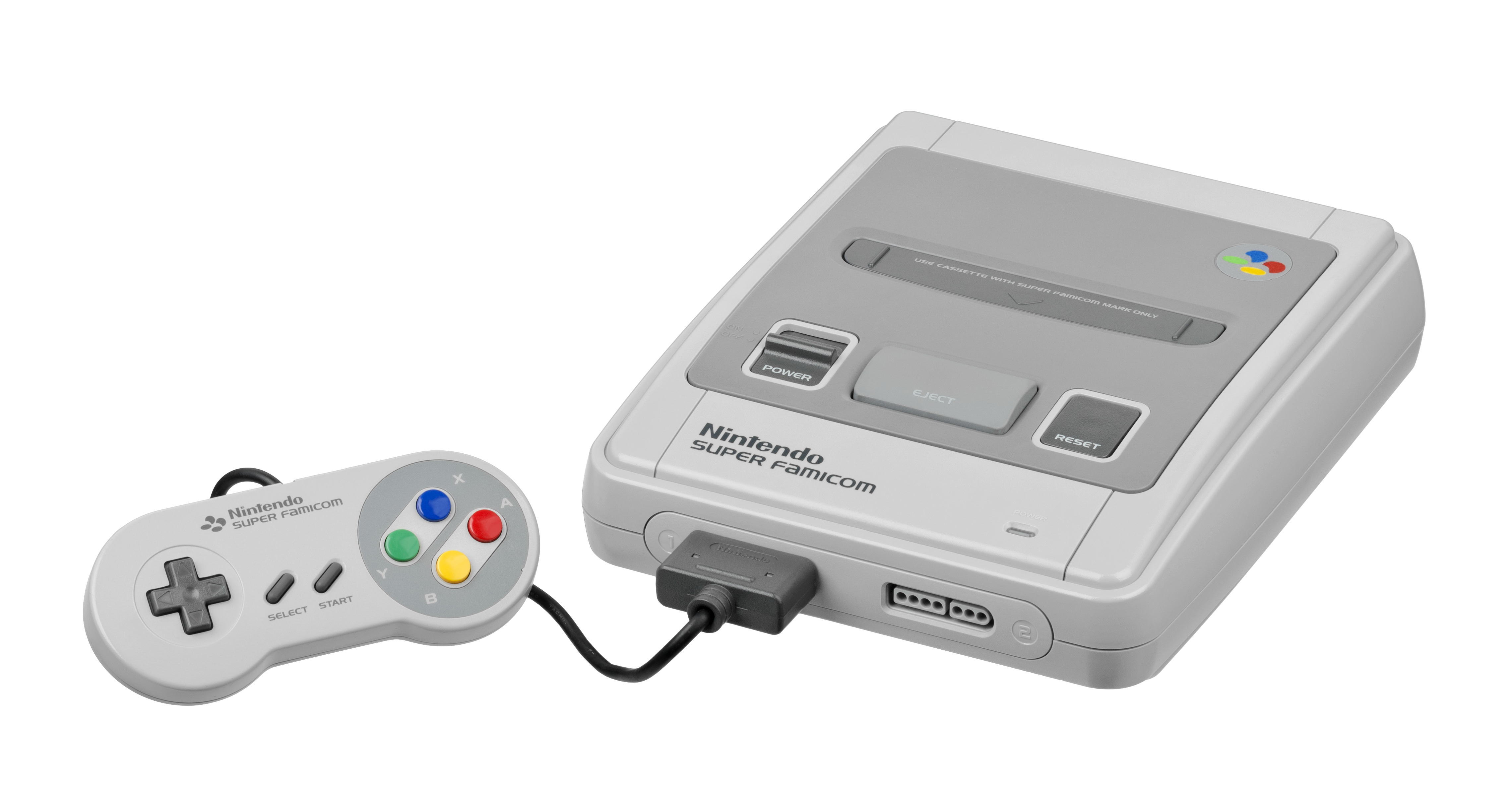
スーパーファミコン
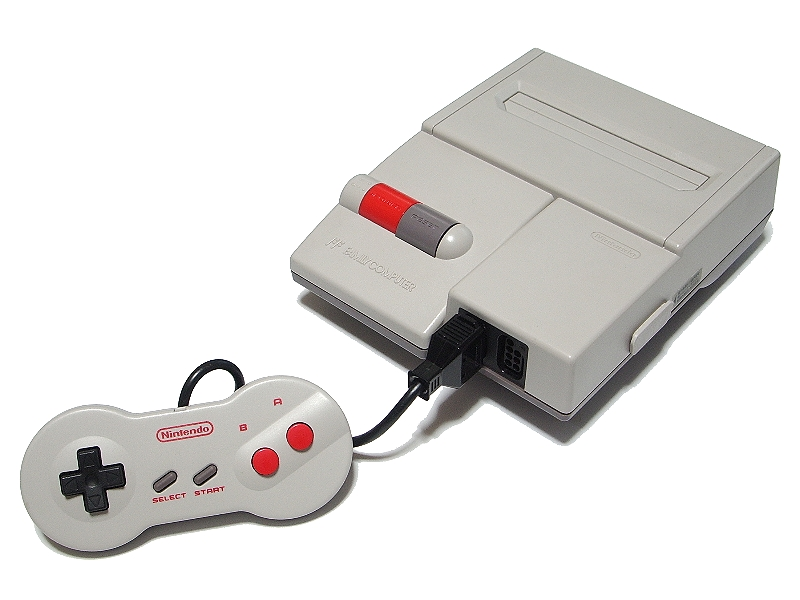
AV仕様ファミリーコンピュータ
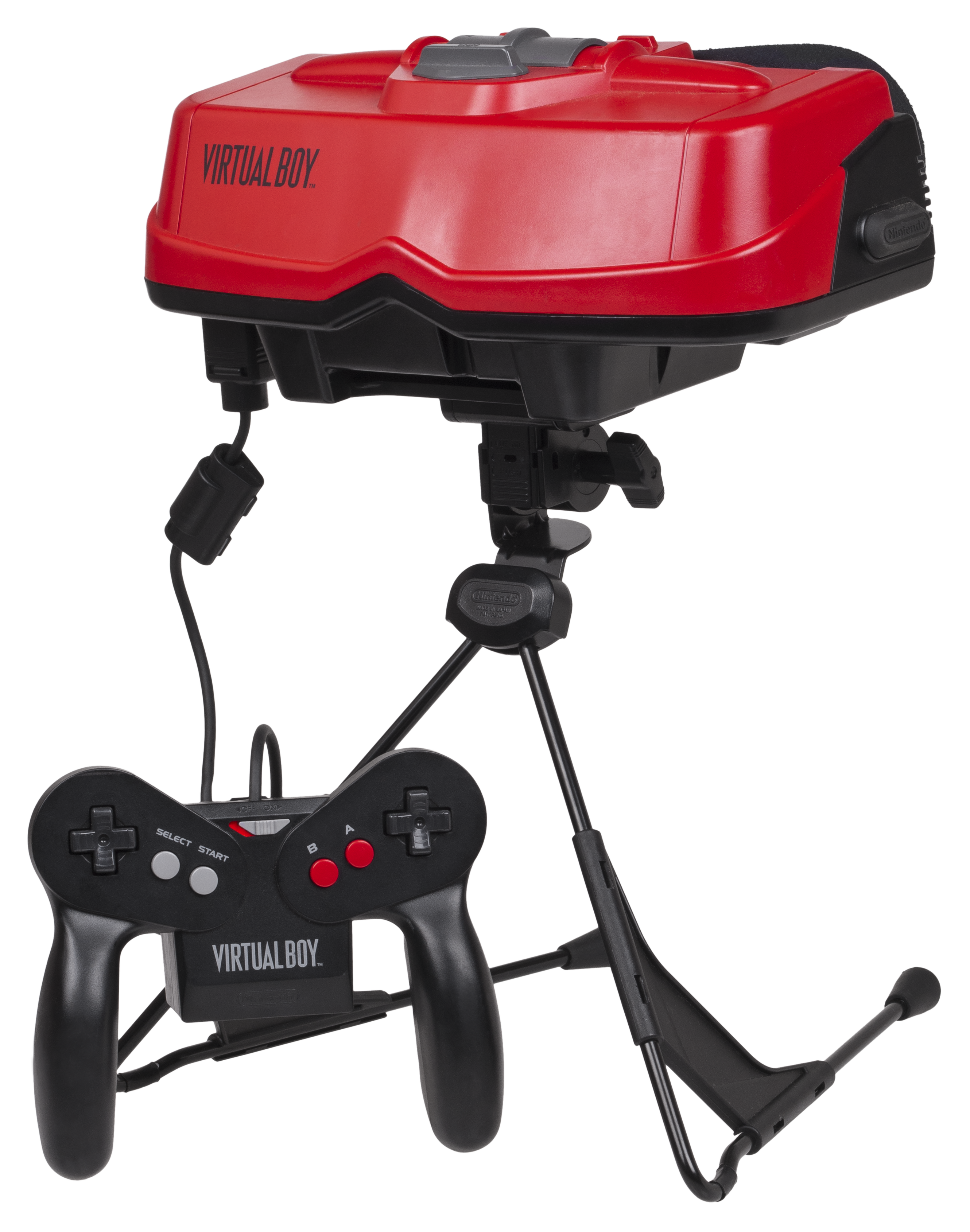
バーチャルボーイ
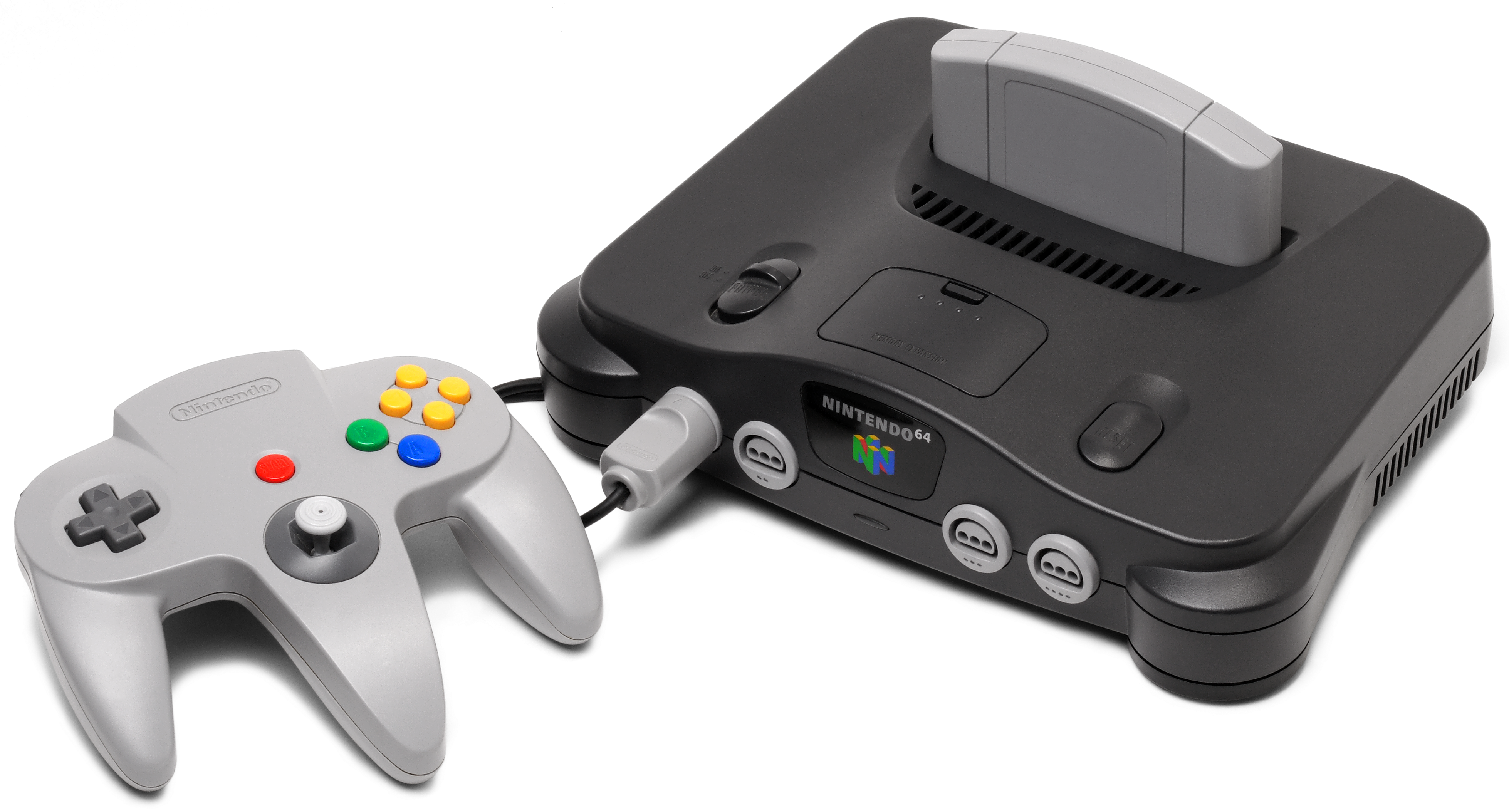
NINTENDO 64
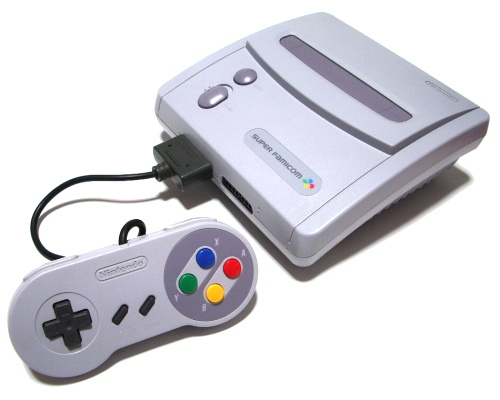
スーパーファミコンジュニア
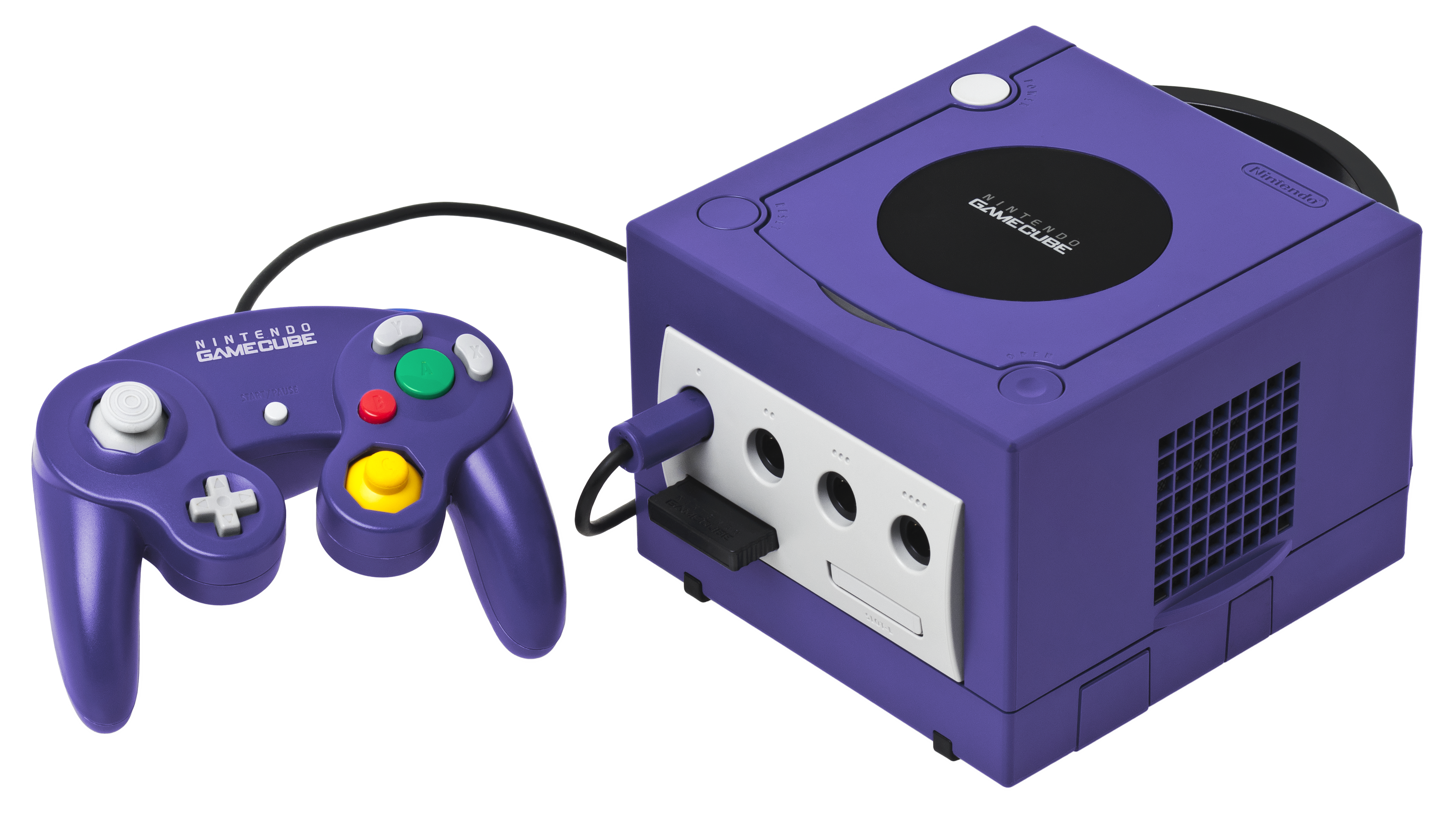
ニンテンドーゲームキューブ
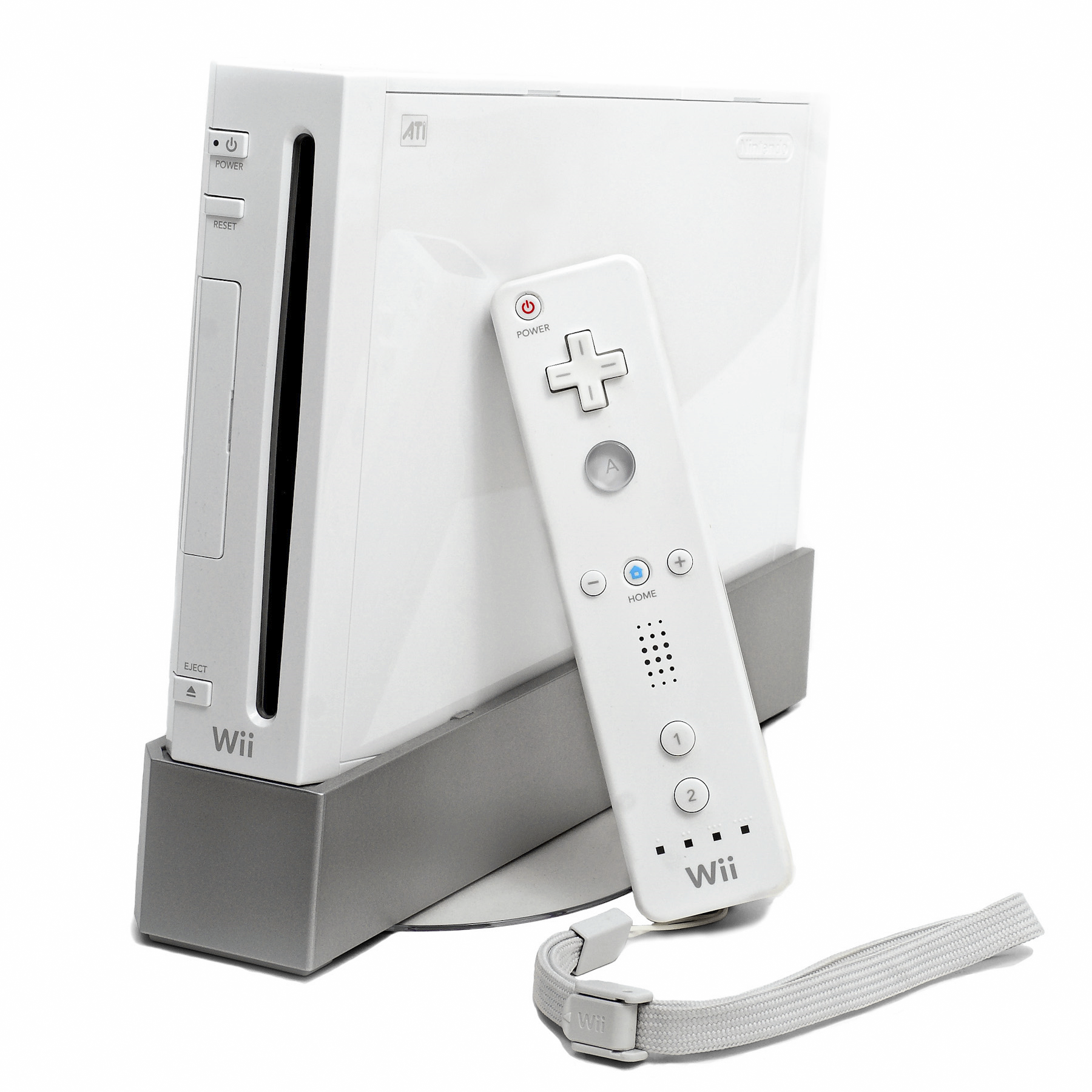
Wii
Wii Family Edition
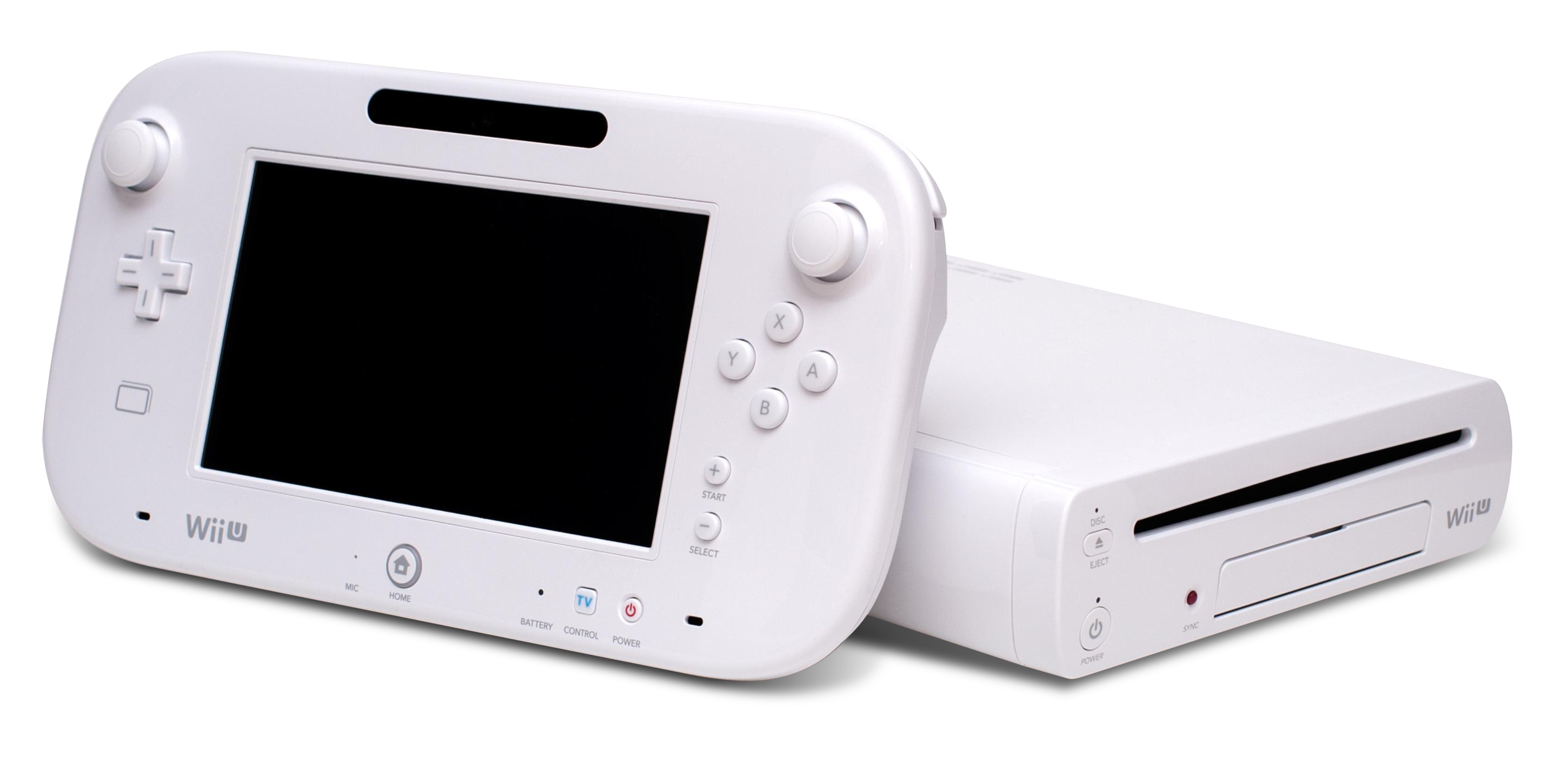
Wii U
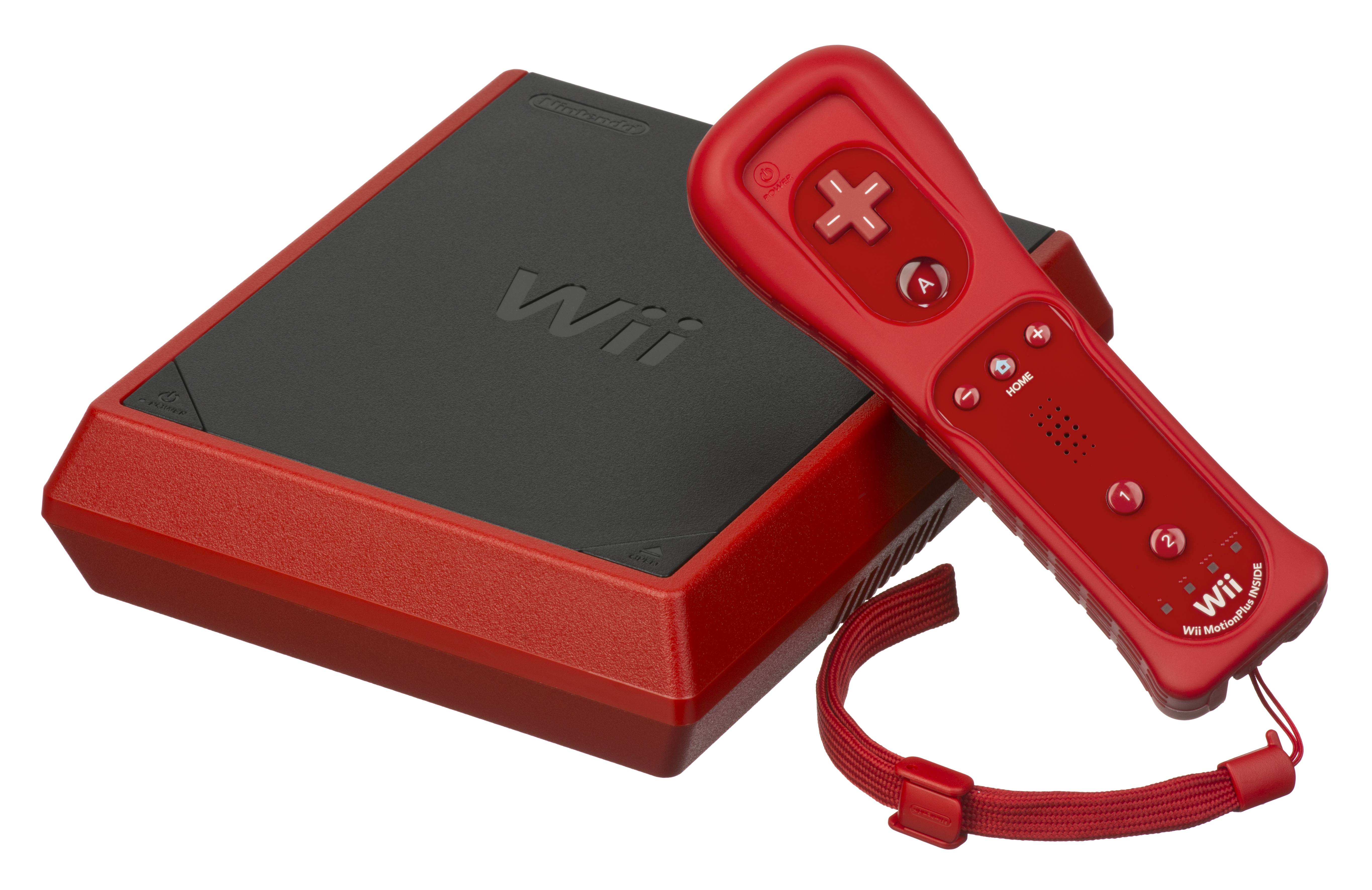
Wii Mini

### 携帯型ゲーム機
- ゲーム&ウオッチシリーズ（1980年 - 1991年）
- ゲームボーイ（1989年）
  - ゲームボーイポケット（1996年）
  - ゲームボーイライト（1998年）
  - ゲームボーイカラー（1998年）
- ゲームボーイアドバンス（2001年）
  - ゲームボーイアドバンスSP（2003年）
  - ゲームボーイミクロ（2005年）
- ニンテンドーDS（2004年）
  - ニンテンドーDS Lite（2006年）
  - ニンテンドーDSi（2008年）
  - ニンテンドーDSi LL（2009年）[127]
- ニンテンドー3DS（2011年）
  - ニンテンドー3DS LL（2012年）
  - ニンテンドー2DS（2013年[注 6]）
  - Newニンテンドー3DS（2014年）
  - Newニンテンドー3DS LL（2014年）[123]
  - Newニンテンドー2DS LL（2017年）[123]

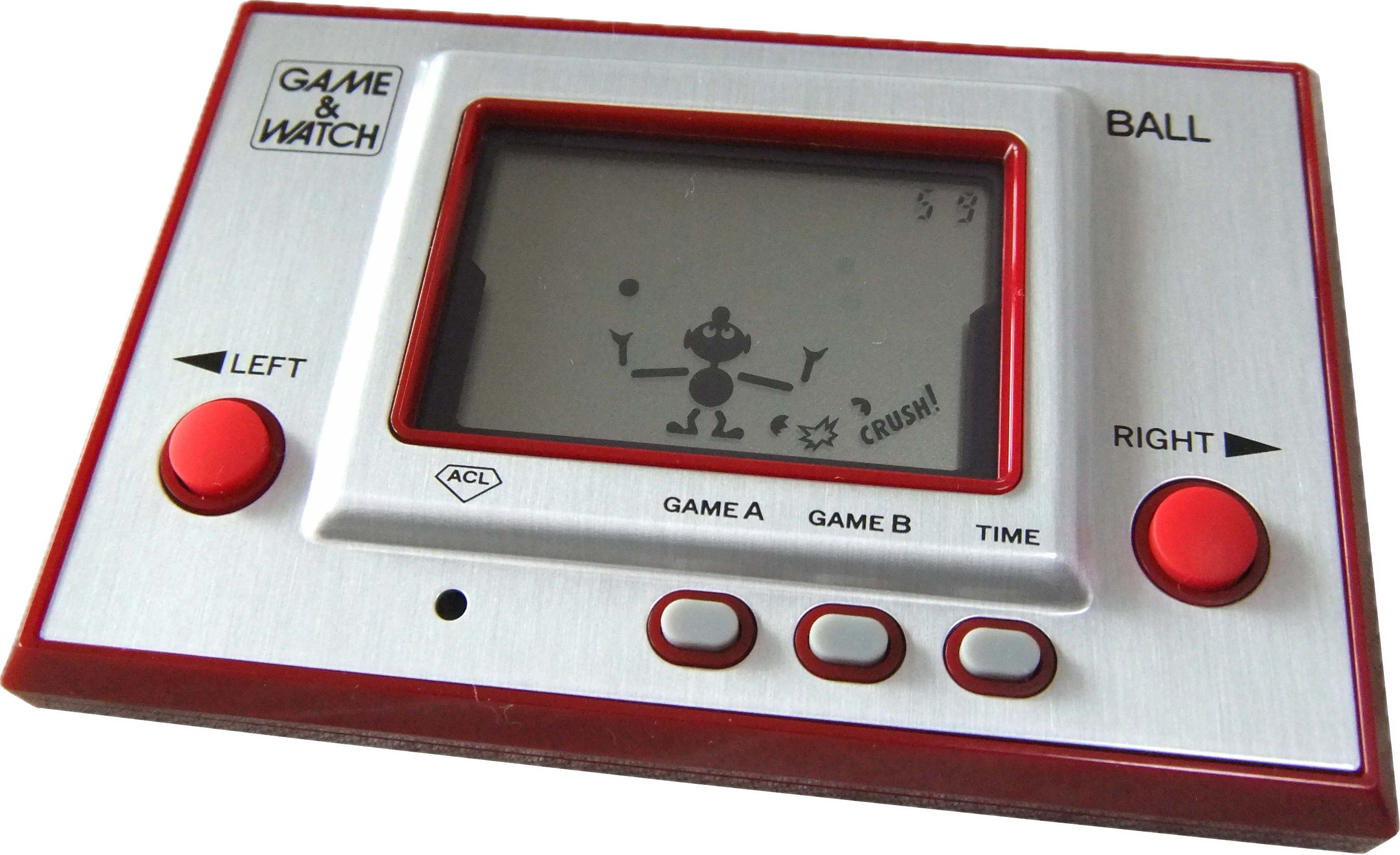
ゲーム&ウオッチ
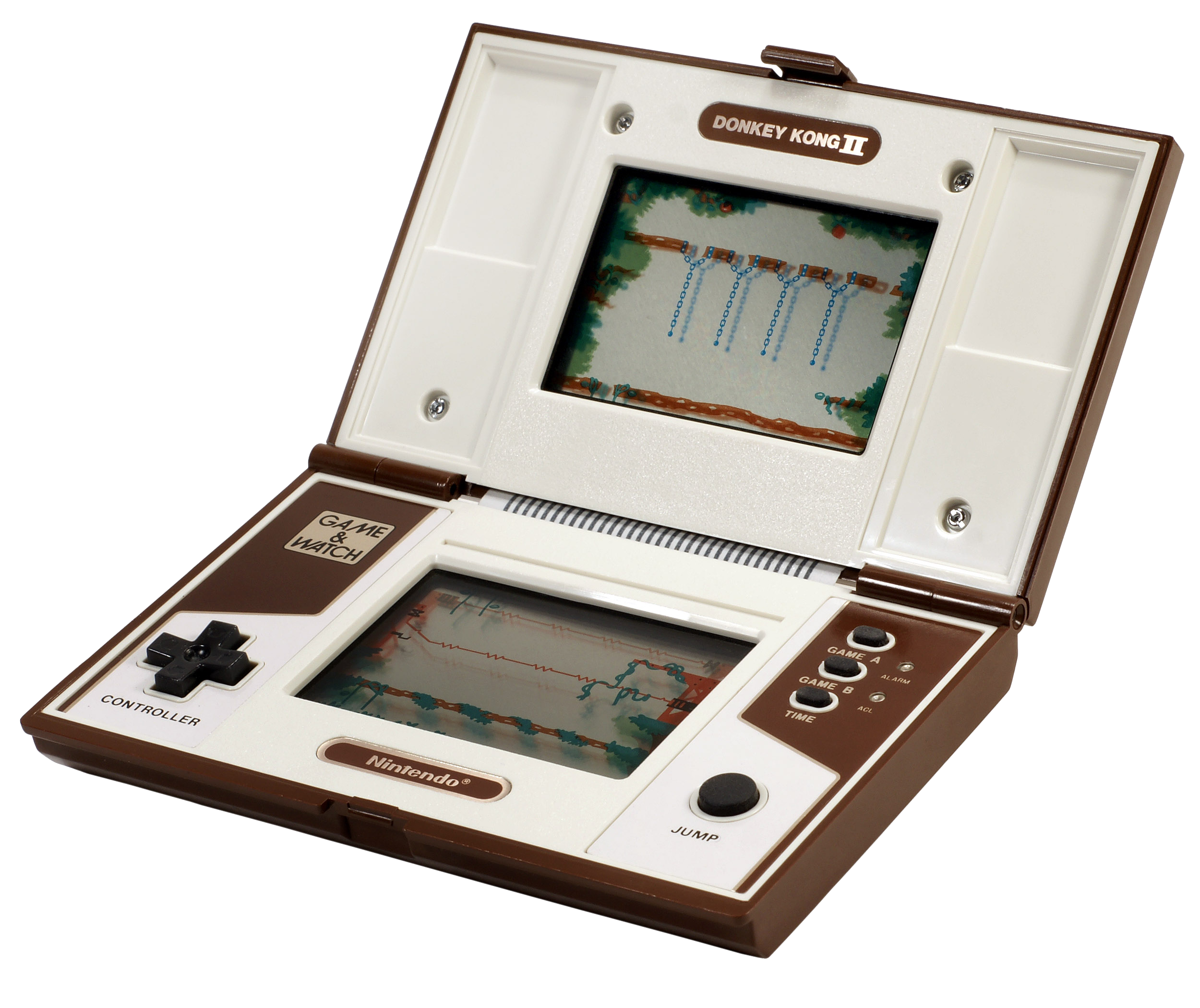
ゲーム&ウオッチ マルチスクリーン
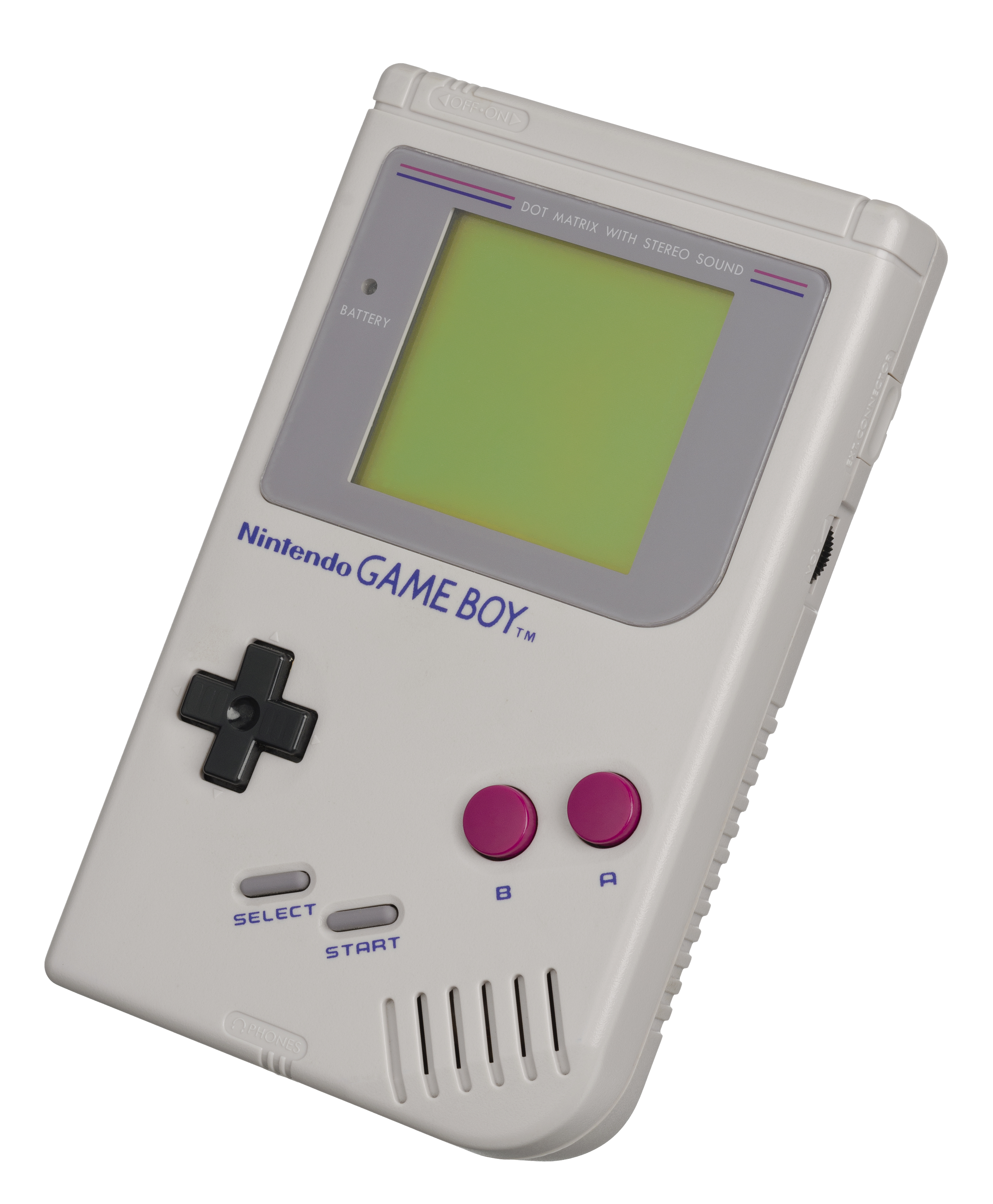
ゲームボーイ
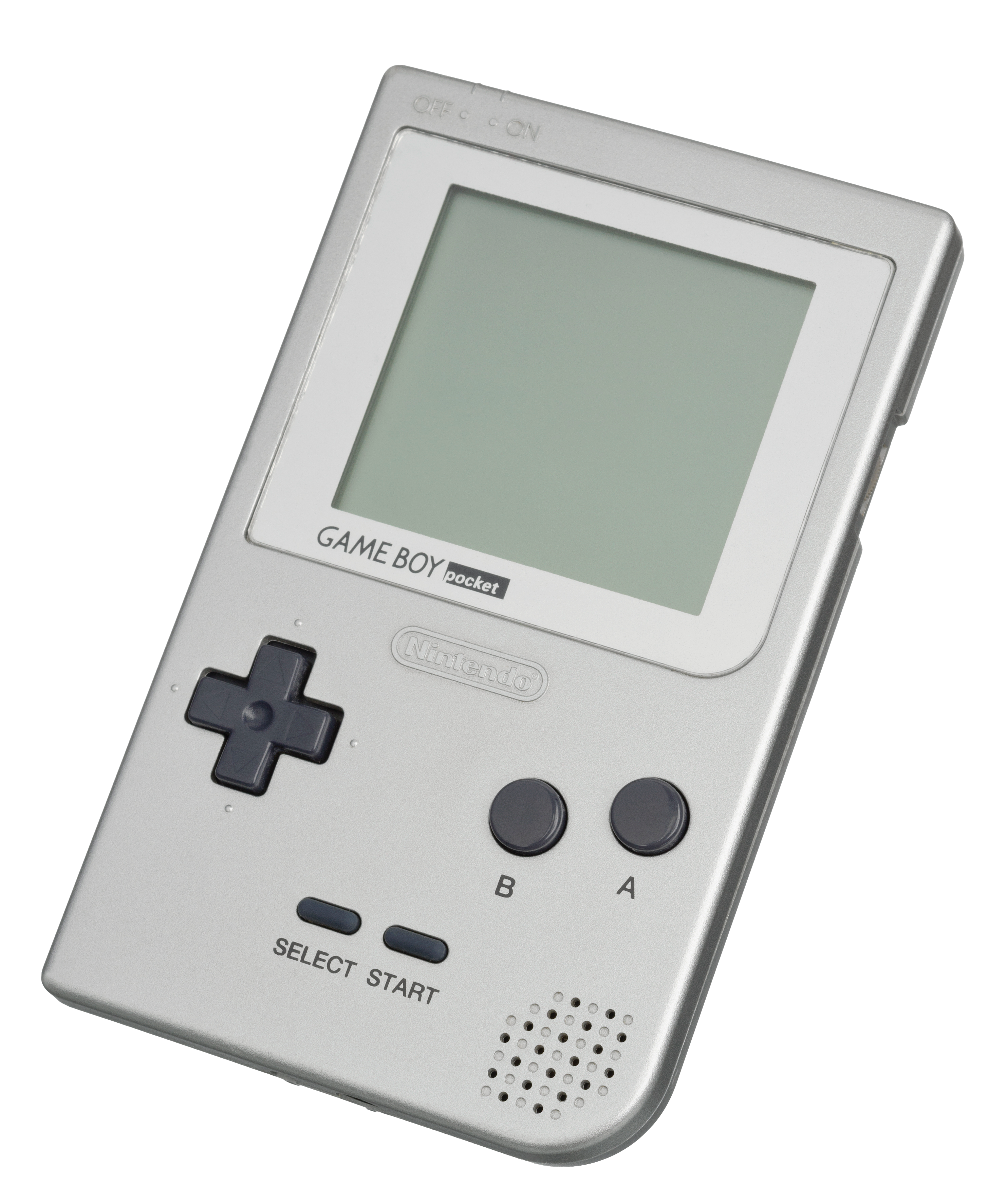
ゲームボーイポケット
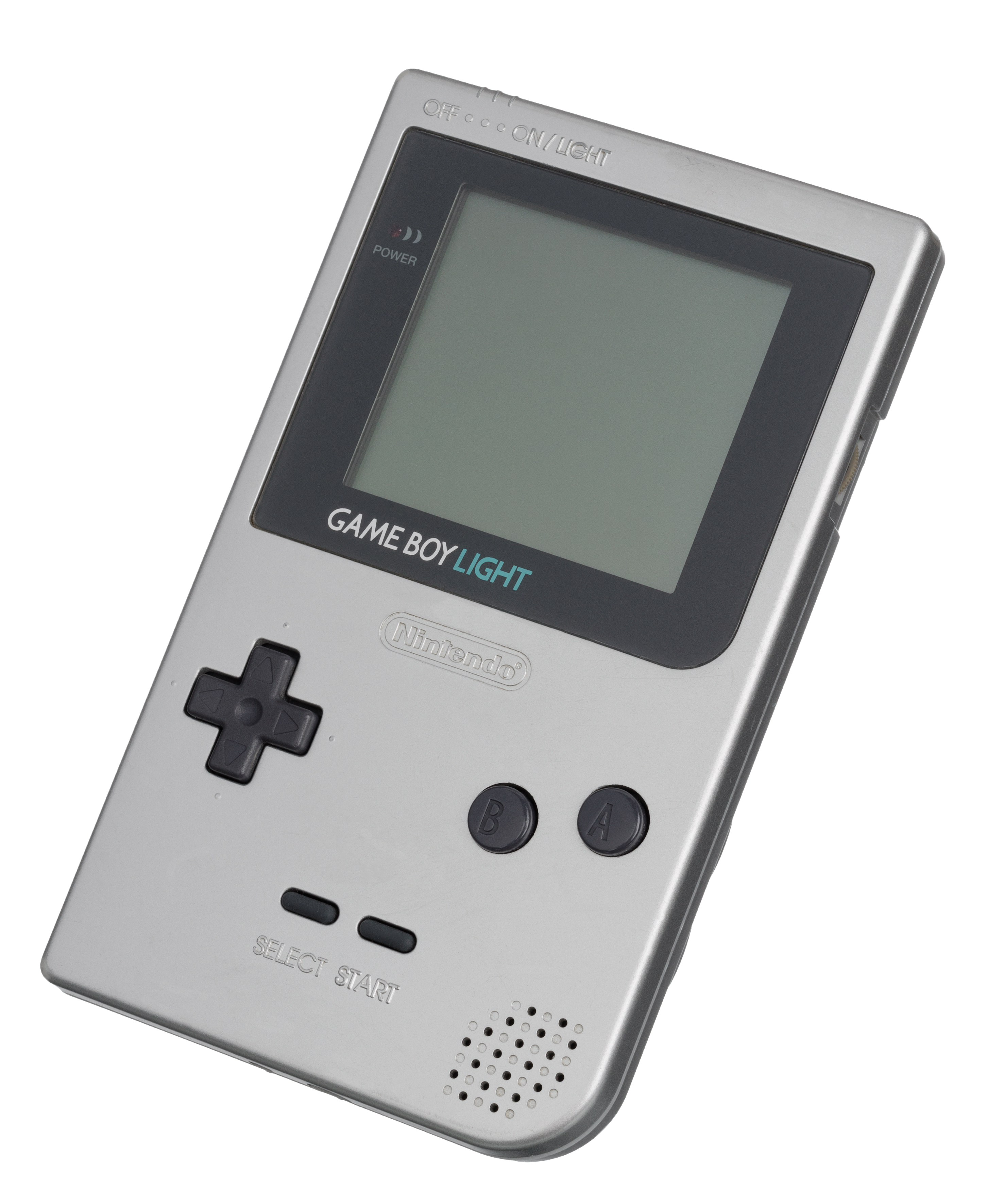
ゲームボーイライト
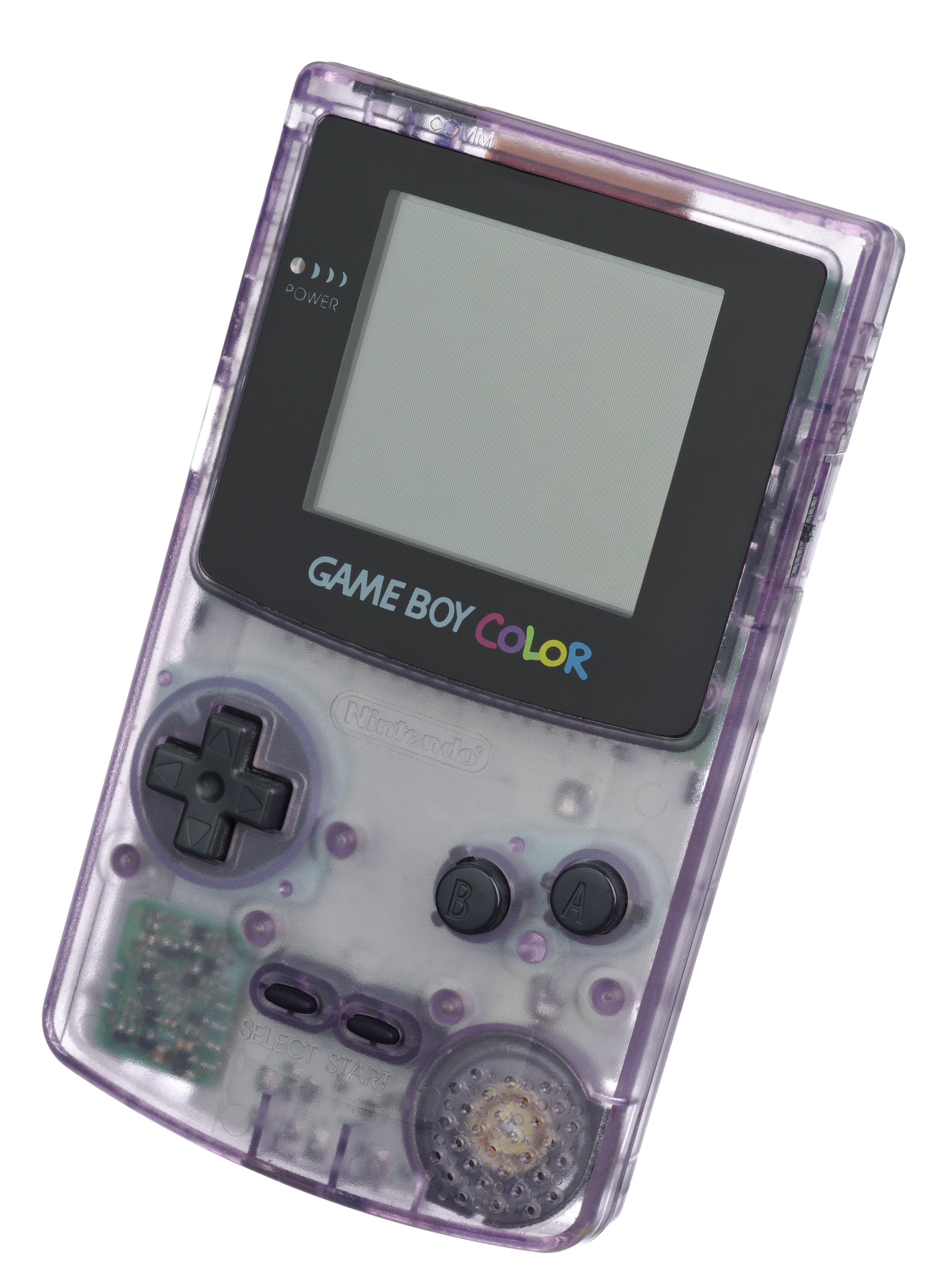
ゲームボーイカラー
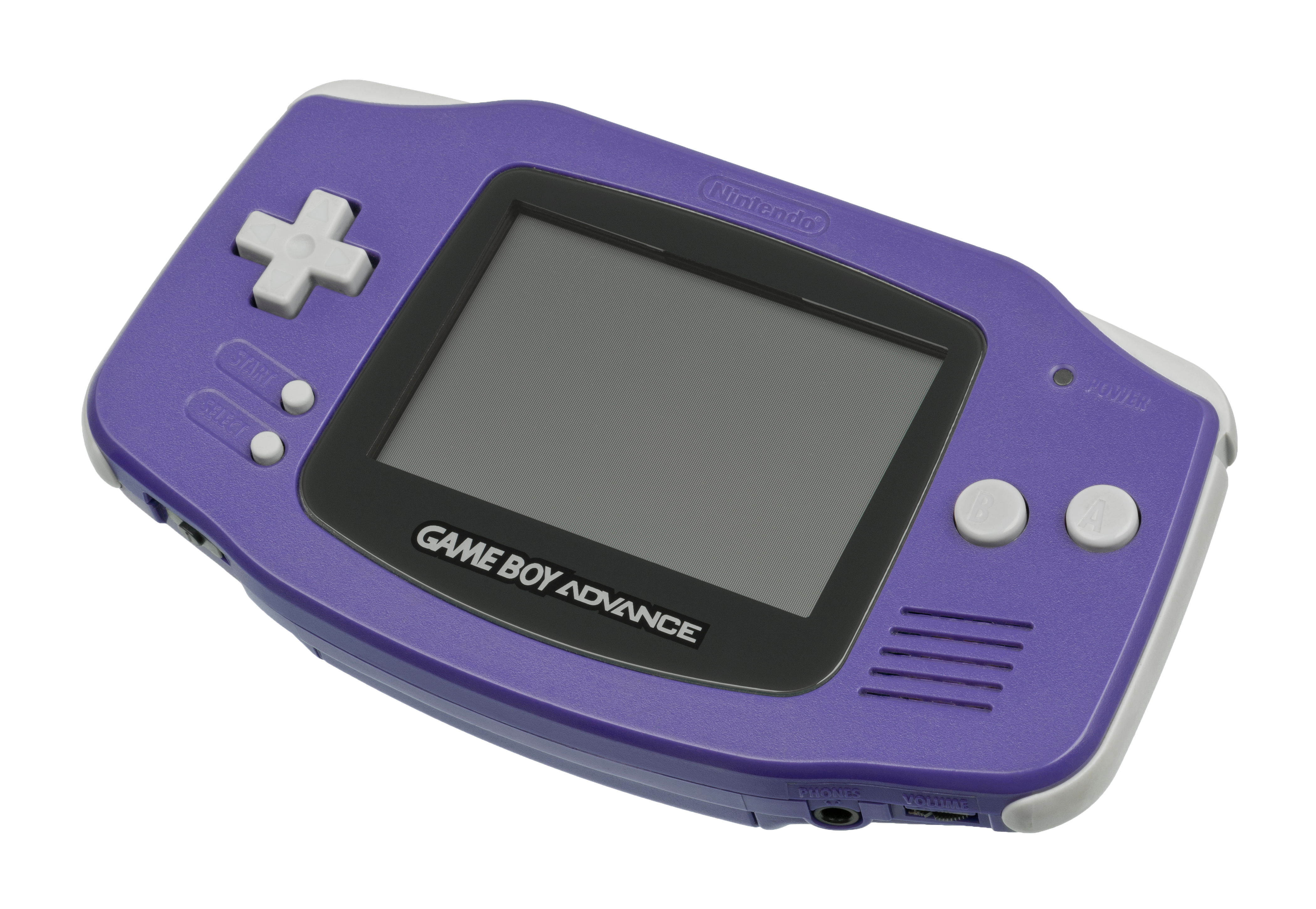
ゲームボーイアドバンス
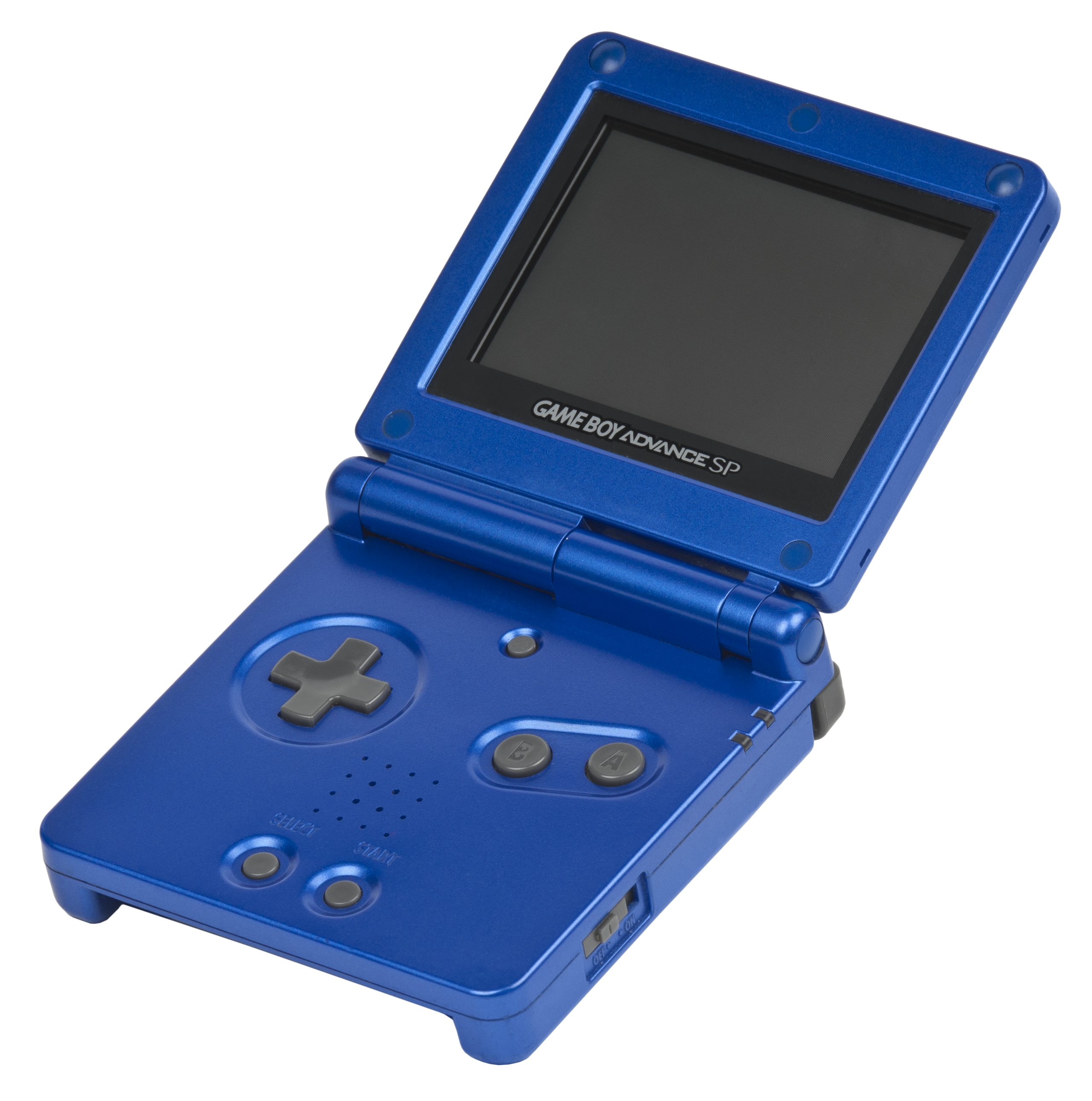
ゲームボーイアドバンスSP
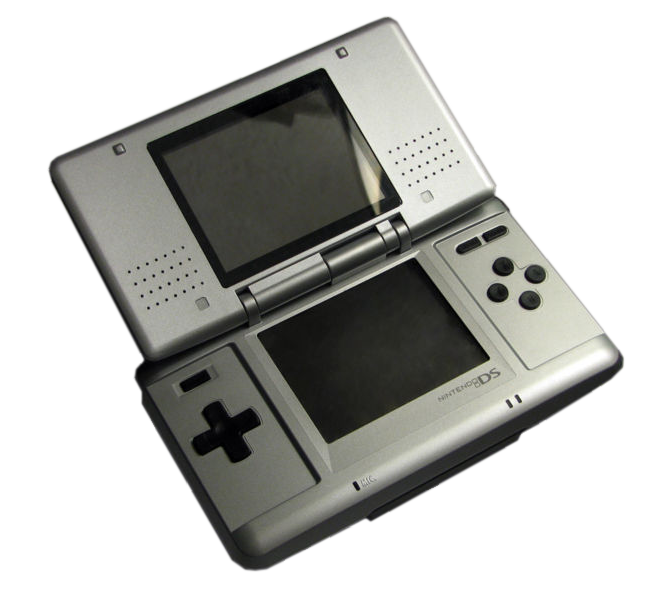
ニンテンドーDS
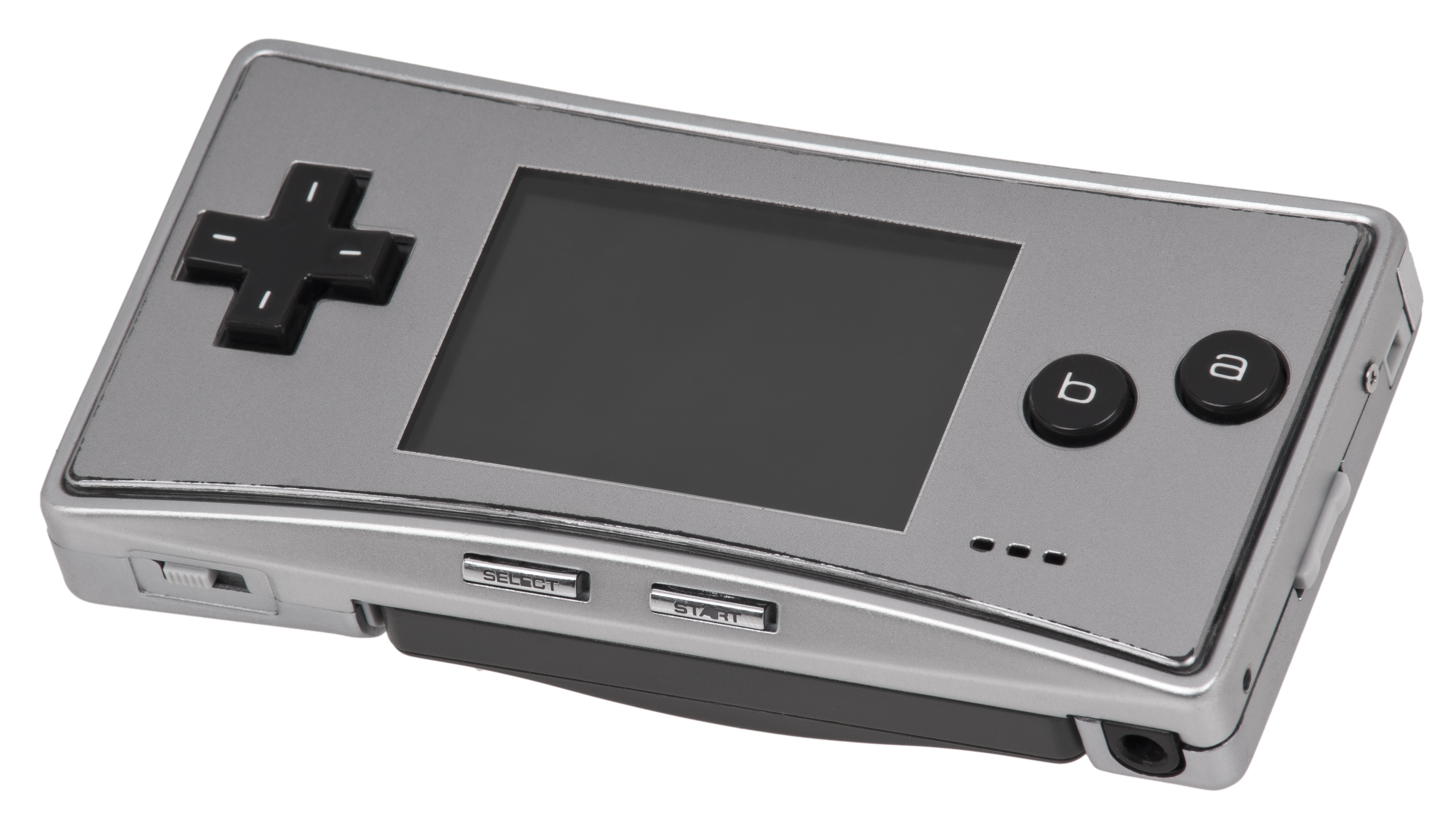
ゲームボーイミクロ
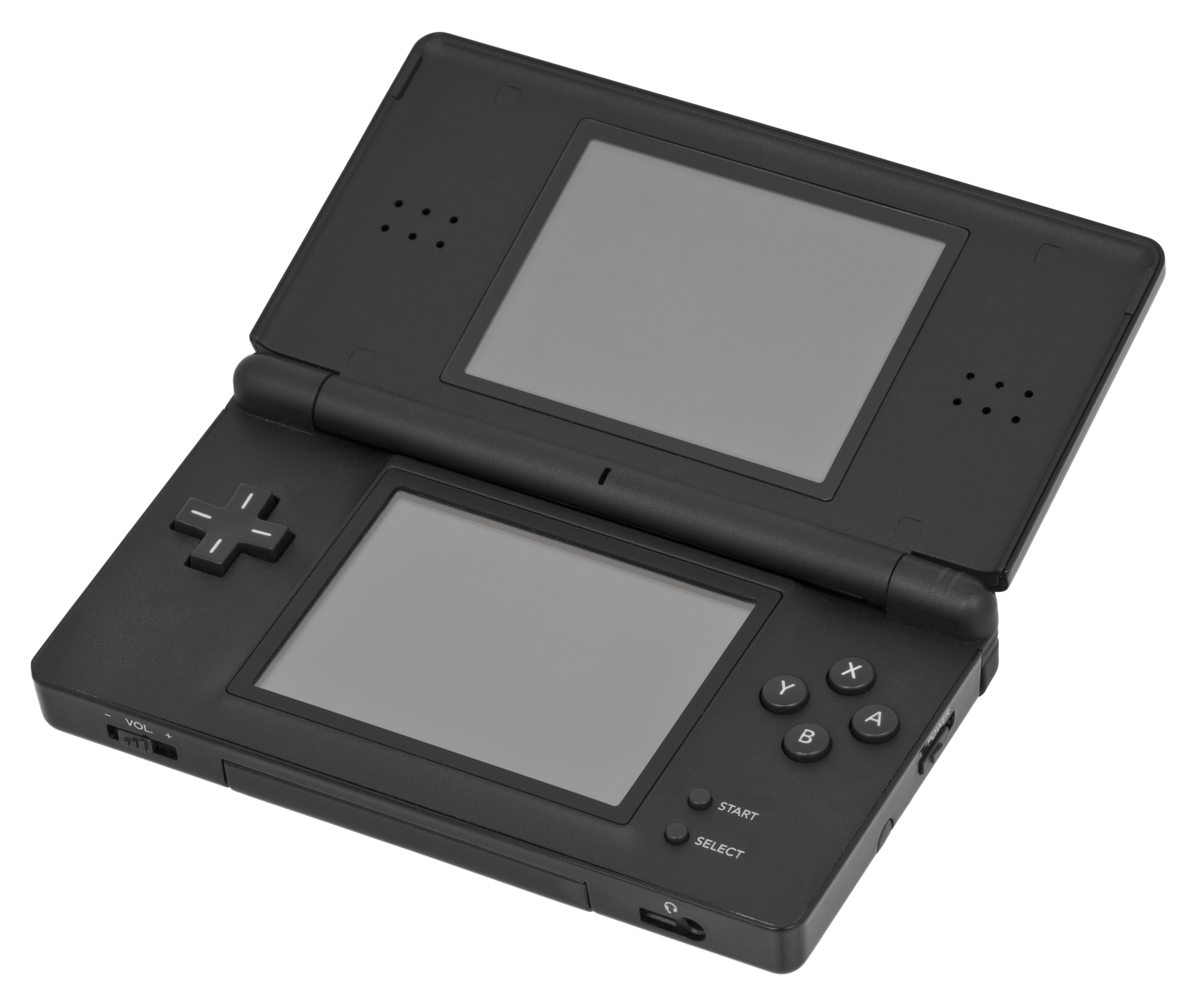
ニンテンドーDS Lite
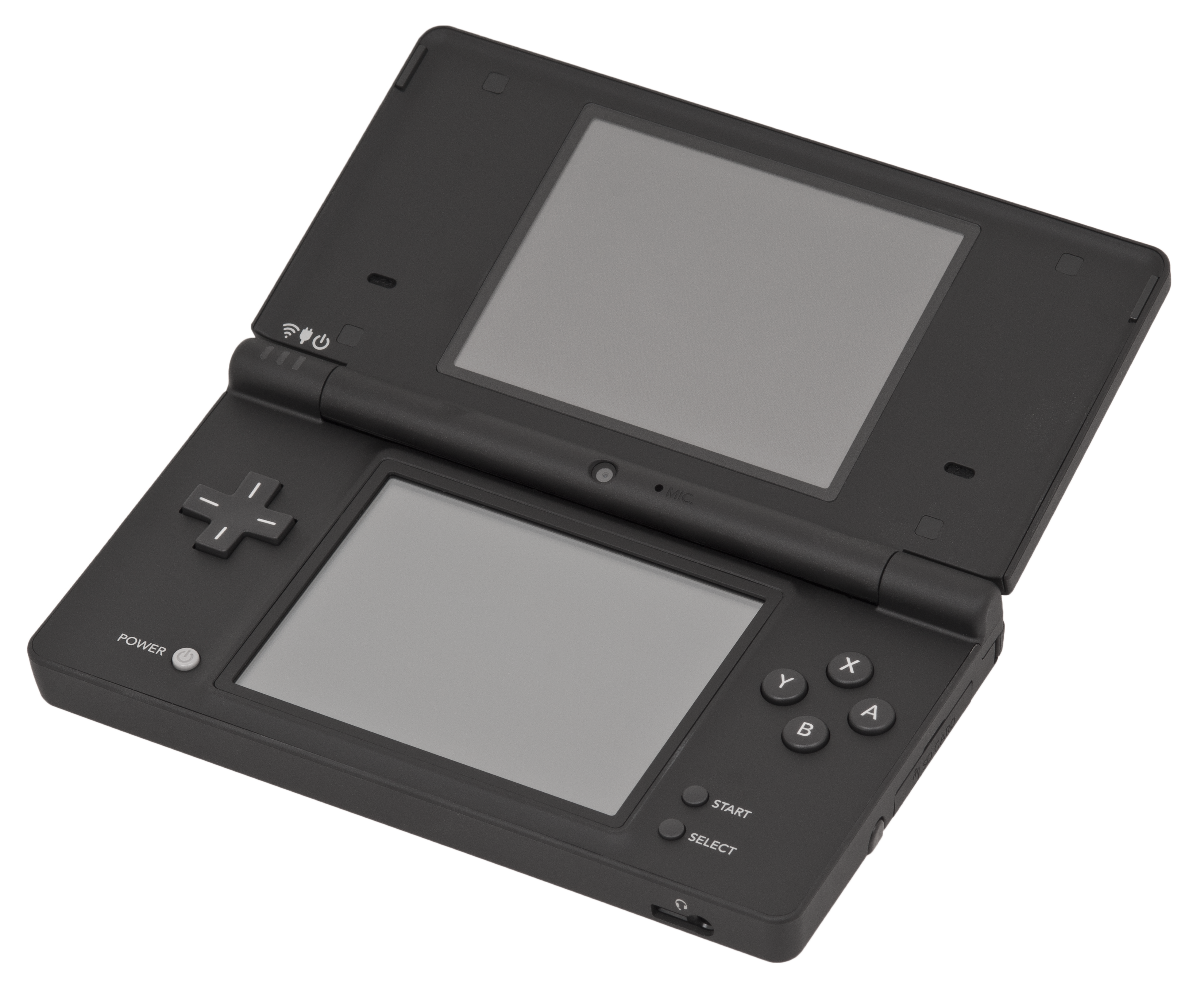
ニンテンドーDSi
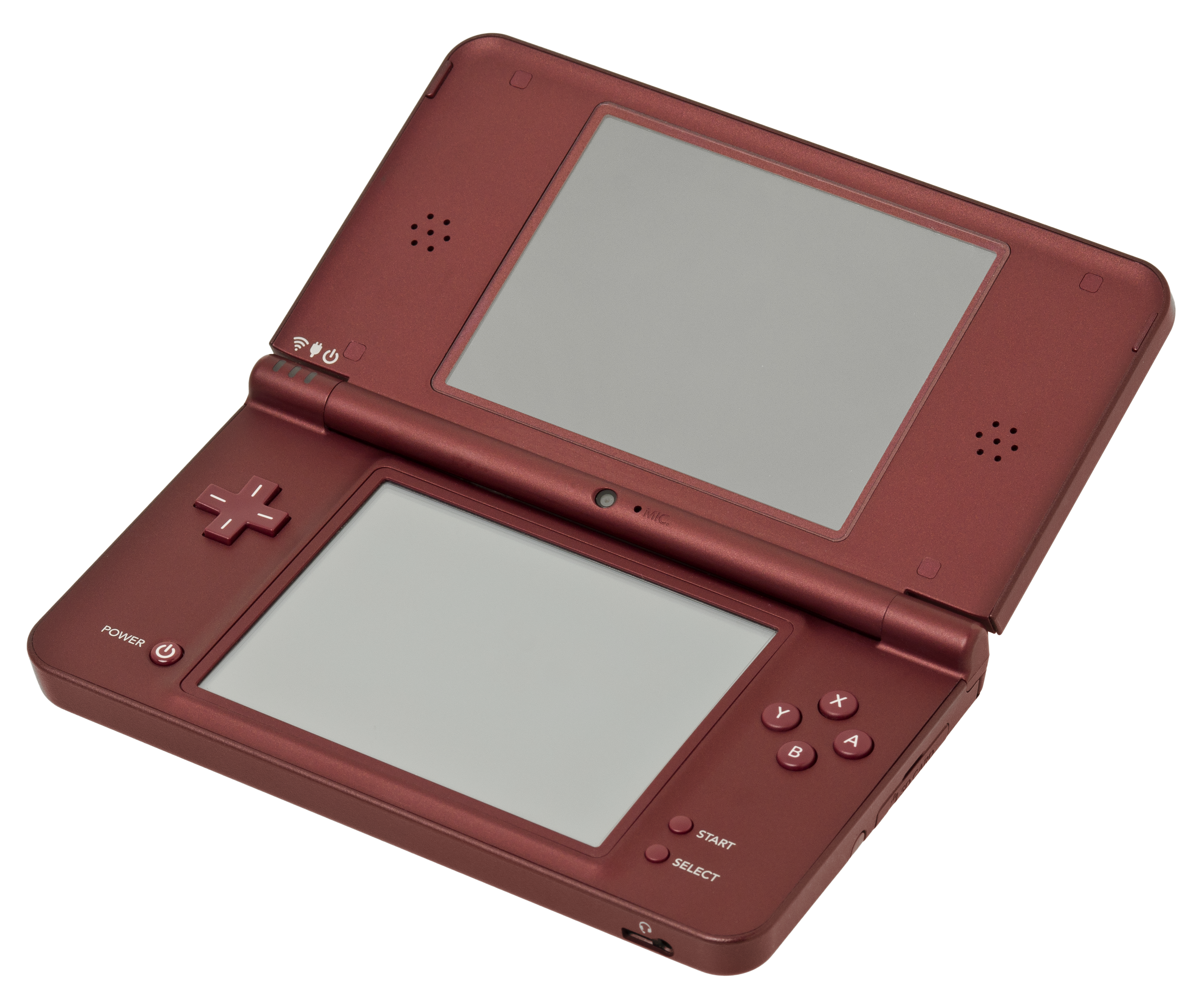
ニンテンドーDSi LL
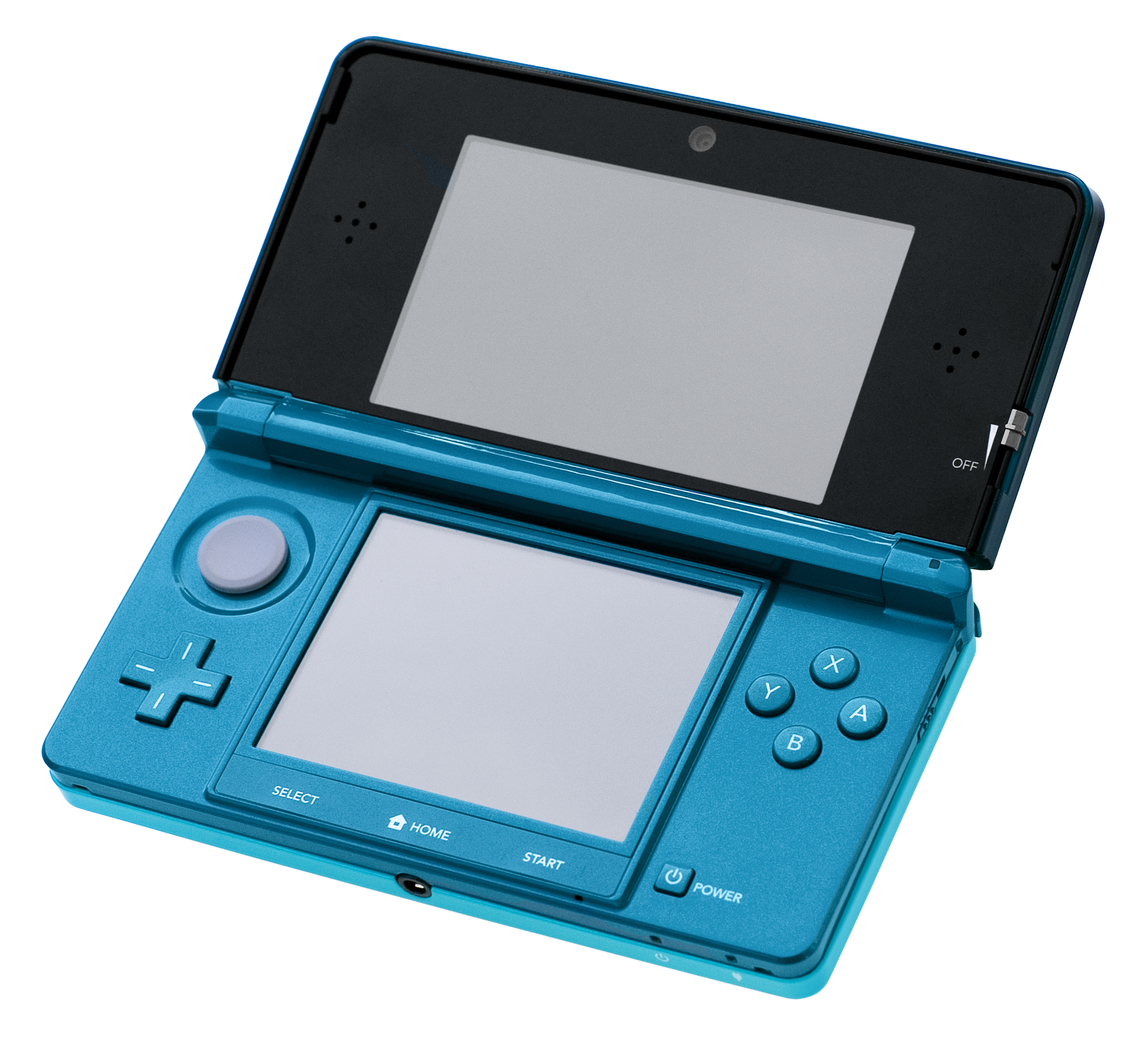
ニンテンドー3DS
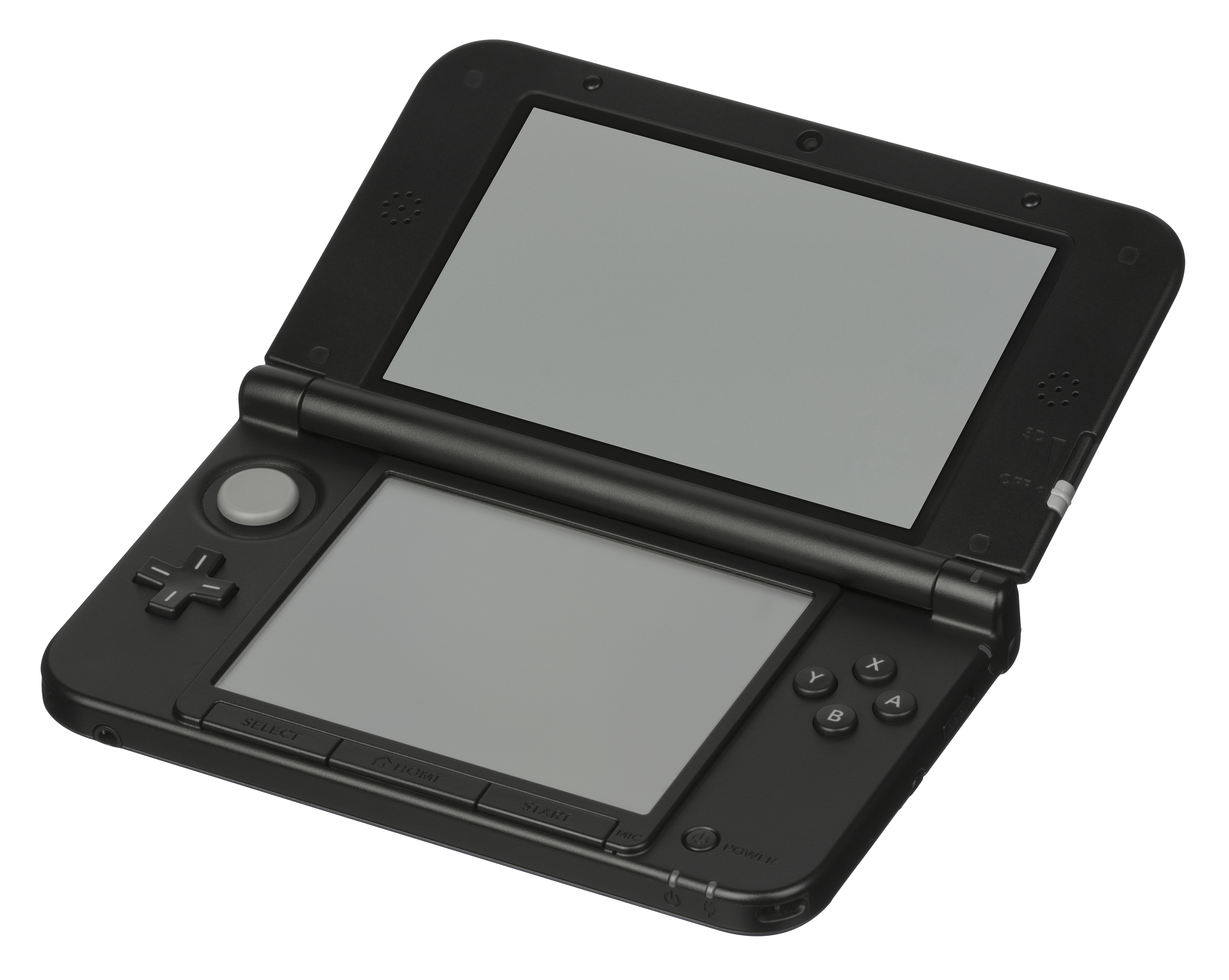
ニンテンドー3DS LL
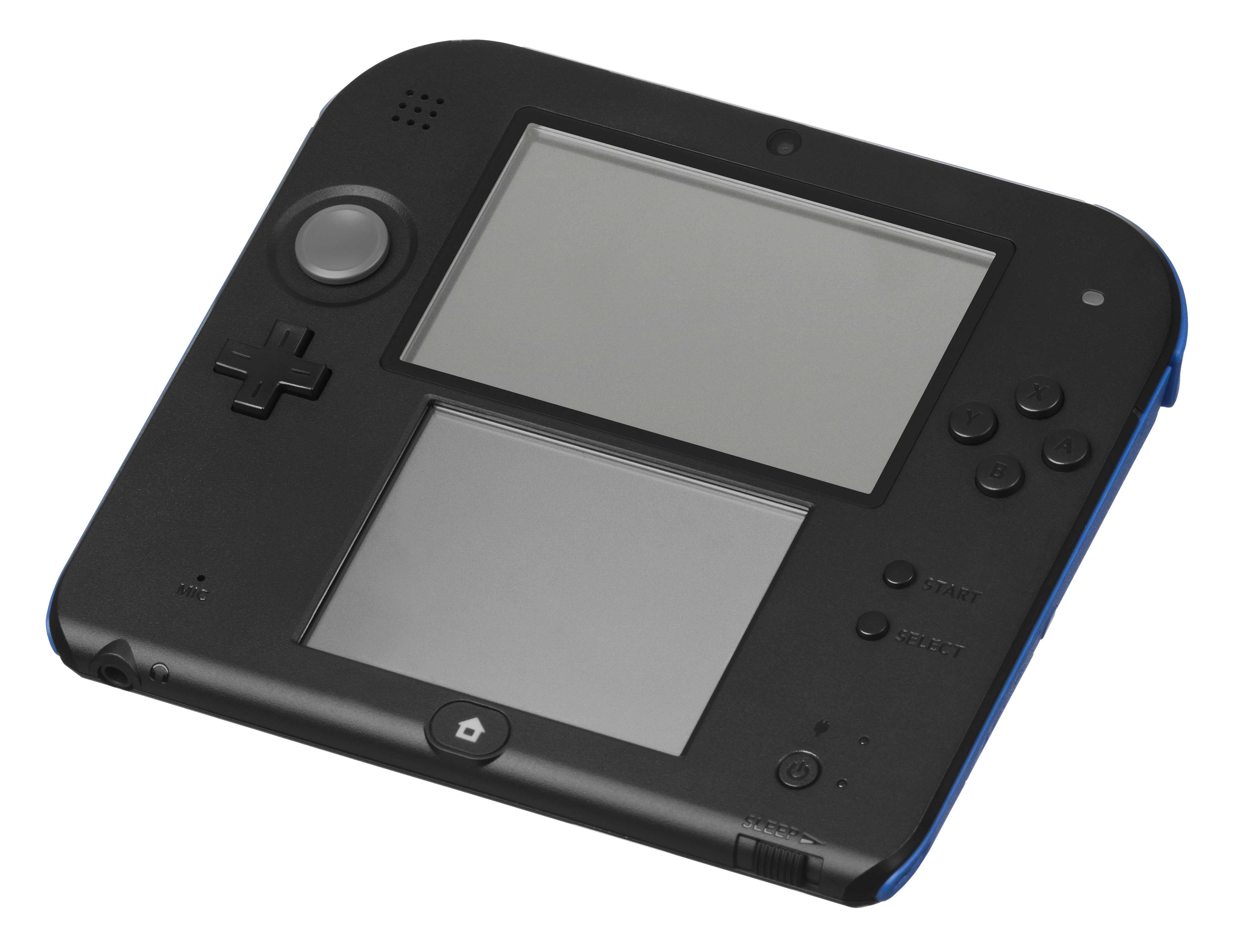
ニンテンドー2DS
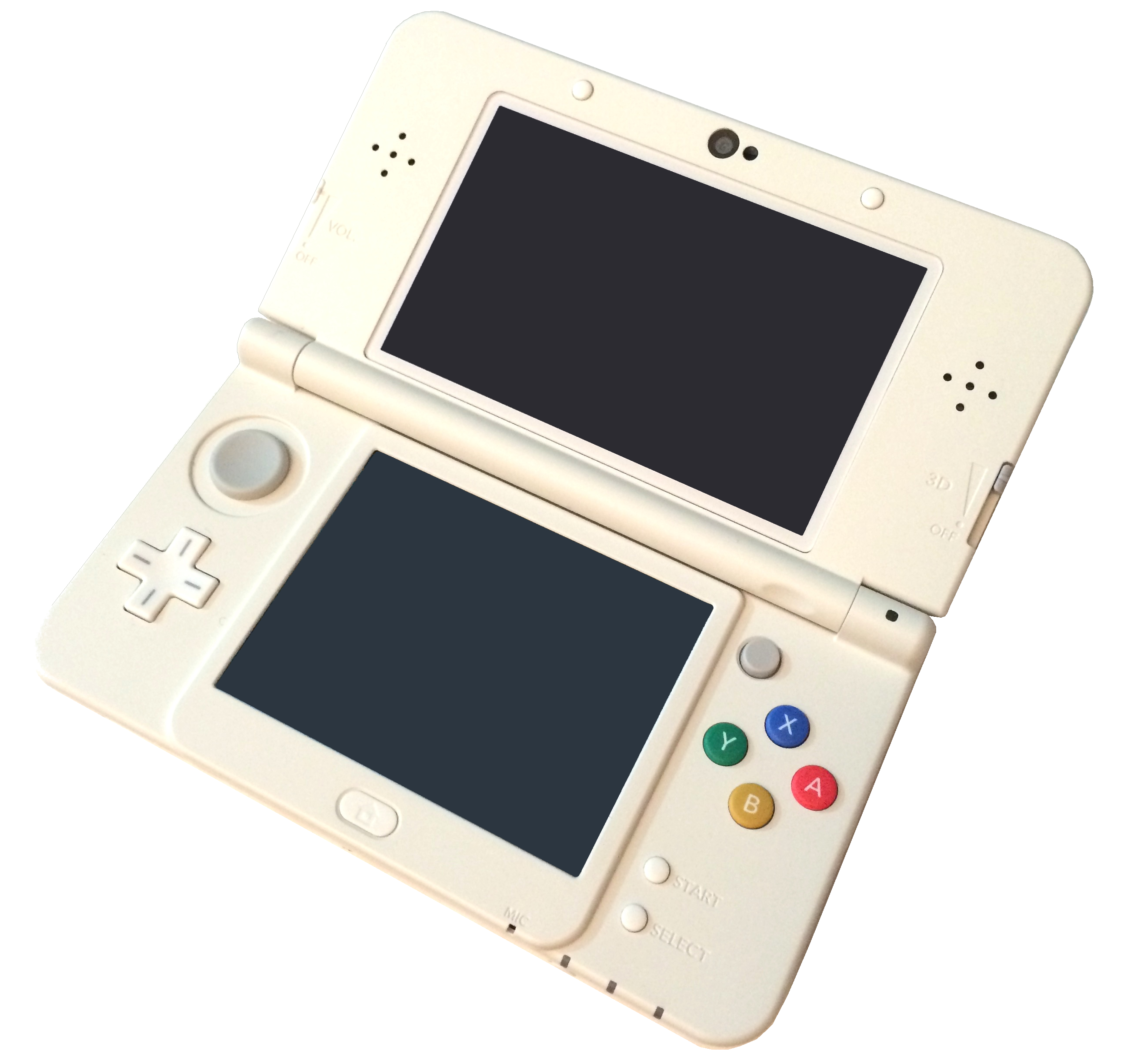
Newニンテンドー3DS
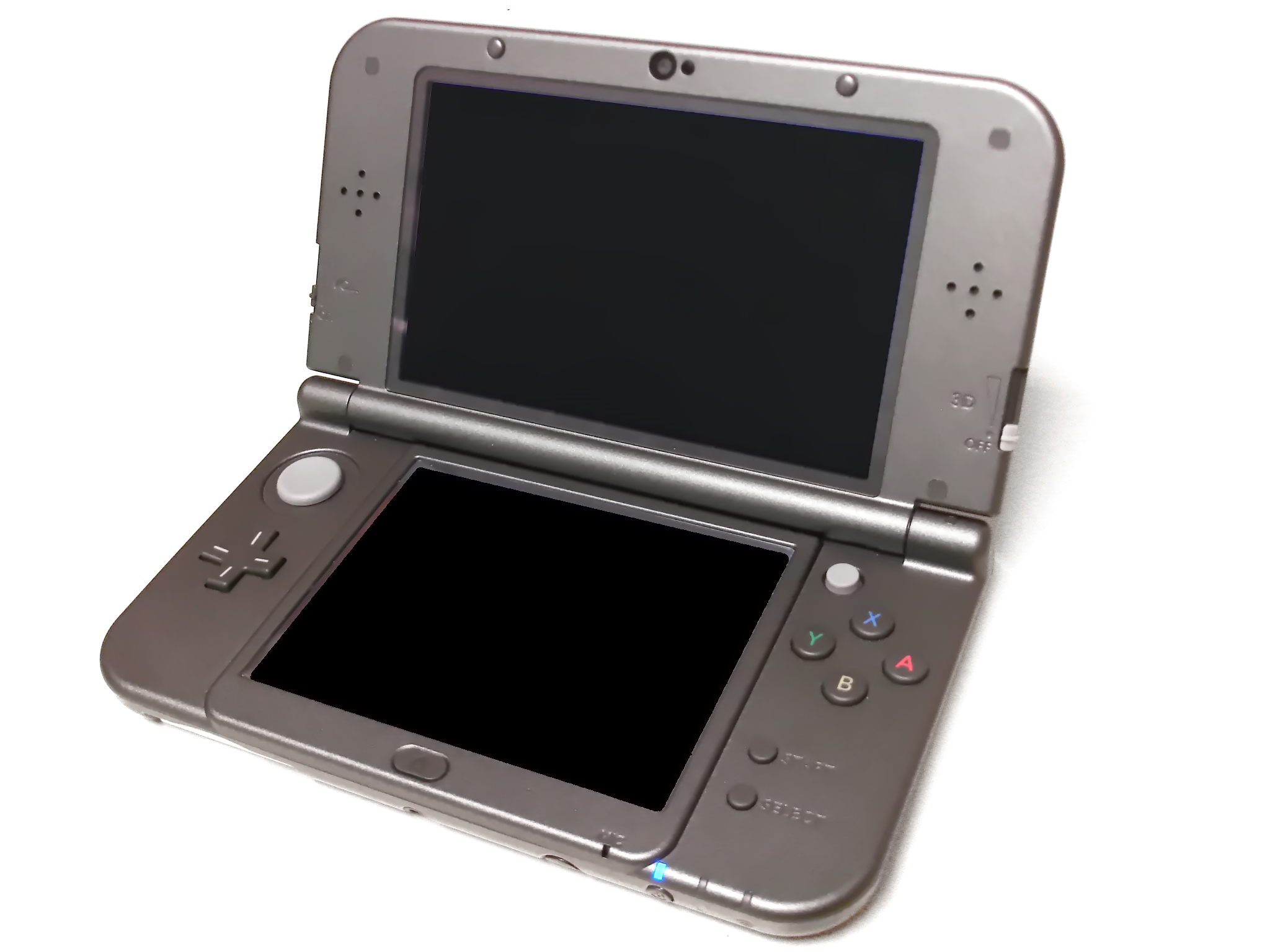
Newニンテンドー3DS LL
Newニンテンドー2DS LL

### ハイブリッド型ゲーム機
- Nintendo Switch（2017年）
  - Nintendo Switch Lite（2019年）
  - Nintendo Switch（有機ELモデル）（2021年）
- Nintendo Switch 2（2025年）

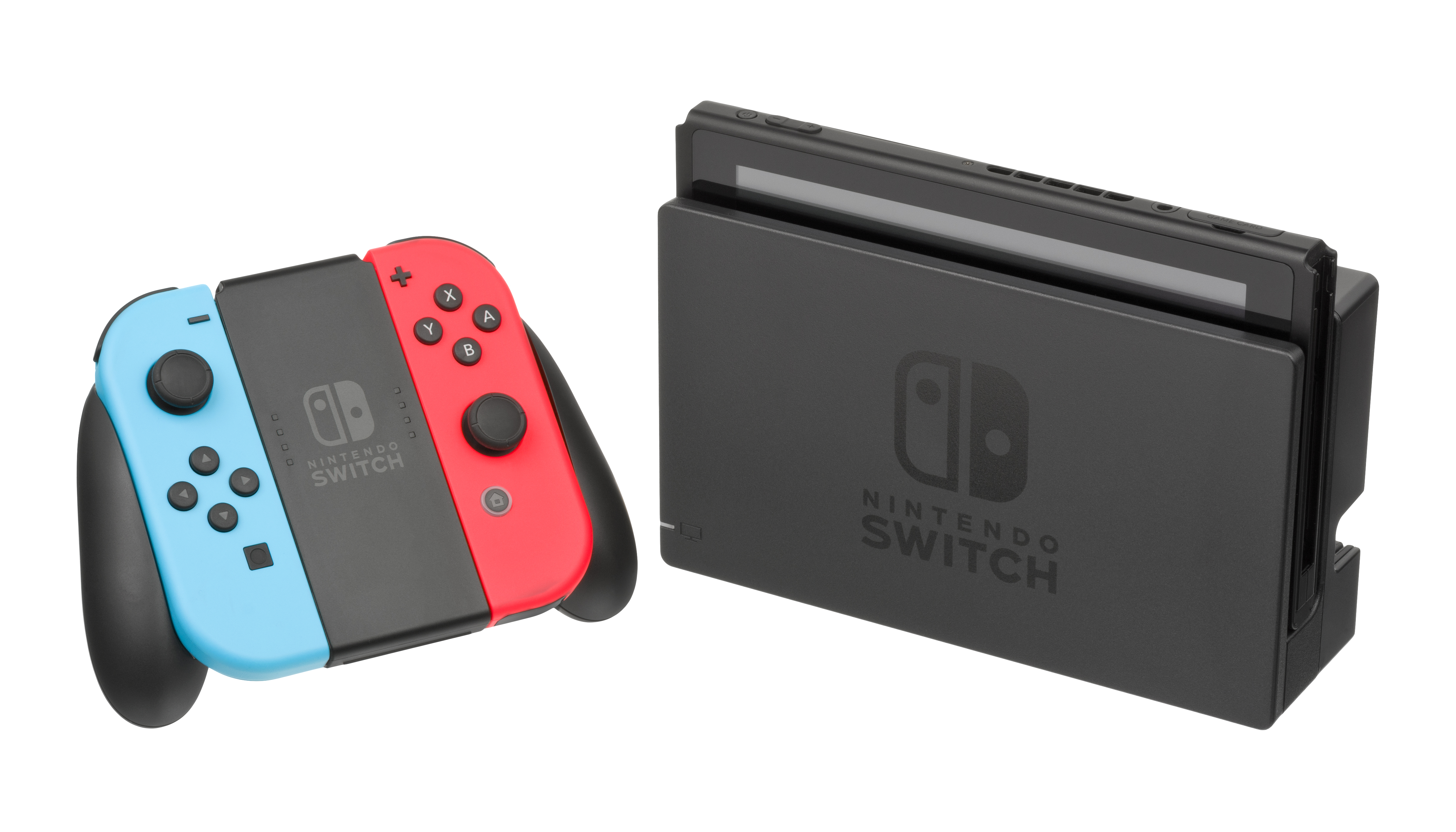
Nintendo Switch
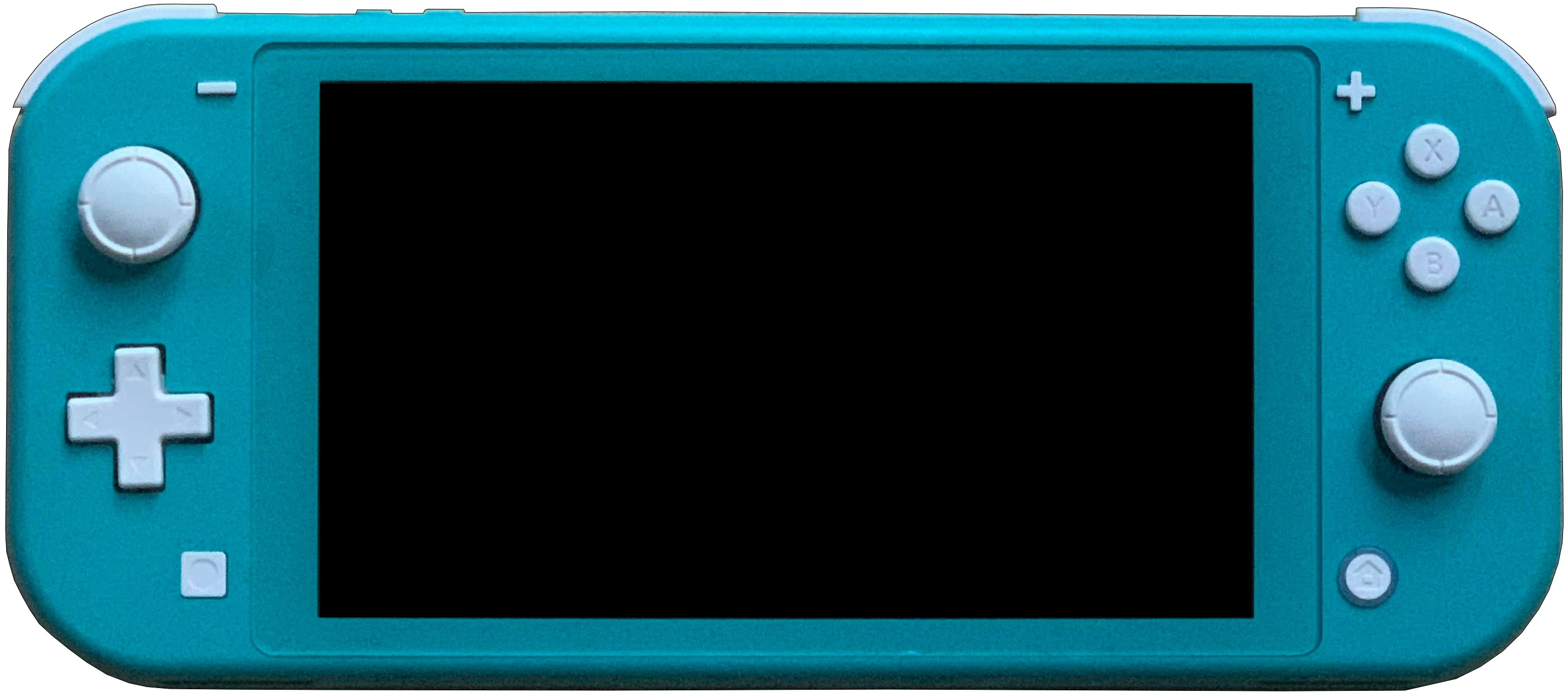
Nintendo Switch Lite
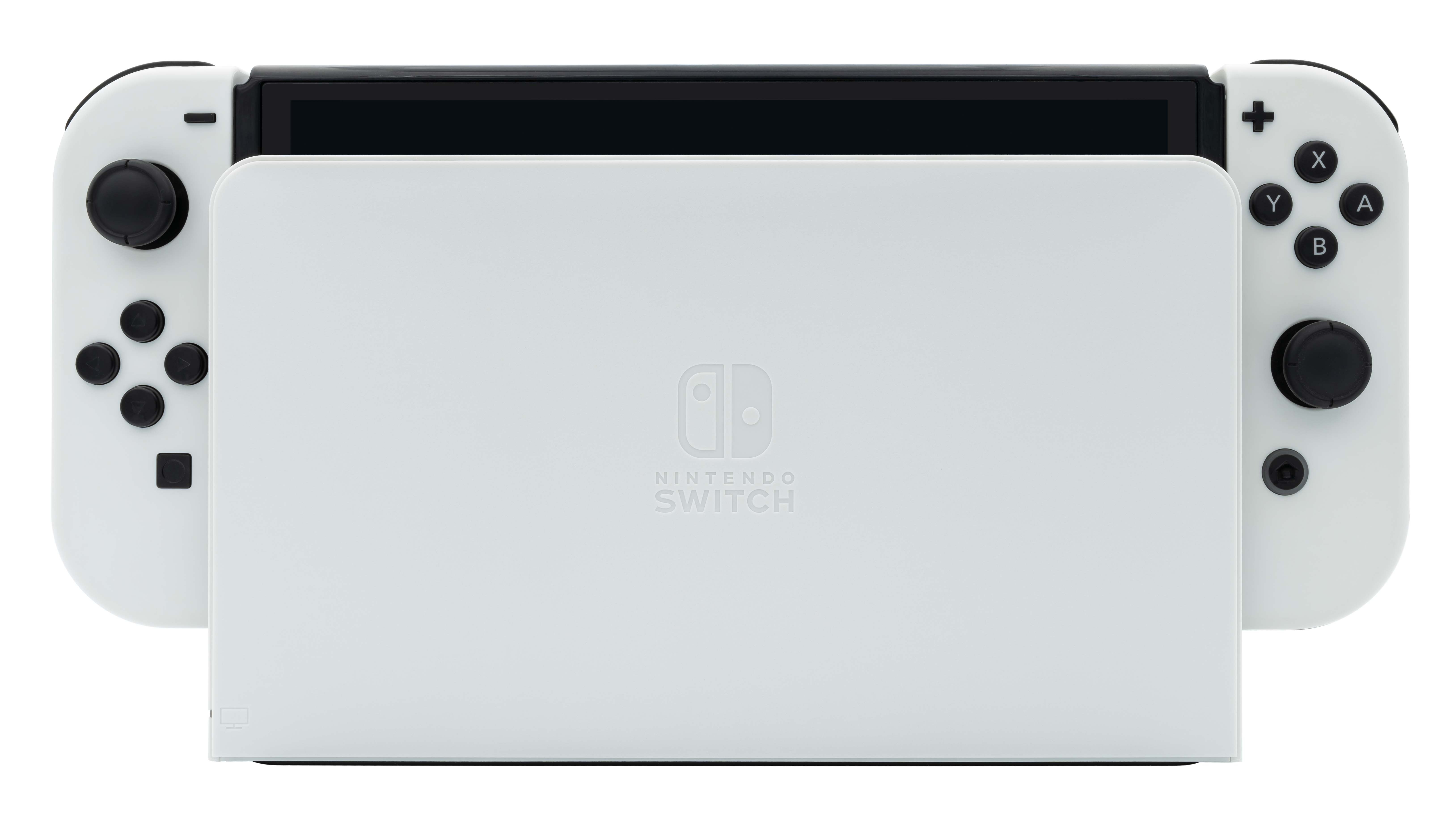
Nintendo Switch（有機ELモデル）
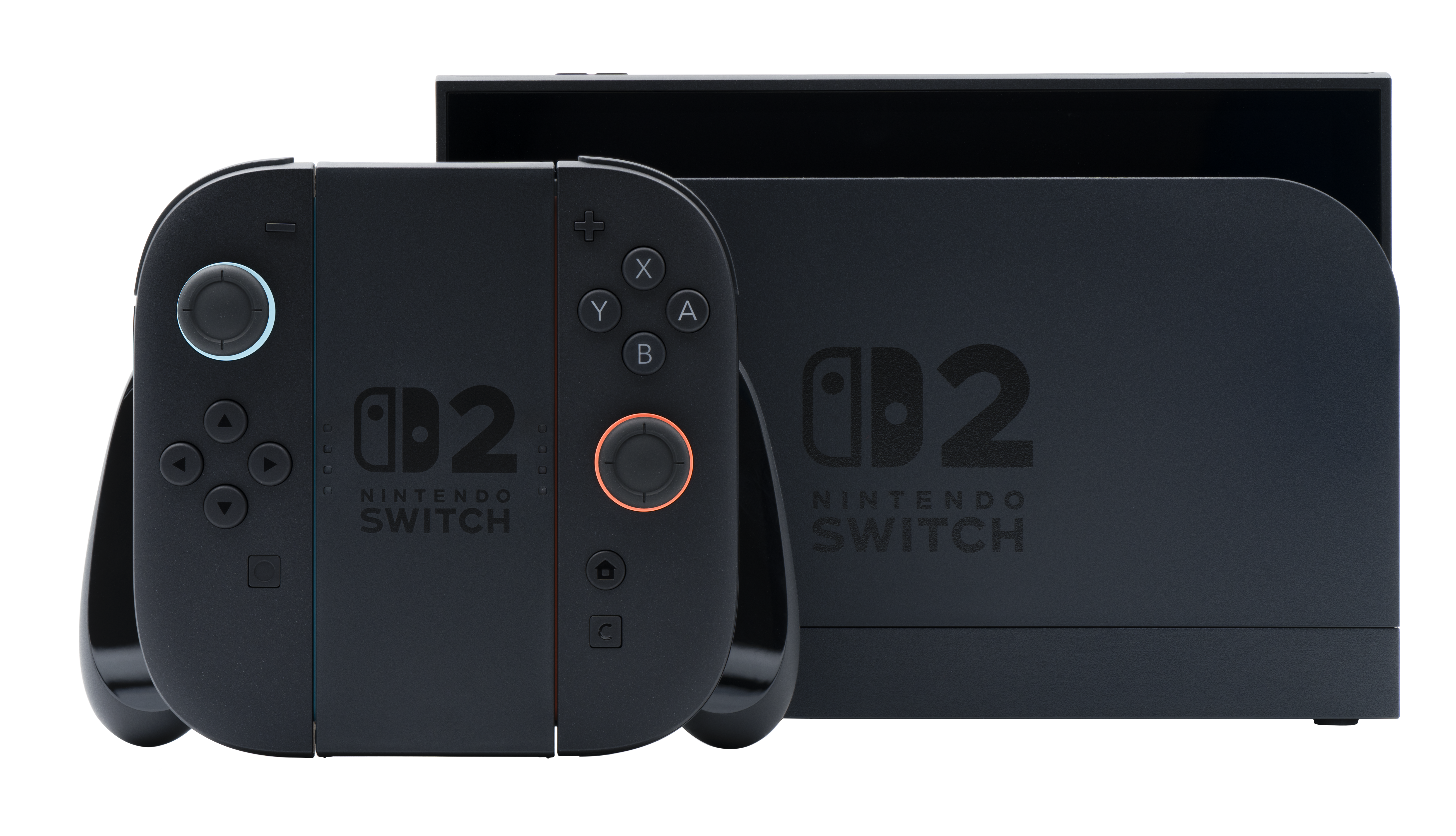
Nintendo Switch 2

### 業務用ゲーム機
- レーザークレー（1973年）
- ワイルドガンマン（1974年）[128]
- シューティングトレーナー（1974年）[128]
- スマッシュマティック（1974年）[128]
- EVRレース（1975年）[30]
- ミニレーザークレー（1976年） - 第14回アミューズメントマシンショーに「レーザークレー」として出品[129]
- EVRベースボール（1976年）
- スカイホーク（1976年）[130]
- バトルシャーク（1977年）[131]
- デッドライン（1977年）[131]
- ファンシーボール（1977年）[131]
- ニューシューティングトレーナー（1978年） - 販売：エスコ貿易[132]
- テストドライバー（1978年）[133]
- ファミコンボックス（1986年）

### ゲーム周辺機器
- ファミリーベーシック（1984年）
- ファミリーコンピュータ ロボット（1985年）
- ファミリーコンピュータ ディスクシステム（1986年）[134]
- ファミコン3Dシステム（1987年）
- スーパーファミコンマウス（1992年）
- スーパースコープ（1993年）
- スーパーゲームボーイ（1994年）
- サテラビュー（1995年）
- 振動パック（1997年）
- スーパーゲームボーイ2（1998年）
- ポケットカメラ（1998年）
- ポケットプリンタ（1998年）
- 64GBパック（1998年）
- メモリー拡張パック（1999年）
- 64DD（1999年）
- 通信ケーブル（2001年）
- モバイルアダプタGB（2001年）
- カードeリーダー（2001年）
- GBAケーブル（2001年）
- ゲームボーイプレーヤー（2003年）[135]
- カードeリーダー+（2003年）
- タルコンガ（2003年）
- ゲームボーイアドバンス専用ワイヤレスアダプタ（2004年）
- プレイやん（2005年）[136]
- PLAY-YAN micro（2005年）
- DS振動カートリッジ（2006年）
- DS Lite振動カートリッジ（2006年）
- ニンテンドーDSブラウザー（2006年）[137]
- ワンセグ受信アダプタ DSテレビ（2007年）[138]
- ニンテンドーDSiブラウザー（2008年）
- バランスWiiボード（2013年）
- amiibo（2014年 - ）[139][140]
- ニンテンドー3DS NFCリーダー/ライター（2015年）
- Nintendo Labo（2018年 - ）

### 主なゲームソフトウェア
- ドンキーコングシリーズ（1981年 - ）[35]
  - ドンキーコンガシリーズ（2003年 - 2005年）
  - マリオvs.ドンキーコングシリーズ（2004年 - ）
- マリオシリーズ（1983年 - ）
  - スーパーマリオシリーズ（1985年 - ）[141]
  - マリオゴルフシリーズ（1987年 - ）
  - ドクターマリオシリーズ（1990年 - ）
  - ヨッシーシリーズ（1991年 - ）
  - マリオカートシリーズ（1992年 - ）
  - ワリオシリーズ（1994年 - ）
  - ゲームボーイギャラリーシリーズ（1997年 - 2002年）
  - マリオパーティシリーズ（1998年 - ）
  - マリオテニスシリーズ（2000年 - ）
  - ペーパーマリオシリーズ（2000年 - ）
  - ルイージマンションシリーズ（2001年 - ）
  - マリオ&ルイージRPGシリーズ（2003年 - ）
  - スーパーマリオスタジアムシリーズ（2005年 - ）
  - マリオストライカーズシリーズ（2006年 - ）
  - マリオ&ソニックシリーズ（2007年 - 2019年）
  - マリオ+ラビッツシリーズ（2018年 - ）
- エキサイトバイクシリーズ（1984年 - ）
- バルーンファイトシリーズ（1985年 - ）
- ゼルダの伝説シリーズ（1986年 - ）[142]
- メトロイドシリーズ（1986年 - ）[143]
- パルテナの鏡シリーズ（1986年 - ）
- パンチアウト!!シリーズ（1987年 - ）
- ファミコン探偵倶楽部シリーズ（1988年 - ）
- ファミコンウォーズシリーズ（1988年 - ）
- 役満シリーズ（1989年 - ）
- MOTHERシリーズ（1989年 - 2006年）
- ファイアーエムブレムシリーズ（1990年 - ）[144]
- F-ZEROシリーズ（1990年 - ）
- パイロットウイングスシリーズ（1990年 - ）
- 星のカービィシリーズ（1992年 - ）[145]
- Xシリーズ（1992年 - ）
- ウェーブレースシリーズ（1992年 - ）
- スターフォックスシリーズ（1993年 - ）[146]
- ピクロスシリーズ（1995年 - ）
- パネルでポンシリーズ（1995年 - ）
- ポケットモンスターシリーズ（1996年 - ）[147]
- テン・エイティシリーズ（1998年 - ）
- 大乱闘スマッシュブラザーズシリーズ（1999年 - ）
- カスタムロボシリーズ（1999年 - ）
- 巨人のドシンシリーズ（1999年 - ）
- カードヒーローシリーズ（2000年 - ）
- 罪と罰シリーズ（2000年 - ）
- くるくるくるりんシリーズ（2001年 - ）
- 黄金の太陽シリーズ（2001年 - ）
- どうぶつの森シリーズ（2001年 - ）[148]
- ピクミンシリーズ（2001年 - ）[149]
- マジカルバケーションシリーズ（2001年 - ）
- 伝説のスタフィーシリーズ（2002年 - ）
- 大合奏!バンドブラザーズシリーズ（2004年 - ）
- ヒトフデシリーズ（2004年 - ）
- nintendogsシリーズ（2005年 - ）
- ちびロボ!シリーズ（2005年 - ）
- 押忍!闘え!応援団シリーズ（2005年 - ）
- パズループシリーズ（2006年 - ）
- カルチョビットシリーズ（2006年 - ）
- リズム天国シリーズ（2006年 - ）
- Wii Sports シリーズ（2006年 - ）
- FOREVER BLUEシリーズ（2007年 - ）
- Wii Fitシリーズ（2007年 - 2014年）
- カセキホリダーシリーズ（2008年 - ）
- 通信対局シリーズ（2008年 - ）
- GIRLS MODEシリーズ（2008年 - ）
- トモダチコレクションシリーズ（2009年 - ）
- ゼノブレイドシリーズ（2010年 - ）
- Wii Partyシリーズ（2010年 - ）
- すりぬけアナトウスシリーズ（2010年 - ）
- スティールダイバーシリーズ（2011年 - ）
- 引ク押スシリーズ（2011年 - ）
- ザ・ローリング・ウエスタンシリーズ（2012年 - ）
- ファミコンリミックスシリーズ（2013年 - ）
- ハコボーイ!シリーズ（2015年 - ）
- スプラトゥーンシリーズ（2015年 - ）
- 1-2-Switchシリーズ（2017年 - ）

### その他
- ラビットコースターゲーム（組立式）（1964年）
- ラビットコースターゲーム（1965年）
- ニューコースターゲーム（1965年）
- マイカーレース（1965年）
- ピクチャーカッター（1965年）
- ウルトラコースターゲーム（1966年）
- ウルトラハンド（1966年）
- ドライブゲーム（1966年）
- コンパニオン（1966年）
- ニューピクチャーカッター（1966年）
- ピクチャーカッター ウルトラマン（1966年）
- キャプテンウルトラコースター（1967年）
- ウルトラマシン（1968年）[124][150]
- ピープルハウス（1968年）
- N&Bブロック（1969年）
- チャレンジダイス（1969年）
- ヒップフリップ（1969年）
- ラブテスター（1969年）[150][151]
- 運命ゲーム（1969年）
- キャンデーマシン（1970年）
- 光線銃シリーズ（1970年 - 1976年、1984年）[注 7][150]
- マッハライダー（1970年）
- チャレンジボール（1970年）
- コピラス（1971年）[29]
- ツインス（1971年）
- ウルトラスコープ（1971年）[注 8]
- スペースボール（1971年）
- パワーリフト（1971年）
- 光線電話LT（1971年）
- 電気時計（1971年）
- コピラスドライ（1972年）
- フォトコピラス（1972年）
- エレコンガ（1972年）
- エレコンガ オートプレイヤー（1972年）
- ユニラック（1972年）
- ママベリカ（1972年）[29]
- 任天堂マーキングペン ノンドライ（1972年）
- タイムショック（1972年）
- コピラスST（1973年）
- ニンテンドー ペーパーモデル（1974年）
- レフティRX（1973年）
- ショットレーサー（1974年）
- ミスターマジシャン（1975年）
- パンチブイ（1975年）
- チリトリー（1979年）
- テンビリオン（1980年）
- 偏光スクリーン クロスオーバー（1981年）
- コンピュータマージャン役満（1983年）[150]
- ポケットピカチュウ（1998年）[152]
- ポケットハローキティ（1998年）
- ポケットピカチュウカラー 金・銀といっしょ!（1999年）
- ポケモンミニ（2001年）
- ポケモーション（2003年）[153]
- ニンテンドークラシックミニシリーズ（2016年 - 2018年）
  - ニンテンドークラシックミニ ファミリーコンピュータ（2016年）[154]
  - ニンテンドークラシックミニ スーパーファミコン（2017年）[155]
  - ニンテンドークラシックミニ ファミリーコンピュータ 週刊少年ジャンプ50周年記念バージョン（2018年）
- ニンテンドーサウンドクロック Alarmo（2024年）
- カードゲーム
  - 花札、株札（1889年 - ）[156][157]
  - かるた、百人一首（1890年 - ）[158]
  - トランプ（1902年 - ）[119][157]
  - ドンキーコングカードゲーム（1999年）[159]
  - カードヒーロー トレーディングカード（2000年 - 2001年）[160]
  - ファイアーエムブレム0（2015年 - 2020年）[161]
- ボードゲーム
  - 碁盤、碁石[162]
  - 将棋盤、将棋駒[163]
  - 麻雀牌、麻雀マット[164]
- テーブルゲーム
  - ドミノ

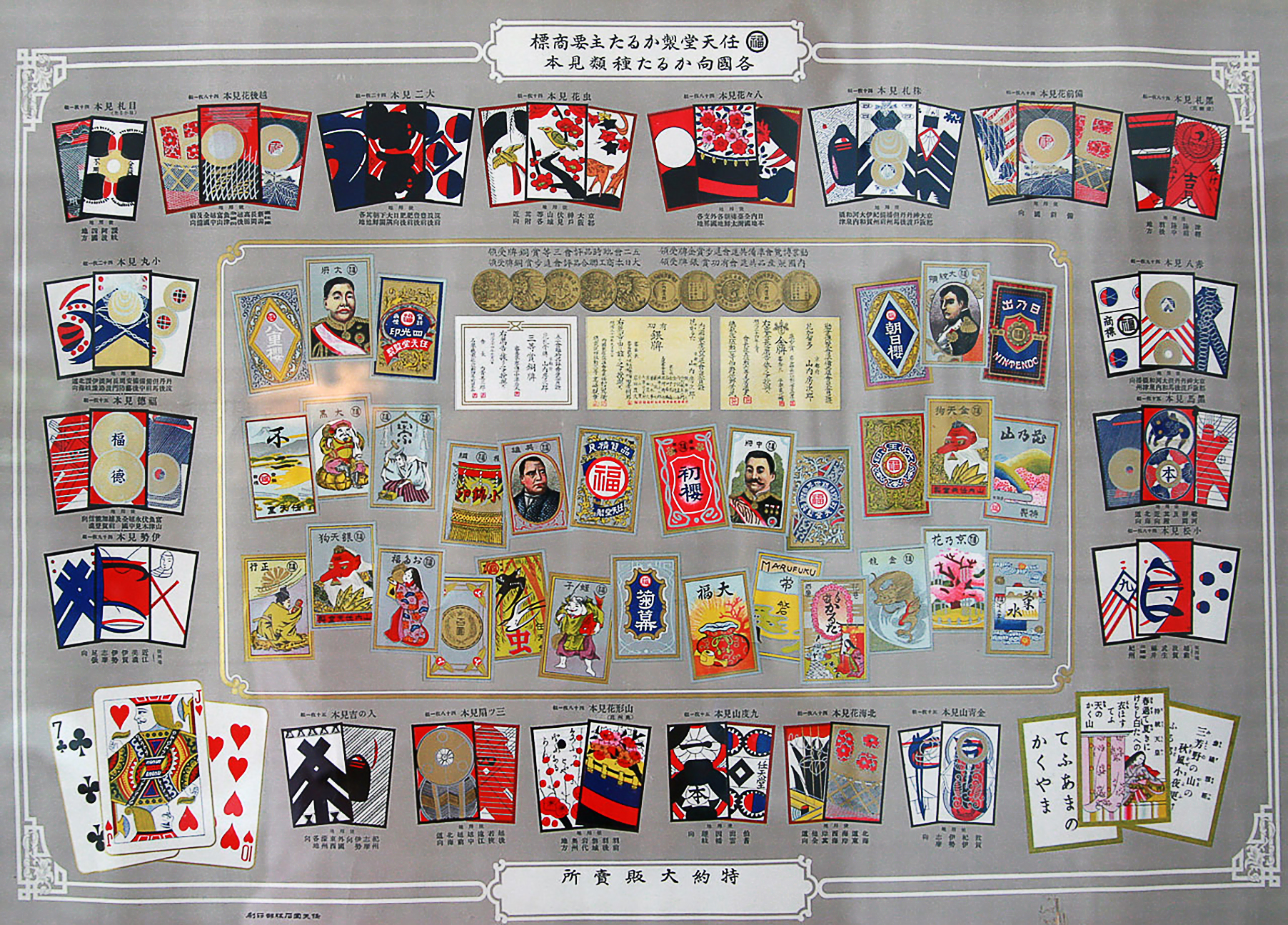
任天堂の花札
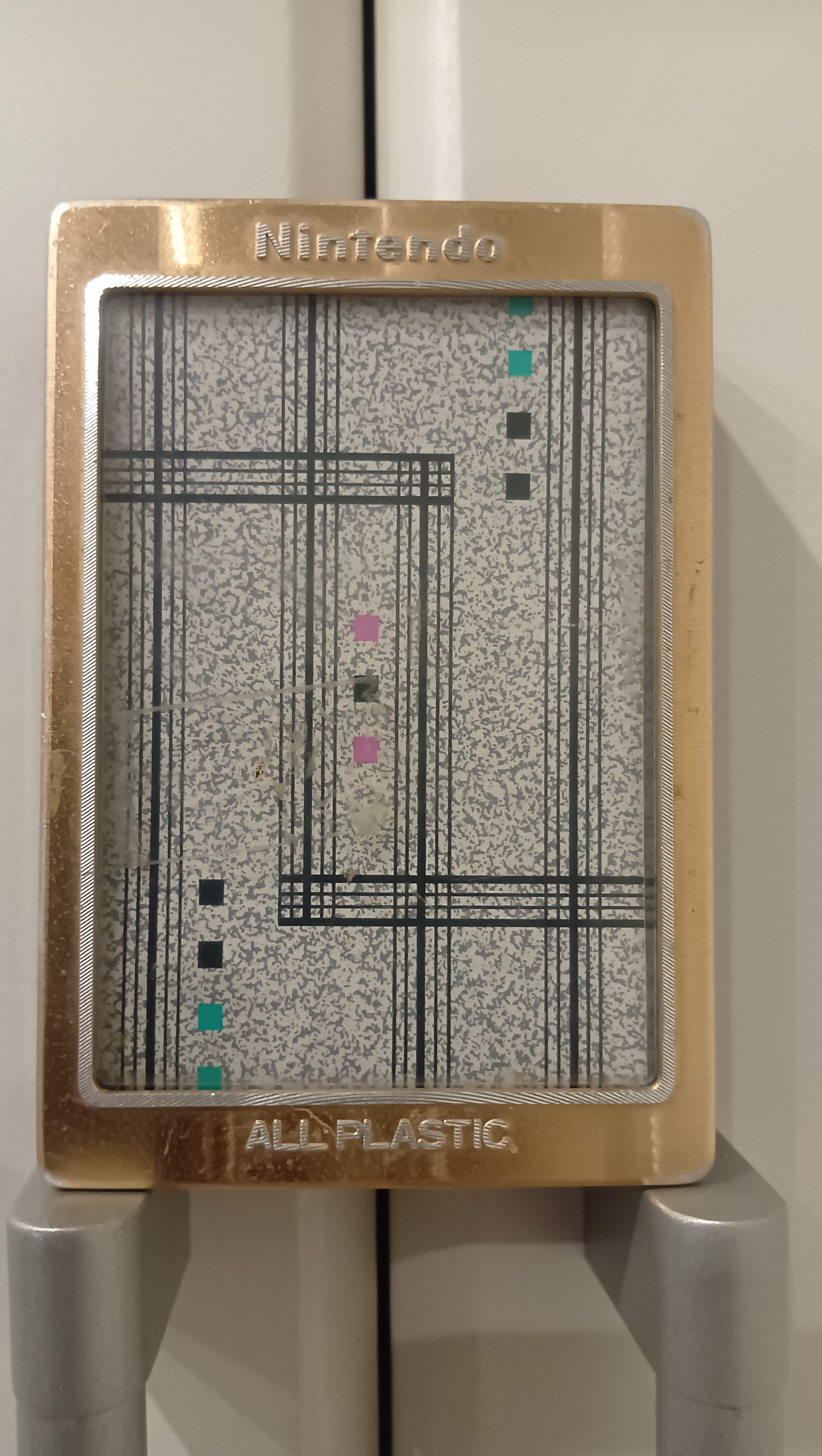
任天堂のトランプ
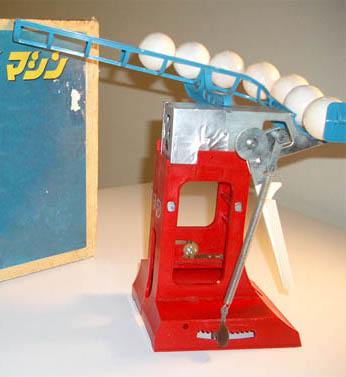
ウルトラマシンと化粧箱
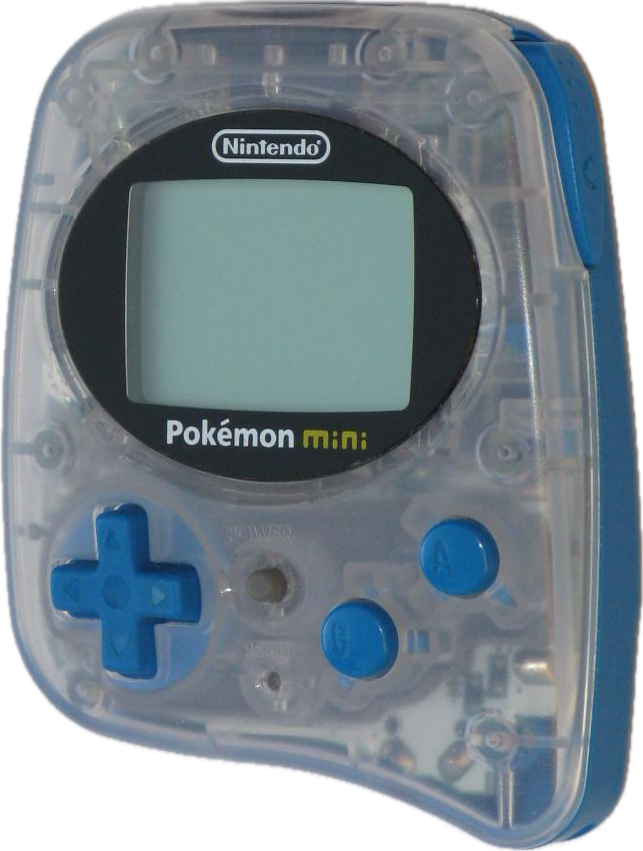
ポケモンミニ

## サービス
ニンテンドーネットワーク
「Miiverse」や「ニンテンドーeショップ」などのネットワークサービスの総称。利用には「ニンテンドーネットワークID（NNID）」を登録（無料）する必要がある。
ニンテンドーアカウント
2015年12月1日に登録がスタートしたアカウントサービス。Google アカウント、Apple Accountを用いた登録も可能。後述の「マイニンテンドー」を利用する際に用いられる。
マイニンテンドー
2016年3月17日に開始された任天堂の会員制サービス。ログイン時にはニンテンドーアカウントを利用する。登録費、会費は無料。ゲームソフトの購入や対応ソフトのプレイなどによりポイントが付与され、そのポイントをさまざまな景品と交換できる。また、登録されたプロフィールやゲームのプレイ状況に応じた通知が任天堂から届くほか、任天堂ホームページからのゲームソフトのダウンロード購入や体験版のダウンロード、任天堂が運営している販売サイト「マイニンテンドーストア」の利用が可能になる。
クラブニンテンドー
2003年10月1日に開始されたマイニンテンドーの開始以前に行われていた会員制サービス。登録費、会費は無料。ゲームソフト購入時に得られたポイントをさまざまな景品と交換できたほか、ポイントを多くためた会員は「ゴールド会員」「プラチナ会員」となり、任天堂から特別な景品が贈られていた。2015年9月30日にサービスを終了。
修理
故障したゲーム機の修理は任天堂ホームページで受け付けている。以前は任天堂サービスセンターへの持ち込みにも応じていたが2016年8月31日に受付を終了。
令和6年能登半島地震により被災した任天堂製品を災害救助法の適用から6カ月間、原則として保証書の有無を問わず無料修理することを発表した。

## 情報発信の取り組み
Nintendo Direct（ニンテンドーダイレクト）
2011年10月21日に開始されたYouTube、ニコニコ生放送でゲームの最新情報を紹介する番組。代表取締役社長（当時）の岩田聡によると、開始当時は情報を公式に発表する前に歪んだ形で拡散されてしまうことが大きな問題になっていたため、ゲームの情報を直接発信すべきと考えたことがきっかけだという。
ニャニャニャ! ネコマリオタイム（英: The Cat Mario Show）
2014年2月26日に開始されたニンテンドーeショップ、Nintendo Switch、YouTubeでパペットのネコマリオとネコピーチが進行役を務めてゲームの最新情報を紹介する番組。
Indie World（インディーワールド）
2018年5月11日に開始されたYouTubeでインディーゲームの最新情報を任天堂の担当者が紹介する番組。北米では「Nindies Showcase」、欧州では「Indie Highlights」の名称で同様の配信を行っていたが、2019年8月19日から名称を「Indie World」に改称。
社長が訊く（英: Iwata Asks）
2006年9月8日に開始された元代表取締役社長の岩田が開発者にさまざまなプロジェクトの裏話を訊いていたインタビュー企画。2015年6月24日まで更新していた。
トピックス
2015年12月1日に開始された任天堂に関するさまざまな情報をブログ形式で伝えるサービス。
Nintendo News（ニンテンドーニュース）
子ども層を対象に任天堂の情報などを伝えていたページ。
ニンテンドーキッズスペース
2015年12月2日に「Nintendo News」がリニューアルして子ども層を対象に任天堂の情報などを伝えていたページ。2017年1月13日に「トピックス」に統合された。
ニンテンドーゲームフロント
パナソニックセンター東京と関西空港にある任天堂のゲームを自由にプレイできる常設ショールーム。
任天堂スペースワールド
かつて任天堂が幕張メッセで開催していたゲームイベント。グッズ販売やゲーム大会などが行われた。
月刊任天堂店頭デモ
2002年4月に「ゲームは動いてるものを見ないとわからない」などの声に応えて店頭に設置されていた「ニンテンドー ゲームキューブ」の試遊台。ゲーム内容は毎月更新されていた。2006年に設置を終了。
ニンテンドーブック
2002年前後に店頭で配布されていた季刊の無料冊子。当時の新作ゲームやE3の情報などが載っているほか開発者のインタビューの収録されているDVDなどが同梱していた。
Nintendo Power（ニンテンドーパワー）
アメリカでかつて刊行されていた任天堂公式のゲーム雑誌。1987年から7号が発行された「Nintendo Entertainment System」購入者向けの会報「Nintendo Fun Club News」の後を受けて 1988年に「Nintendo Power」が隔月刊誌として創刊。2007年にFutureが刊行を引き継いだが2012年12月に刊行を終了。創刊号には『スーパーマリオブラザーズ』の高得点獲得者として少年時代のクリフ・ブレジンスキーの名が掲載されている。

## ゲーム実況
2015年1月、YouTubeにゲーム動画をアップロードした制作者が広告収益を任天堂とシェアできるサービス「Nintendo Creators Program」の提供を開始。YouTubeでは新ガイドラインができるまでは自社のゲーム動画の広告収益は任天堂が付与されていたが、この仕組みにより動画制作者側も利益が得られるようになる。また、ニコニコ動画における同様のサービス「クリエイター奨励プログラム」にも参加している。OPENREC.tvでも任天堂タイトルの動画配信が可能になっている。
2018年11月、任天堂は「Nintendo Creators Program」を終了すると発表。そして新たな任天堂の著作物の利用に関するガイドラインを発表した。

### 新ガイドライン
「Nintendo Creators Program」では広告収益を受け取るには動画の審査が必須だったのに対して、新ガイドライン「ネットワークサービスにおける任天堂の著作物の利用に関するガイドライン」は動画の審査が不要で実況できる任天堂ソフトの制限もなくなった。
新ガイドラインは個人を対象にしているため法人は対象外であるが、YouTuberの事務所（MCN）である UUUMのように包括的許諾をとる所もある。また、タレント事務所に所属するタレントやMCNに所属するYouTuberなどが個人で行う場合はガイドライン対象となるが、業務として投稿する場合はガイドライン対象外となる。

## eスポーツ
2017年10月、任天堂は海外で盛り上がりを見せているeスポーツの取り組みについて、「ユーザーの関心が広がっており世界的にも広がりを見せていることは認識している。任天堂のゲームを使って『任天堂らしい』と多くの皆様から感じていただけ、勝った⽅に喜んでいただける、そんな『ご褒美のようなものは⼀体何なのか』そういうことを考えながらいろんな活動に取り組んできている」としている。現在eスポーツ団体「日本eスポーツ連合」にはさまざまなゲームメーカーが加盟して賞金大会を開いているが、任天堂は加盟していない。
2018年7月、日本野球機構（NPB）がeスポーツに参入し、第2弾で「NPB eスポーツシリーズ スプラトゥーン2」を開催するにあたって任天堂は協力をしている。この大会では成績に応じて賞金がもらえる大会ではないが一律参稼手当有りである。
現状は賞金が絡まない形でのeスポーツ参加をしている。

## 事業拠点
事業所
| 事業所名   | 事業内容               | 所在地                         |
| ---------- | ---------------------- | ------------------------------ |
| 本社       | 管理・販売・開発・製造 | 京都府京都市南区上鳥羽鉾立町   |
| 本社開発棟 | 開発                   | 京都府京都市南区東九条南松田町 |
| 宇治工場   | 製造                   | 京都府宇治市槇島町             |
| 東京支店   | 管理・販売・開発       | 東京都千代田区神田錦町         |

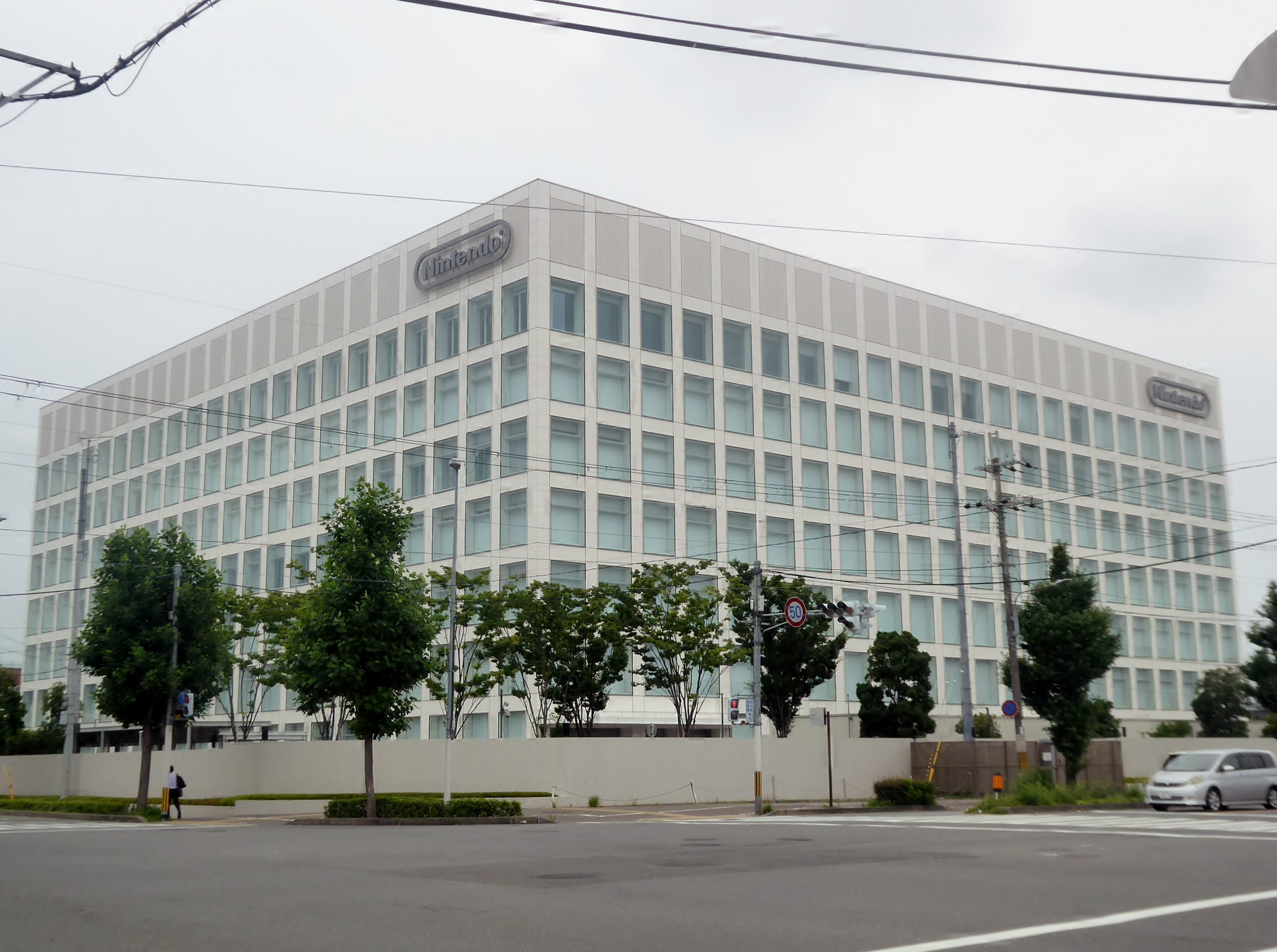
任天堂本社開発棟
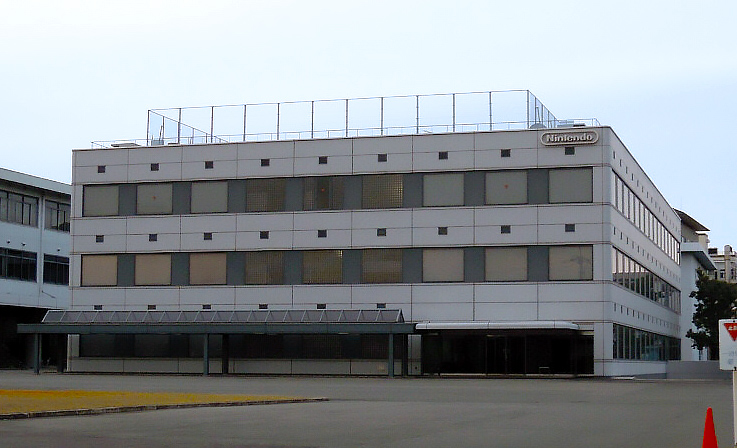
任天堂京都リサーチセンター（旧任天堂本社、京都市東山区福稲上高松町）
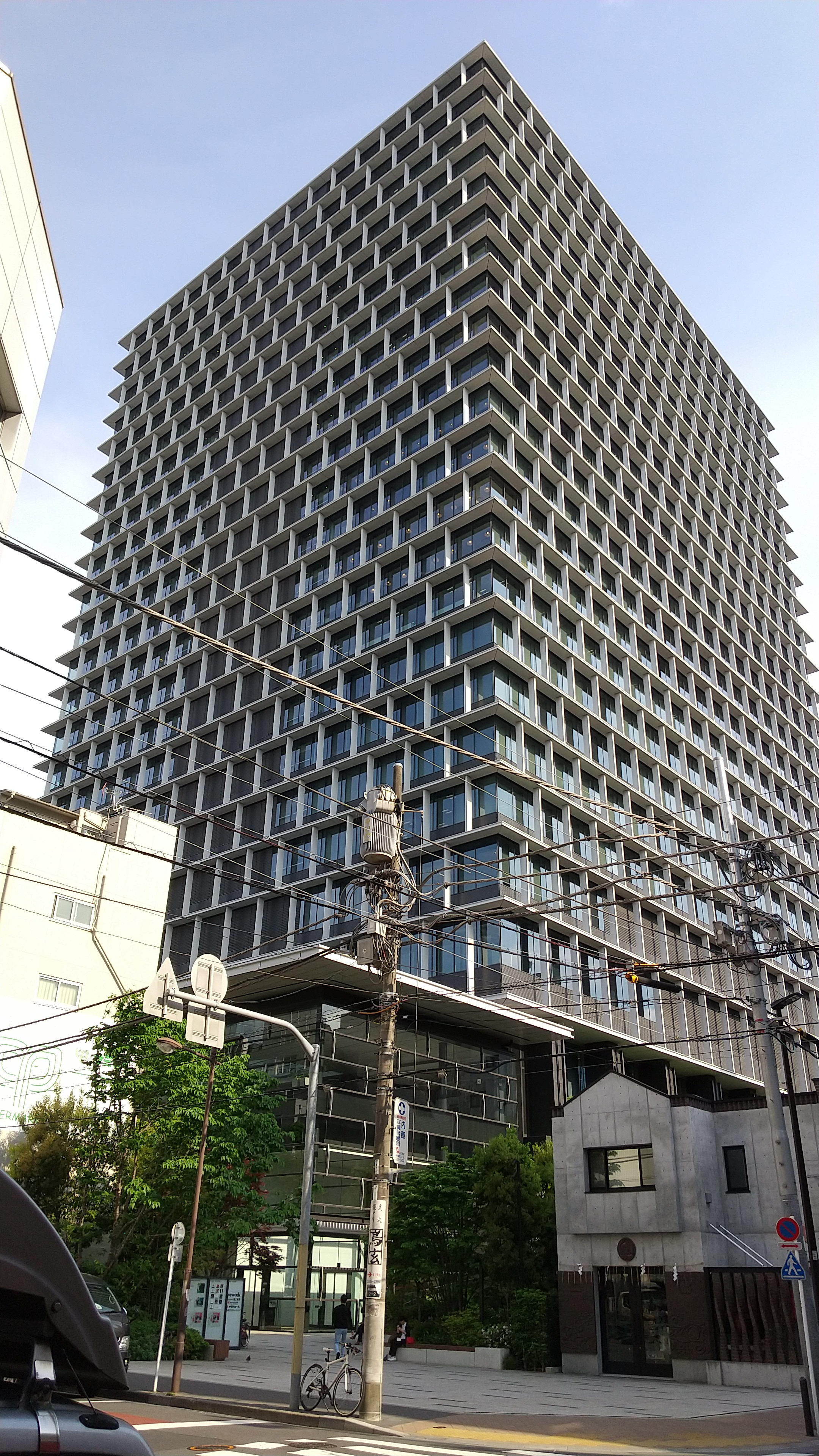
東京支店が入居するKANDA SQUARE
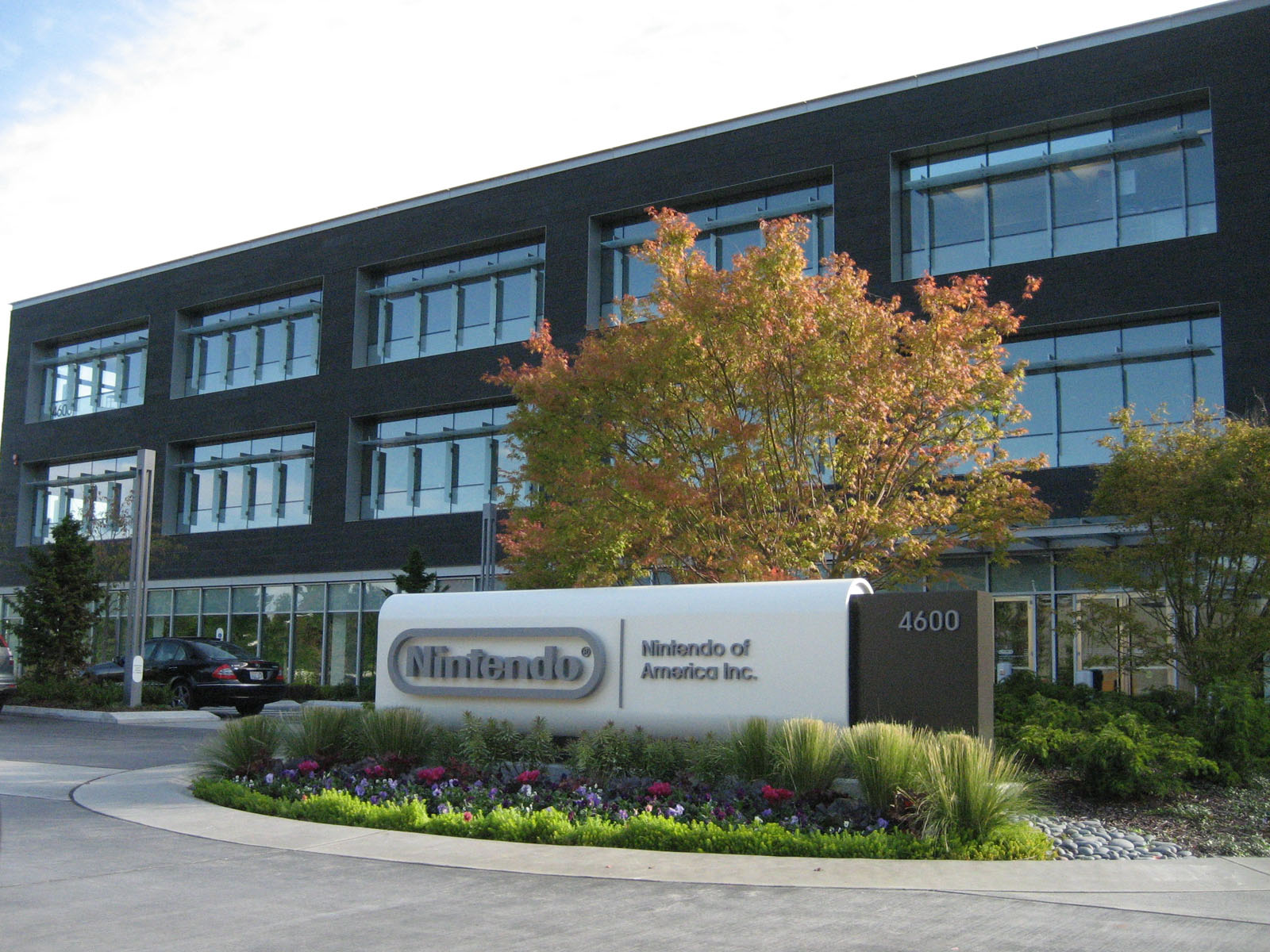
Nintendo of America

## 関連会社
連結子会社
| 名称                                                         | 事業内容 | 所在地                                                   | 取得日        | 出典            |
| ------------------------------------------------------------ | -------- | -------------------------------------------------------- | ------------- | --------------- |
| Nintendo of America Inc.                                     | 販売     | アメリカ合衆国 ワシントン州 レドモンド                   |               |                 |
| Nintendo of Canada Ltd.                                      | 販売     | カナダ ブリティッシュコロンビア州 バンクーバー           |               |                 |
| Nintendo of Europe SE                                        | 販売     | ドイツ連邦共和国 ヘッセン州 フランクフルト・アム・マイン |               |                 |
| Nintendo Australia Pty Limited                               | 販売     | オーストラリア連邦 ビクトリア州 スコアーズビー           |               |                 |
| 韓国任天堂株式会社                                           | 販売     | 大韓民国 ソウル特別市                                    |               |                 |
| 任天堂（香港）有限公司                                       | 販売     | 中華人民共和国 香港特别行政区                            |               |                 |
| 台湾任天堂股份有限公司                                       | 販売     | 中華民国 台湾 台北市                                     |               |                 |
| 任天堂販売株式会社                                           | 販売     | 東京都千代田区神田錦町                                   |               |                 |
| Nintendo Technology Development Inc.                         | 開発     | アメリカ合衆国 ワシントン州 レドモンド                   |               | [ 207 ]         |
| Nintendo Software Technology Corporation                     | 開発     | アメリカ合衆国 ワシントン州 レドモンド                   |               | [ 208 ]         |
| Retro Studios, Inc.                                          | 開発     | アメリカ合衆国 テキサス州 オースティン                   |               | [ 209 ]         |
| Shiver Entertainment, Inc.                                   | 開発     | アメリカ合衆国 フロリダ州 マイアミ                       |               | [ 95 ]          |
| Next Level Games Inc.                                        | 開発     | カナダ ブリティッシュコロンビア州 バンクーバー           | 2021年3月1日  | [ 210 ]         |
| Nintendo European Research and Development SAS（旧Mobiclip） | 開発     | フランス共和国 パリ県 パリ                               | 2011年        | [ 208 ] [ 211 ] |
| 神游科技有限公司（iQue Ltd.）                                | 開発     | 中華人民共和国 江蘇省 蘇州市 蘇州工業園区                |               |                 |
| ニンテンドーキューブ株式会社                                 | 開発     | 東京都中央区明石町                                       |               | [ 212 ]         |
| 株式会社モノリスソフト                                       | 開発     | 東京都目黒区上目黒                                       | 2007年5月1日  | [ 213 ]         |
| 1-UPスタジオ株式会社                                         | 開発     | 東京都千代田区神田錦町                                   |               | [ 214 ]         |
| ニンテンドーシステムズ株式会社                               | 開発     | 東京都渋谷区渋谷                                         |               | [ 215 ] [ 216 ] |
| マリオクラブ株式会社                                         | 開発     | 京都府京都市東山区                                       |               |                 |
| 株式会社SRD                                                  | 開発     | 京都府京都市下京区                                       | 2022年4月1日  | [ 90 ]          |
| ニンテンドーピクチャーズ株式会社                             | 開発     | 東京都千代田区神田淡路町                                 | 2022年10月3日 | [ 92 ]          |

持分法適用関連会社（保有比率20%以上）
| 名称                 | 所在地                 | 議決権所有割合(%) | 出典    |
| -------------------- | ---------------------- | ----------------- | ------- |
| 株式会社ワープスター | 東京都千代田区神田錦町 | 50                |         |
| 株式会社ポケモン     | 東京都港区六本木       | 32                | [ 218 ] |
| PUX株式会社          | 大阪府大阪市中央区     | 27                | [ 219 ] |

## 人物

### 歴代社長
| 代数 | 氏名       | 在職期間        |
| ---- | ---------- | --------------- |
| 1    | 山内房治郎 | 1889年 - 1929年 |
| 2    | 山内積良   | 1929年 - 1949年 |
| 3    | 山内溥     | 1949年 - 2002年 |
| 4    | 岩田聡     | 2002年 - 2015年 |
| 5    | 君島達己   | 2015年 - 2018年 |
| 6    | 古川俊太郎 | 2018年 - 現職   |

### 役員
取締役
| 役名                      | 職名             | 氏名                                                                                          | その他の職名、兼職                                                                                  | 備考                                                                               |
| ------------------------- | ---------------- | --------------------------------------------------------------------------------------------- | --------------------------------------------------------------------------------------------------- | ---------------------------------------------------------------------------------- |
| 代表取締役社長            |                  | 古川俊太郎                                                                                    | |                                                                                    |
| 代表取締役                | フェロー         | 宮本茂                                                                                        | | 『ドンキーコングシリーズ』、『マリオシリーズ』、『ゼルダの伝説シリーズ』の生みの親 |
| 取締役                    | 専務執行役員     | 高橋伸也                                                                                      | 企画制作本部 統括本部長、技術開発本部・開発推進本部・開発総務本部管掌                               |                                                                                    |
| 取締役                    | 常務執行役員     | 柴田聡                                                                                        | 営業本部 統括本部長、アジア・オセアニア事業本部長、業務本部長 株式会社ポケモン 社外取締役           |                                                                                    |
| 取締役                    | 上席執行役員     | 塩田興                                                                                        | 技術開発本部長、製造本部管掌                                                                        |                                                                                    |
| 取締役                    | 上席執行役員     | 別府裕介                                                                                      | 経営企画室長                                                                                        |                                                                                    |
| 社外取締役                |                  | クリス・メレダンドリ                                                                          | イルミネーション CEO                                                                                |                                                                                    |
| 社外取締役                | ミヨコ・ディメイ | Senior Executive of Luxury Strategy & Operations                                              | 元ティファニー&カンパニー・ジャパン 社長                                                            |                                                                                    |
| 社外取締役                | 八谷和彦         | 株式会社ペットワークス 取締役 東京藝術大学 美術学部 先端芸術表現科 教授 兼 芸術情報センター長 | |                                                                                    |
| 取締役 （監査等委員）     |                  | 吉村卓哉                                                                                      | 常勤監査等委員                                                                                      |                                                                                    |
| 社外取締役 （監査等委員） |                  | 梅山克啓                                                                                      | 梅山公認会計士事務所 代表、梅山税理士法人 代表社員、株式会社クラウディアホールディングス 社外取締役 |                                                                                    |
| 社外取締役 （監査等委員） | 新川麻           | 西村あさひ法律事務所 パートナー、東京電力ホールディングス株式会社 社外取締役                  | |                                                                                    |
| 社外取締役 （監査等委員） | 大澤栄子         | 大澤公認会計士事務所 代表、エクシオグループ株式会社 社外監査役                                | |                                                                                    |
| 社外取締役 （監査等委員） | 明石敬子         | 愛眼株式会社 社外監査役                                                                       | |                                                                                    |

執行役員
| 職名         | 氏名                 | その他の職名、兼職                   | 備考 |
| ------------ | -------------------- | ------------------------------------ | --- |
| 上席執行役員 | 進士仁一             | 製造本部長                           | |
| 上席執行役員 | 小泉歓晃             | 企画制作本部長                       | 『スーパーマリオシリーズ』、『ゼルダの伝説シリーズ』などの開発に関わる                                                 |
| 執行役員     | 手塚卓志             | 企画制作本部 上席統括                | 『スーパーマリオシリーズ』、『ゼルダの伝説シリーズ』、『ヨッシーシリーズ』、『どうぶつの森シリーズ』などの開発に関わる |
| 執行役員     | 村上元               | 管理本部長、IR担当                   | |
| 執行役員     | 山岸健太郎           | 総務本部長                           | |
| 執行役員     | 倉恒良彰             | グローバルコミュニケーション本部長   | |
| 執行役員     | 竹内寿郎             | 営業本部長                           | |
| 執行役員     | 三宅浩二             | 経営統括本部長、人事本部長、社長室長 | |
| 執行役員     | ダグ・バウザー       | Nintendo of America 代表取締役社長   | |
| 執行役員     | Luciano Perena Lopez | Nintendo of Europe 代表取締役社長    | |

### 開発者

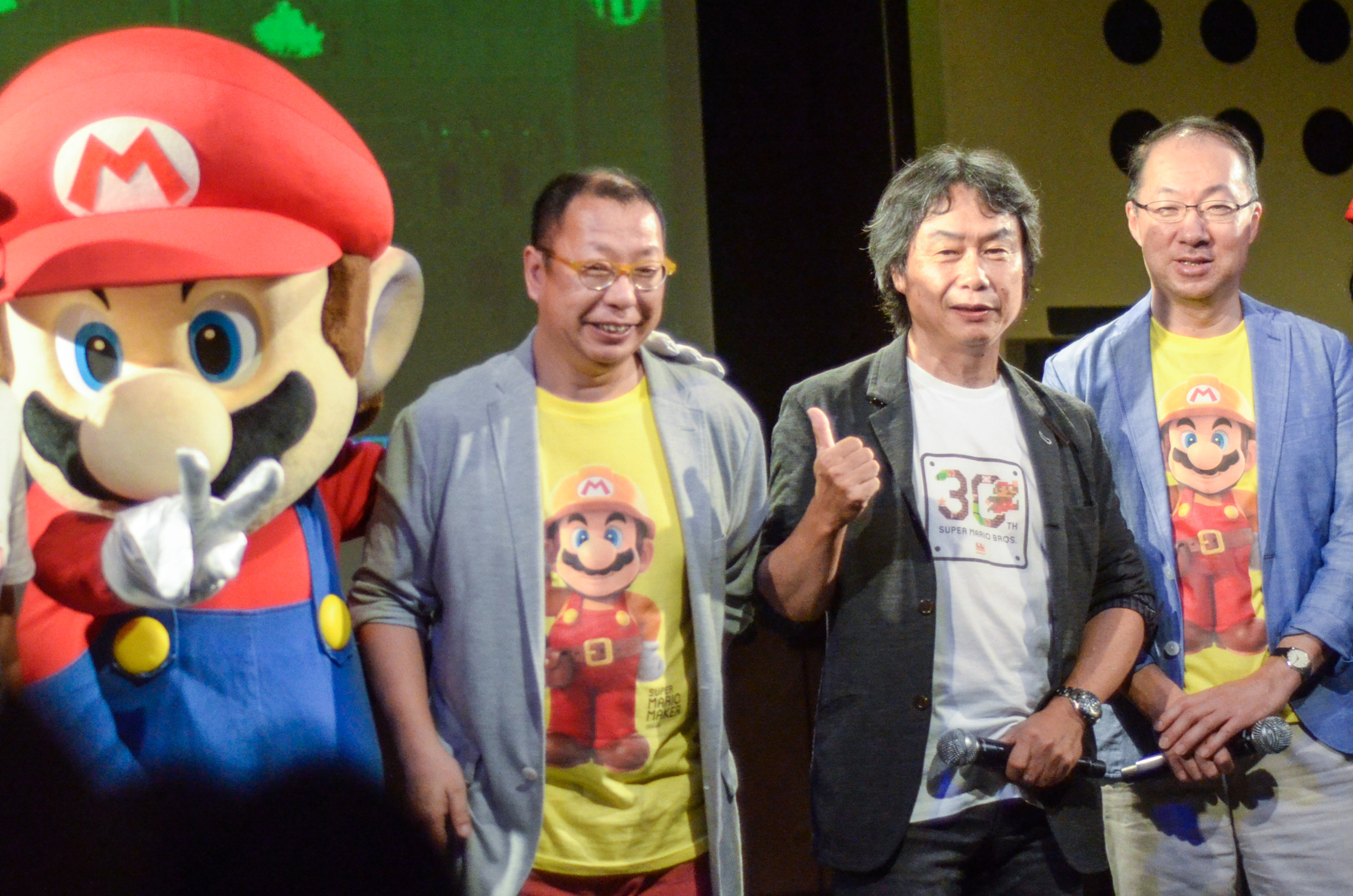
左からマリオ、手塚卓志、宮本茂、近藤浩治（2015年撮影）

企画制作本部（旧情報開発本部及び旧企画開発本部）
- 坂本賀勇 - 企画開発本部企画開発部統括。『メトロイドシリーズ』『メイド イン ワリオシリーズ』『リズム天国シリーズ』『トモダチコレクションシリーズ』などのプロデューサー[225]。
- 江口勝也 - 企画制作本部副本部長。『どうぶつの森シリーズ』『Wii Sports シリーズ』『Nintendo Land』などのプロデューサー[7][226]。
- 青沼英二 - 情報開発本部制作部[注 19]。『ゼルダの伝説シリーズ』のプロデューサー[227]。
- 紺野秀樹 - 情報開発本部制作部[注 19]。『マリオカートシリーズ』のプロデューサー[228]。

社外
- 桜井政博 - 有限会社ソラ 代表取締役社長。『星のカービィシリーズ』『大乱闘スマッシュブラザーズシリーズ』の生みの親[229]。

## 訴訟一覧
ドンキーコング裁判（ユニバーサル・シティ・スタジオ対任天堂裁判）
1982年、ユニバーサル・スタジオは任天堂の『ドンキーコング』が『キングコング』の商標権と著作権を侵害しているとして訴訟を起こした。1975年、ユニバーサル・スタジオとRKOとの訴訟で『キングコング』のプロットはパブリックドメイン にあると判示されていることから、ユニバーサル・スタジオは商標権と著作権を持っていないことが判明。1984年、消費者が『ドンキーコング』と『キングコング』を混同することもないとして、アメリカ連邦控訴裁判所は任天堂勝訴の判決を下した。また、任天堂からユニバーサル・スタジオに対する反訴となる損害賠償請求訴訟についても、1986年にアメリカ連邦控訴裁判所が任天堂勝訴の判決を下している。
アタリ・テンゲン裁判（英語版）
Nintendo Entertainment Systemには、任天堂のライセンスを受けていないソフトウェアの動作を防ぐロックアウト機構が搭載されていたが、1988年に著作権局からソースコードを得たアタリはロックアウト機構のリバースエンジニアリングを行って、ライセンス外のソフトウェアの動作を可能にしている。任天堂はアタリの著作権侵害を主張してアタリはフェアユース を主張して訴訟を行った。1992年、任天堂の主張が認められてアメリカ連邦控訴裁判所は任天堂勝訴の判決を下した。
競争法抵触
1983年、任天堂は日本における1980年から1982年ごろの電子玩具の販売活動 について私的独占の禁止及び公正取引の確保に関する法律（独占禁止法）違反として公正取引委員会の排除勧告審決を受けた。2002年、ヨーロッパで任天堂と現地の卸売業7社がゲーム機とゲームソフトの並行輸入を妨害したとして、欧州委員会が任天堂らに対して合計1億6,780万ユーロの課徴金の支払いを命じた。首謀者と認定された任天堂は、このうち1億4,912万8,000ユーロの支払いが課せられた。
ゲームジニー裁判（英語版）
1990年、Nintendo of Americaは「Nintendo Entertainment System」用のチート機である「ゲームジニー」が任天堂の著作権を侵害しているとして、製造元であるLewis Galoob Toys, Inc.に販売差し止めを求める訴訟を起こした。アメリカ連邦地裁は仮差し止めを認めたが、1991年にゲームジニーは著作権を侵害していないとして仮差し止め命令を破棄。連邦控訴裁判所も地裁を支持して任天堂の訴えを退けた。また、仮差し止めによる損失の賠償としてLewis Galoob Toys, Inc.に対する1,500万ドルの支払いを命じられた任天堂は、この金額についても争ったが、連邦控訴裁判所は再び退けた。
マジコンによる著作権侵害被害
ニンテンドーDSで不正にプログラムを動作させる「マジコン」と呼ばれる装置について、任天堂およびソフトメーカー49社は販売業者に対して各地で著作権被害を訴えて訴訟を起こした。被害総額は全世界で4兆円近くとも試算されている。2013年7月、東京地裁で任天堂の勝訴が下された。2016年1月、最高裁で上告が棄却されて任天堂の勝訴が確定。
マリカー裁判
2017年2月24日、任天堂は公道カートのレンタルサービスを行うマリカー（現商号：MARIモビリティ開発）に対して賠償を求める訴訟を東京地裁に提起した。任天堂はマリカーがマリオカートの略称として知られる「マリカー」の標章を会社名に用いていることに加えて、マリオなどの衣装の貸与やその衣装の宣伝、営業利用などを任天堂に無断で行っていることが不正競争行為及び著作権侵害行為にあたると主張している。2018年9月27日、地裁判決で被告会社に対して衣装の貸与の禁止など不正競争行為の差止と損害賠償金の支払いなどが命じられた。2020年1月29日、知的財産高等裁判所において5,000万円の損害賠償金の支払いと不正競争行為の差止などを被告会社に命じて終局判決が下された。その後、控訴審判決に対して被告らから上告受理の申し立てがなされたが、2020年12月24日に最高裁判所第一小法廷において本件を上告審として受理しないとする決定が下された。これにより、知的財産高等裁判所において被告会社に対する不正競争行為の差止等および被告らに対する5,000万円の損害賠償金の支払いを命じた控訴審判決が確定。
コロプラ訴訟
2018年1月10日、任天堂はスマートフォンアプリ『白猫プロジェクト』を開発、運営しているコロプラに対して「タッチパネル上でジョイスティック操作を行う際に使用される特許技術」などの、合計5件の特許侵害があるとして『白猫プロジェクト』のサービス停止と44億円の賠償を求める訴訟を東京地裁に提起した。2016年10月、任天堂は特許侵害を指摘し、交渉していたが決裂したという。時間経過を理由に請求額は5.5億円増額され49.5億円となっていたが、コロプラは2021年4月21日に任天堂が時間経過を理由にさらに請求金額が96.99億円に引き上げられたと発表。その後、2021年8月4日にコロプラが今後のライセンス使用も含めた和解金33億円を支払ったことを発表し、本件の和解が成立した。
違法ROM配布サイト訴訟
2018年7月19日、任天堂およびNintendo of Americaは海外のゲーム用ROM配布サイト「LoveROMS.com」と、「LoveRETRO.co」の運営者に対する訴訟をアメリカのアリゾナ州にある合衆国地方裁判所に提起した。当該サイトでは歴代の任天堂ハード用ROMやハードのBIOSを無断で配布しており、任天堂は著作権侵害、商標権侵害、不正競争を提訴の理由に挙げている。侵害されたゲームごとに15万ドル、各商標の侵害にあたり最高200万ドルの賠償金を求めており、損害賠償金は1億ドル規模になるとみられている。
派遣労働者からの正規雇用をめぐる訴訟
2018年から任天堂に紹介予定派遣として派遣され、総務部で保健師として勤務していた女性2人が、上司にあたる産業医からのパワーハラスメントで関係が悪化したのを理由として正規雇用されなかったとして、2020年9月8日に任天堂を相手取り地位確認や損害賠償などを求めて京都地方裁判所に提訴した。紹介予定派遣における雇用拒否をめぐる訴訟は日本国内では初のこととなる。

## 過去の問題

### 環境問題への対応
有害な化学物質の使用中止、地球温暖化対策（二酸化炭素排出量の削減）、リサイクルなどの環境問題への取り組みに関して、任天堂は環境保護団体のグリーンピースから大手電子機器メーカーの中で最低の評価を受けている。
任天堂はグリーンピースの報告書に対して「製品の企画から廃棄まで、環境規制を遵守するためにあらゆる努力をしている」と反論している。

### ペアレンタルコントロール
Wii以降の任天堂のゲーム機には子供にふさわしくないコンテンツの使用を保護者が制限できるペアレンタルコントロール（保護者による使用制限）という機能がある。
ただ、子供がその機能を設定することなく利用している場合があり、「ニンテンドー3DS」のソフトウェアである『いつの間に交換日記』や『うごくメモ帳 3D』において、一部の子供ユーザーがインターネットでフレンドコードを交換して公序良俗に反する画像をやり取りしてしまう問題が発生していた。こうした事態を受けて任天堂は該当サービスの中止を発表。
任天堂は、ペアレンタルコントロール機能をユーザーに理解してもらえるよう務めるとして、「Newニンテンドー3DS」と「Newニンテンドー3DS LL」において、子供が安心して利用できるよう最初からフィルタリング機能が有効の状態で販売している。解除にはクレジットカードでの認証と手数料30円（税別）が必要となっている（現在は一度解除した人のみ解除可能。）。
2017年3月2日、Nintendo Switch本体と連動してゲームのプレイ状況を管理できるスマートフォン向けの無料アプリ『Nintendo みまもり Switch』（英名：Nintendo Switch Parental Controls）を配信している。

### 他から不正入手の情報で不正ログインの発生
2020年4月24日、ニンテンドー3DSシリーズやWii Uで使用しているニンテンドーネットワークID（以下「NNID」）に約16万件の不正ログインが発生。不正ログインを受けたNNIDから「ニックネーム、生年月日、国 / 地域、メールアドレス」が第三者に閲覧された可能性があるという。また、NNIDを経由したニンテンドーアカウントへの不正ログインも発覚。これに対して任天堂は不正ログインの被害拡大を防止するため、NNID経由でニンテンドーアカウントにログインする機能を廃止。加えて不正アクセスされた可能性のあるNNIDやニンテンドーアカウントに対して順次パスワードリセットを行う措置をとった。今回の不正ログインにより発生した不正購入に対しては、個別に調査した上で購入の取り消しなどの対応を行うという。

### メディアやインターネットでの風評被害
一部のメディアやまとめサイトにより、任天堂が公式に発表したわけではない情報を公式のように報じられたり、関係者の発言を歪めた形で伝えられたりすることがある。こうした状況について任天堂はすべてに反応してしまうとデマの拡散につながりかねないため、会社や株主に迷惑がかかると判断した場合に機動的に対応するとしている。また、対策としてインターネットプレゼンテーションNintendo DirectやSNSなどで情報を直接発信する取り組みを行っている。
2012年2月20日、日本経済新聞が報じた記事について岩田はTwitterで、「月曜日に電子版媒体で当社に対する不正確な報道がありました。このようなことが何度か続いていますが文脈を無視して恣意的に言葉を抜き出したり、事実と憶測を混ぜて書いたり、まるでゴシップ誌のような手法を採られていることに驚いています」と言及している。6月5日、日本経済新聞は「『Wii U』にカーナビゲーションや電子書籍などの機能を搭載」という憶測記事を掲載。これに対して任天堂が同日に否定した。
2012年6月8日、朝日新聞の記事の中で岩田がインタビューを受けていないにもかかわらず、任天堂ホームページの動画から岩田の発言部分を抜き出してインタビューのように仕立てて掲載した。これに対して任天堂は朝日新聞に抗議した。朝日新聞は抗議に対して謝罪したとしているが、その時点では記事を訂正せず、2014年9月14日の紙面に任天堂と新聞読者に対する謝罪文を掲載した。
2015年1月、任天堂が開始したサービス「Nintendo Creators Program」について、一部で「YouTubeで同プログラムに登録していない任天堂のゲーム動画は削除される」というデマが広まっていたが、そうした規約はない。2014年5月27日、サービス開始前の任天堂公式Twitterでは「任天堂は以前より、不適切なものを除いて、YouTube上の任天堂の著作物を含む映像を正式に許諾しています」とコメントしている。
2016年10月20日、任天堂が公開したNintendo Switchの紹介動画の中でベセスダ・ソフトワークスのゲームソフト『The Elder Scrolls V: Skyrim（以下「スカイリム」）』の映像を用いた際、すでにベセスダが公式に歓迎のコメントを出していたにもかかわらず、あるまとめサイトは「スカイリム映像、無断使用だった」と報じた。この問題を取り上げたBuzzFeed Japanの取材に対し、任天堂広報は「今回の映像で使用されているゲームはすべて許可をとっております」と、まとめサイトの記事を否定している。10月21日、まとめサイトは捏造を認めて記事を訂正した。

## 提供番組

### 現在
日本テレビ系列
- 世界まる見え!テレビ特捜部
- 月曜から夜ふかし（2023年4月から）
- ZIP!（火曜・木曜7時台前半→2022年10月から隔日7時台中盤）
- THE突破ファイル
- 有吉の壁
- 金曜ロードショー（2023年10月から）
- ヒューマングルメンタリー オモウマい店（中京テレビ制作、2024年10月から）
- 世界の果てまでイッテQ!（2025年4月から、60秒提供）

テレビ朝日系列
- ドラえもん（2005年版）（2022年4月から）
- プリキュアシリーズ（ABCテレビ制作、2022年10月から）

テレビ東京系列
- ポケットモンスターシリーズ

フジテレビ系列
- サザエさん（2021年10月から）
- めざましテレビ（2021年10月から・隔日6時台後半）

### 過去

#### 1社提供
日本テレビ系列
- 少年シンドバッド

テレビ東京系列
- スーパーマリオクラブ
  - スーパーマリオスタジアム
  - 64マリオスタジアム
  - マリオスクール
- マジック王国
- Mr.マリック魔法の時間

フジテレビ系列
- 遠山の金さん捕物帳
- 紫頭巾

その他
- 恋のカイトウ!?トモコレ2世（TOKYO MX制作）

#### 複数社提供
日本テレビ系列
- 新オバケのQ太郎
- ドラえもん（1973年版）
- マジカル頭脳パワー!!
- ぐるぐるナインティナイン（番組自体は継続中）
- 踊る!さんま御殿!!（番組自体は継続中）
- 行列のできる相談所（番組自体は継続中）
- 世界一受けたい授業
- しゃべくり007（番組自体は継続中）
- 嵐にしやがれ
- ゲーマーズTV 夜遊び三姉妹 〜今夜も上上下下左右左右BA〜
- 沸騰ワード10（番組自体は継続中）
- ザ!世界仰天ニュース（番組自体は継続中）
- ザ!鉄腕!DASH!!（番組自体は継続中）

テレビ朝日系列
- 名探偵ホームズ
- ミュージックステーション（番組自体は継続中）
- 釣りバカ日誌
- 知って見て得する情報バラエティ シルシルミシル
- 知って見て得する情報バラエティ シルシルミシルさんデー

TBS系列
- 加トちゃんケンちゃんごきげんテレビ
- KATO&KENテレビバスターズ
- 関口宏の東京フレンドパークII
- 星のカービィ（CBC制作）
- リンカーン
- ひみつの嵐ちゃん!
- 飛び出せ!科学くん
- 奇跡ゲッター ブットバース!!
- 世紀のワイドショー!ザ・今夜はヒストリー
- ニンゲン観察バラエティ モニタリング（番組自体は継続中）
- 水曜日のダウンタウン（番組自体は継続中）

テレビ東京系列
- おはスタ（番組自体は継続中）
- ドンキーコング
- とっとこハム太郎シリーズ
- 週刊ポケモン放送局
  - ポケモン☆サンデー
  - ポケモンスマッシュ!
  - ポケモンゲット☆TV
  - ポケモンの家あつまる?
  - ポケモンとどこいく!?（番組自体は継続中）
- F-ZERO ファルコン伝説
- ピラメキーノ

フジテレビ系列
- 火曜ワイドスペシャル
- オレたちひょうきん族
- うる星やつら
- 森田一義アワー笑っていいとも!
  - 笑っていいとも!増刊号
- 志村けんのだいじょうぶだぁ
- ウッチャンナンチャンのやるならやらねば!
- 平成教育委員会
  - 平成教育予備校
  - 熱血!平成教育学院
- HEY!HEY!HEY! MUSIC CHAMP
- SMAP×SMAP（KTVと共同制作）
- こちら葛飾区亀有公園前派出所
- めちゃ×2イケてるッ!
- 奇跡体験!アンビリバボー（番組自体は継続中）
- グータンヌーボ（KTV制作）
- ザ・ベストハウス123
- 人志松本の○○な話
- 痛快TV スカッとジャパン

その他
- 敏江・玲児だ、みんな集まれ!（ABC制作）※関西ローカル